# Ditadura militar brasileira
A ditadura militar brasileira foi um regime autoritário e nacionalista instaurado em 1 de abril de 1964, que perdurou até 15 de março de 1985, sendo conduzido por sucessivos governos militares. O regime teve início com o golpe de Estado de 1964, que depôs o governo João Goulart, eleito democraticamente. A ditadura terminou formalmente em 1985, quando José Sarney assumiu a presidência, marcando o início da chamada Nova República.
Apesar da promessa inicial de uma intervenção breve, o regime se estendeu por 21 anos, consolidando-se por meio da promulgação de sucessivos Atos Institucionais, que ampliaram os poderes dos militares. O mais severo foi o Ato Institucional Número Cinco (AI-5), de 1968, que suprimiu direitos civis e fortaleceu a repressão política, permanecendo em vigor por dez anos. A Constituição de 1946 foi substituída pela Constituição de 1967, e o Congresso Nacional foi dissolvido. Além disso, a ditadura impôs um código de processo penal militar, permitindo que o Exército e a Polícia Militar encarcerassem suspeitos sem possibilidade de revisão judicial.
O regime adotou uma diretriz nacionalista, desenvolvimentista e anticomunista. Durante a década de 1970, a ditadura atingiu seu auge de popularidade devido ao chamado "milagre econômico", enquanto simultaneamente censurava a imprensa, torturava opositores e promovia exílios forçados. Entretanto, na década de 1980, o modelo econômico do regime entrou em colapso, agravado pela hiperinflação, pelo aumento da desigualdade social e da pobreza. Isso impulsionou o movimento pró-democracia, culminando na campanha Diretas Já. Em resposta, o governo aprovou a Lei da Anistia, relaxou as restrições às liberdades civis e permitiu a realização de eleições presidenciais indiretas em 1985.
O regime militar brasileiro influenciou outras ditaduras na América Latina, através da sistematização da doutrina de segurança nacional, que justificava ações militares em nome da "segurança nacional". A repressão política durante a ditadura foi marcada por torturas, assassinatos e desaparecimentos forçados, embora as Forças Armadas tenham mantido um discurso negacionista por décadas. Somente em 2014, um documento militar reconheceu oficialmente a prática de torturas e execuções. Em 2018, o Departamento de Estado dos EUA divulgou um memorando de 1974, revelando que a cúpula da ditadura autorizava diretamente as torturas e assassinatos contra opositores. No total, 434 pessoas foram mortas ou desapareceram por perseguição política, além de um genocídio indígena que vitimou mais de 8,3 mil indígenas brasileiros, resultado de negligência estatal e ações deliberadas de extermínio.
Com a Constituição de 1988, o Brasil retomou sua normalidade institucional, definindo o papel das Forças Armadas como defensoras do Estado e da ordem constitucional.

## Antecedentes
As Forças Armadas Brasileiras adquiriram grande poder político após a vitória na Guerra do Paraguai. A politização das instituições militares ficou evidente com a Proclamação da República, que derrubou o Império, ou com o tenentismo (movimento tenentista) e a Revolução de 1930. As tensões políticas voltaram à tona na década de 1950, quando importantes círculos militares se aliaram a ativistas de direita em tentativas de impedir que presidentes como Juscelino Kubitschek e João Goulart tomassem posse, devido ao seu suposto alinhamento com a ideologia comunista. Enquanto Kubitschek mostrou-se simpático às instituições capitalistas, Goulart prometeu reformas de longo alcance, expropriação de interesses comerciais e a continuação da independência da política externa iniciada por seu antecessor Jânio Quadros com o Brasil tendo relações diplomáticas e comerciais com ambos os blocos capitalista e comunista.
Em 1961, Goulart foi autorizado a assumir o cargo, sob um acordo que diminuiu seus poderes como presidente com a instalação do parlamentarismo. O país voltou ao sistema presidencialista um ano depois, e, como os poderes de Goulart cresceram, tornou-se evidente que ele iria procurar implementar políticas de esquerda, como a reforma agrária e a nacionalização de empresas em vários setores econômicos, independentemente do consentimento das instituições estabelecidas, como o Congresso. Na época, a sociedade brasileira tornou-se profundamente polarizada, devido ao temor que Brasil se juntasse a Cuba como parte do bloco comunista na América Latina sob o comando de Goulart. Políticos influentes, como Carlos Lacerda e até mesmo Kubitschek, magnatas da mídia (Roberto Marinho, Octávio Frias de Oliveira, Júlio de Mesquita Filho), setores conservadores da Igreja Católica, os latifundiários, a burguesia industrial e parte da classe média solicitam uma "contrarrevolução" por parte das Forças Armadas para remover o governo.
A mobilização das tropas rebeldes foi iniciada em 31 de março de 1964. O presidente João Goulart partiu para o exílio no Uruguai em 4 de abril.

### Motivações ideológicas

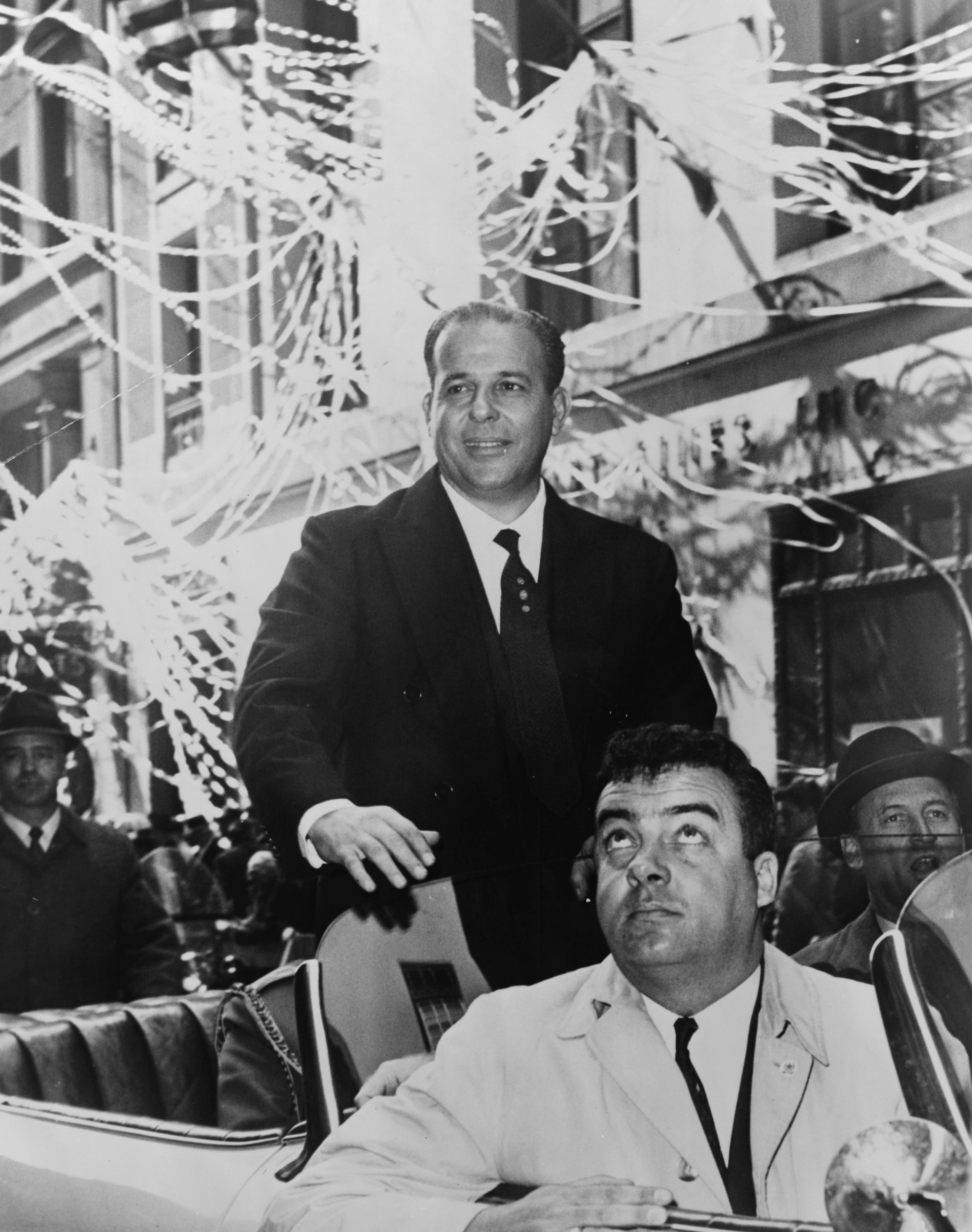
O presidente João Goulart (Jango) durante sua visita aos Estados Unidos, em 1962

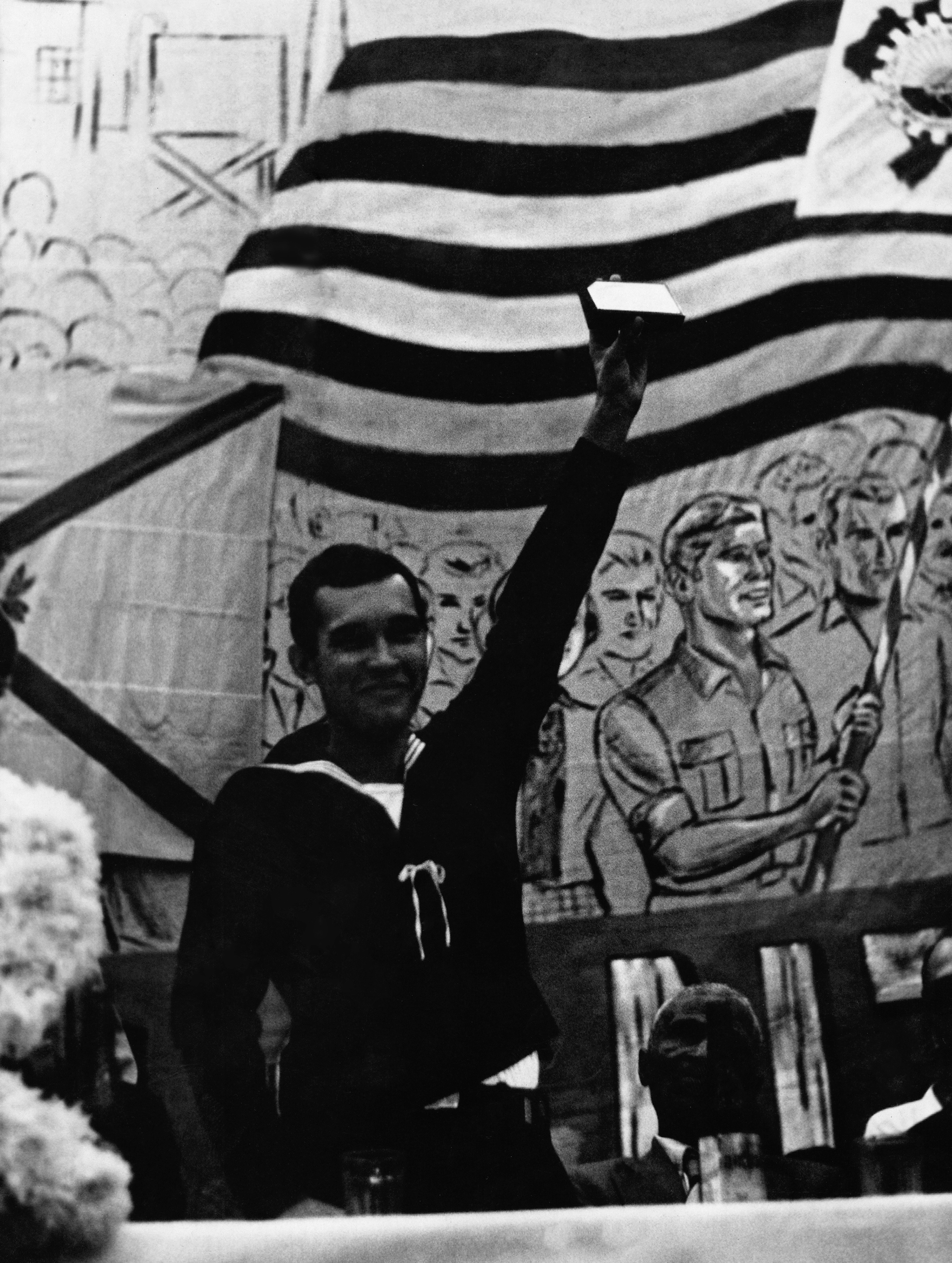
Cabo Anselmo discursa no palco da sede do Sindicato dos Metalúrgicos durante a Revolta dos Marinheiros, 25 de março de 1964 (Arquivo Nacional)

O golpe de estado de 1964, qualificado por seus apoiadores como uma revolução, instituiu um regime militar que durou até 1985. Os militares e os governadores que o apoiaram afirmavam que era necessário derrubar João Goulart, que eclodiu cinco anos após o alinhamento cubano à União Soviética, sob alegação de que havia no Brasil uma ameaça comunista. Alguns apoiadores ainda dizem que o acontecido, no caso, teria sido uma contrarrevolução, o que é fortemente contestado pela historiografia marxista. Luís Mir, porém, em seu livro "A Revolução Impossível", da Editora Best Seller, mostra que Cuba já financiava e treinava guerrilheiros brasileiros desde 1961, durante o governo Jânio Quadros. Uma organização guerrilheira com apoio cubano, o Movimento Revolucionário Tiradentes, foi desmantelada em 1962. Pequena e ineficaz, teve repercussão maior do que a ameaça que de fato representava.
O caminho do golpe militar, ditadura, suspensão de liberdade de imprensa, de eleições e cassações e prisões por posicionamento político, não era o único seguido no mundo para combater movimentos armados de esquerda. Em países da Europa Ocidental havia guerrilhas comunistas financiadas pelo bloco soviético e nem por isso Itália, Reino Unido ou Alemanha sofreram golpes militares ou regimes de exceção durante a Guerra Fria. Assim sendo, muitos autores, mesmo não marxistas, dão conta da possível inclinação conservadora ou alinhamento aos discursos lacerdistas (udenistas) das forças golpistas lideradas por Castelo Branco e com apoio militar e logístico dos Estados Unidos. Outros falam na vontade de extirpar à força os herdeiros do trabalhismo populista varguista, como Jango e o próprio PTB. Vivia-se, naquela época, a Guerra Fria quando os Estados Unidos procuravam justificar sua política externa intervencionista com sua suposta missão de liderar o "mundo livre" e frear a expansão do comunismo. Assim sendo, a violenta luta internacional entre Estados Unidos e União Soviética, capitalistas e comunistas encontrou eco nos discursos da política brasileira. Os Estados Unidos apoiaram os setores que organizavam um golpe de estado contra o presidente João Goulart, que fora democraticamente eleito como vice-presidente do Jânio Quadros.
Goulart procurava impulsionar o nacionalismo trabalhista através das reformas de base. Os setores mais conservadores, contudo, se opunham a elas. Um evento que aumentou a insatisfação entre setores conservadores militares ocorreu quando Jango decidiu apoiar os militares revoltosos de baixa patente da Revolta dos Marinheiros, os quais pleiteavam aumentos, fim de punições humilhantes e direito a voto. Oficiais de patentes mais altas das Forças Armadas aumentaram sua oposição a Jango, pelo que chamaram de quebra de hierarquia.
O governo dos Estados Unidos não aprovava as nacionalizações de empresas americanas realizadas pelo cunhado do presidente João Goulart e governador do Rio Grande do Sul Leonel Brizola nem os rumos que a política externa brasileira tomava, de suspensão de pagamento da dívida externa (muitos credores Americanos) de não alinhamento e contatos com ambos os polos de poder (capitalista e comunista). No governo Jânio Quadros, Jango, então vice-presidente, havia visitado, a mando do presidente, a China comunista. Jânio Quadros, mesmo que sem nenhuma ligação com setores de esquerda, condecorara o revolucionário e então funcionário do governo cubano, Ernesto Che Guevara. Isso tudo motivou os estadunidenses a fornecerem aos militares brasileiros apoio ao golpe. De lá veio ainda o aparato ideológico do anticomunismo, que já era pregado pela Escola Superior de Guerra das Forças Armadas do Brasil, através da doutrina de "Segurança Nacional".
Apesar de Jango ser latifundiário, filho de empresários e milionário, de inclinação trabalhista e não comunista, e de suas reformas serem ideologicamente identificadas com a centro-esquerda, existia a vontade econômica e política por parte dos Estados Unidos de controlar os países de economia menos desenvolvida, impedindo-os de se ligarem ao bloco comunista, para assim vencerem a disputa mundial de poder com a URSS e o bloco comunista, negando a estes quaisquer parceiros comerciais e diplomáticos.

### Salvaguardas e a doutrina da segurança nacional
O golpe de Estado marcou a influência política do Exército Brasileiro e sua determinação em tomar o poder do país ao abrigo de uma doutrina de segurança nacional formado no âmbito da política do comércio exterior americano e de outros países influentes como a França. O intervencionismo militar no Brasil remonta ao Império (1822-1889), mas, segundo estudiosos é a primeira vez no Brasil, mas também na América Latina que o militar está adquirindo poder afirmando abertamente a doutrina da segurança nacional.
Segundo o tenente-coronel de Infantaria e Estado-Maior do Exército Brasileiro Manuel Soriano Neto, em palestra comemorativa proferida na AMAN em 12 de setembro de 1985, em homenagem ao centenário do marechal José Pessoa:
Com as desavenças que grassavam na corrente outubrista, o tenentismo vem a se desintegrar. Tal fato se dá após a Revolução de 1932, mormente durante o ano de 1933, quando se formava a Assembleia Nacional Constituinte. Parcelas das Forças Armadas se desgarraram para a esquerda e para a direita, incorporando-se à Aliança Nacional Libertadora e à Ação Integralista Brasileira, que apregoavam ideologias importadas, não condizentes com a idiossincrasia de nosso povo.— Manuel Soriano Neto

Depredação da sede do Sindicato dos Metalúrgicos em 1964

Portanto, dentro das forças armadas brasileiras, existia uma grave cisão interna de ordem ideológica e, ainda havia outra divisão entre os moderados e a linha dura. Os grupos concorrentes entre si defendiam pontos de vistas diferentes: um grupo defendia medidas rápidas diretas e concretas contra os chamados subversivos, ou inimigos internos, estes militares apoiavam sua permanência no poder pelo maior tempo possível; ao contrário do grupo anterior, o segundo era formado por militares que tinham por doutrina a tradição de intervenções moderadoras. Estes procuravam permanecer no poder somente o tempo necessário até se formar um governo aceito pelo grupo a exemplo de 1930, 1945 e 1954. Quando passado o período de maior risco institucional houve o rápido retorno do poder para os civis. Para os dois grupos era necessário salvaguardar o Brasil contra o poder do comunismo internacional (além do antigetulismo, leia-se populismo).
Segundo a doutrina dos militares, o inimigo devia ser extirpado a todo custo e os governos populistas seriam uma porta de entrada para a desordem, subversão e propiciariam a entrada de ideologias nocivas à nação. As facções contrárias internamente nas forças armadas acabaram se unindo apesar da não concordância metodológica. Desta forma, os militares mais radicais se aglutinaram ao general Costa e Silva, e os mais estratégicos ao marechal Humberto de Alencar Castelo Branco. Muitos militares da época afirmam que se a orientação filosófico-ideológica das forças armadas fosse para a esquerda, estas defenderiam da mesma forma a linha de pensamento, somente o inimigo que mudaria de lado, o que importava era a segurança da Nação.
Atualmente é sabido que as contradições de pensamentos e ações dentro das Forças Armadas (a dita cisão interna) causou a expulsão e a prisão de muitos militares no momento seguinte ao golpe. Exemplo disso foi quando o general Kruel garantiu que o Exército Brasileiro jamais iria contra a Constituição Brasileira de 1946, e que defenderia os poderes constituídos, e quando o general Olympio Mourão Filho declarou que João Goulart, devido ao abuso do poder e de acordo com a Lei, fora deposto.

### Falsa "ameaça comunista"
O principal argumento para a instauração de uma ditadura militar no país foi a iminência de uma ameaça comunista no país em 1964. No entanto, segundo o historiador Rodrigo Patto Sá Motta, doutor em História pela USP e professor do Departamento de História da UFMG, o Brasil nunca esteve perto do comunismo, nem mesmo em 1964, ano de início da ditadura militar no Brasil. Numa entrevista, afirmou:
| “                                                                          | Se o regime político instaurado em 1964 era popular e tinha apoio majoritário da população, por que diabos necessitou de mecanismos autoritários para se manter no poder?". E completa: “Consideremos por um momento, apenas para construir raciocínio hipotético, que havia séria ameaça comunista e a intervenção militar visava defender a democracia contra o totalitarismo (reitero que considero tais argumentos sem fundamento). Se assim fosse, qual a justificativa, então, para terem instalado uma ditadura e se aboletarem no poder durante duas décadas? Porque não entregaram o poder aos civis depois de derrotada a “ameaça"? | ” |
| — Rodrigo Patto Sá Motta, 1964: “O Brasil não estava à beira do comunismo” | |   |

O historiador diz ainda que a ideia de dizer que houve tais ameaças seria para intensificar uma campanha de grupos de direita em defesa daquele período e de dar legitimidade a um governo comandado por militares. Em outro trecho, afirma: 
| “                                                                          | …a grande imprensa e outras instituições fizeram forte barragem discursiva em favor da queda de Goulart, em que mobilizaram à exaustão o tema do perigo vermelho (comunistas) para incrementar o clima de pânico. O certo é que ao sair dos quartéis as Forças Armadas desequilibraram a situação e promoveram a derrubada de Goulart, por isso seu papel foi essencial no golpe. | ” |
| — Rodrigo Patto Sá Motta, 1964: “O Brasil não estava à beira do comunismo” | |   |

Uma reportagem do jornal The Intercept afirma que as supostas guerrilhas de Jango, o armamento em posse das Ligas Camponesas (considerado o MST da época) e as infiltrações comunistas nas forças armadas não passavam de fantasia, e que o golpe de 64 ocorreu sem resistência, pois "resistência não havia". Além disso, as lutas armadas comunistas só apareceram após a implementação da ditadura, e não antes dela, e na verdade nunca colocaram em risco a democracia brasileira.

### Conexões civis do regime

Manifestantes na Marcha da Família com Deus pela Liberdade em 19 de março de 1964 na Praça da Sé, em São Paulo. Fonte: Arquivo Nacional/Correio da Manhã

A partir da década de 2000, vários historiadores passaram a defender a ideia de que o golpe, assim como a ditadura que se seguiu, não foi exclusivamente militar, sendo, em realidade, civil-militar. Pelo menos no início, houve apoio ao golpe por parte de segmentos importantes da sociedade: os grandes proprietários rurais, uma grande parte da classe média urbana (que na época girava em torno de 35% da população total do país) e o setor conservador e anticomunista da Igreja Católica (na época majoritário dentro da Igreja) que promoveu a Marcha da Família com Deus pela Liberdade, em 19 de abril de 1964.
No entanto, a população brasileira, à época, ainda majoritariamente rural e em grande parte analfabeta — e, na época, sem direito a voto — manteve-se quase sempre inerte e distanciada da política nacional. No campo, a exceção eram as "ligas camponesas", lideradas pelo advogado Francisco Julião, que lutavam pela reforma agrária. Entre as figuras históricas civis afinadas com o movimento militar, estão os governadores Magalhães Pinto (Minas Gerais), Adhemar de Barros (São Paulo) e Carlos Lacerda (Guanabara, atual Estado do Rio de Janeiro).
O apoio clerical, no entanto, não era completo. A partir de outubro de 1964, especialmente quando ativistas católicos de esquerda foram presos, certos setores da chamada "ala progressista da Igreja Católica" da Teologia da Libertação, passaram a denunciar a violência do governo militar.

Sede do jornal O Globo no dia do golpe de 1964

Grande parte da imprensa, os chamados "Diários Associados", que eram compostos por revistas, rádios, jornais e emissoras de TV, como O Globo, Folha de S.Paulo, Correio da Manhã, Jornal do Brasil e O Estado de S. Paulo festejaram a deposição do governo de Goulart. Contrariando essa tendência, apenas o jornal Última Hora combateu o golpe, o que levou o seu diretor Samuel Wainer a exilar-se. Em 1 de abril de 1964, o jornal O Estado de São Paulo trazia o seguinte texto: "Minas desta vez está conosco (…) dentro de poucas horas, essas forças não serão mais do que uma parcela mínima da incontável legião de brasileiros que anseiam por demonstrar definitivamente ao caudilho que a nação jamais se vergará às suas imposições." No Jornal do Brasil se lia: "Desde ontem se instalou no País a verdadeira legalidade … Legalidade que o caudilho não quis preservar, violando-a no que de mais fundamental ela tem: a disciplina e a hierarquia militares. A legalidade está conosco e não com o caudilho aliado dos comunistas".
A edição do jornal O Globo de 2 de abril de 1964 dizia: "Salvos da comunização que celeremente se preparava, os brasileiros devem agradecer aos bravos militares que os protegeram de seus inimigos". E O Estado de Minas trazia em 2 de abril: "O ponto culminante das comemorações que ontem fizeram em Belo Horizonte, pela vitória do movimento pela paz e pela democracia foi, sem dúvida, a concentração popular defronte ao Palácio da Liberdade". A edição de 4 de abril trazia: "Ressurge a Democracia! Vive a Nação dias gloriosos. Porque souberam unir-se todos os patriotas, independentemente das vinculações políticas simpáticas ou opinião sobre problemas isolados, para salvar o que é de essencial: a democracia, a lei e a ordem". Segundo a Fundação Getúlio Vargas, "(…) o golpe militar foi saudado por importantes setores da sociedade brasileira. Grande parte do empresariado, da imprensa, dos proprietários rurais, da Igreja católica, vários governadores de estados importantes (como Carlos Lacerda, da Guanabara, Magalhães Pinto, de Minas Gerais, e Ademar de Barros, de São Paulo) e amplos setores de classe média pediram e estimularam a intervenção militar, como forma de pôr fim à ameaça de esquerdização do governo e de controlar a crise econômica".

## Cronologia

### Golpe militar e influência estrangeira

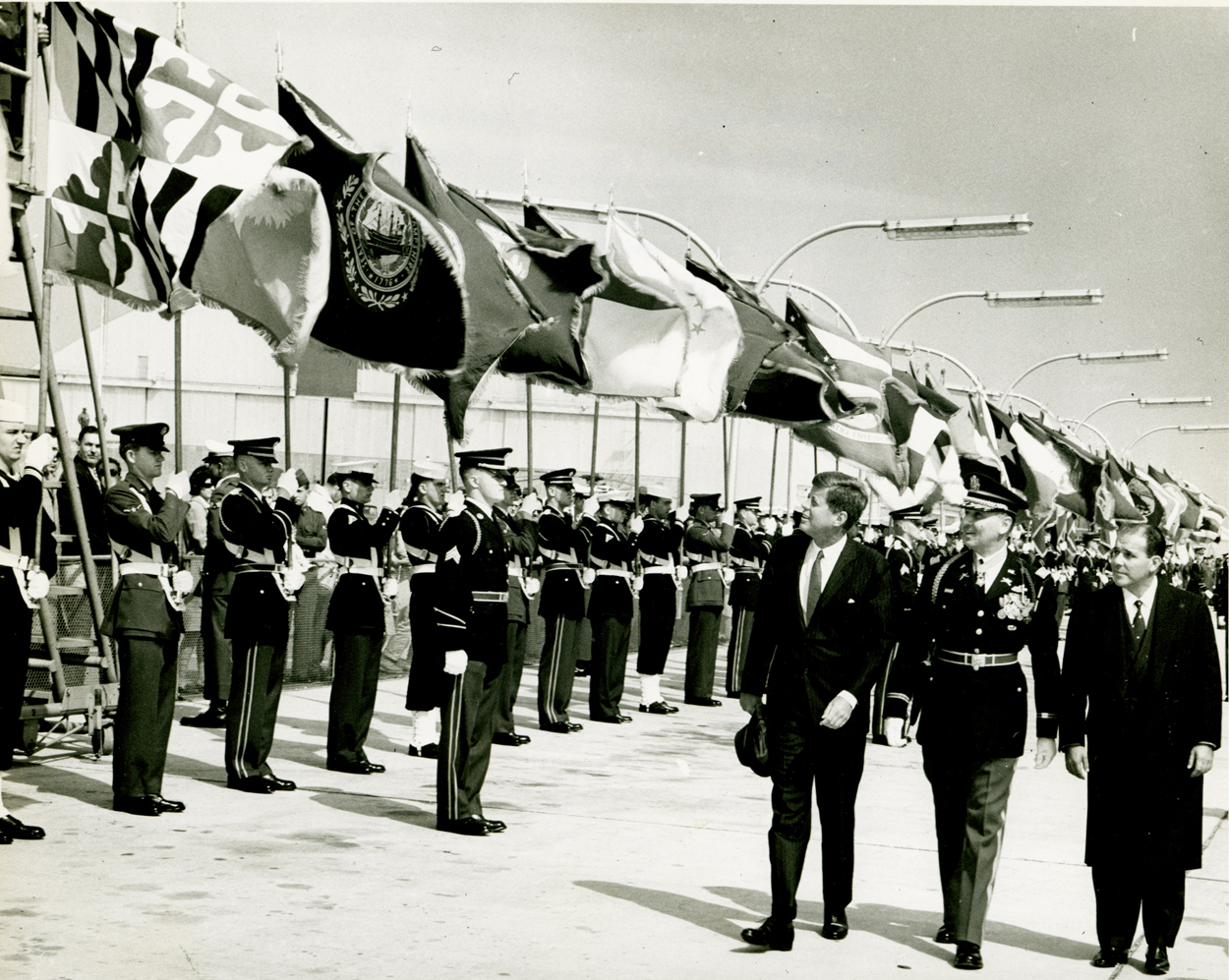
John F. Kennedy durante a visita do então presidente João Goulart aos Estados Unidos em 1962. Posteriormente descobriu-se que o presidente estadunidense planejava invadir militarmente o Brasil para depor o governo de João Goulart

Na madrugada de 31 de março de 1964 o general Olympio Mourão Filho iniciou a Operação Popeye, mobilizando tropas de Juiz de Fora rumo ao Rio de Janeiro com o objetivo de depor o governo constitucional de João Goulart. O presidente encontrava-se no Rio de Janeiro quando recebeu um manifesto exigindo sua renúncia. O chefe da Casa Militar e organizador do “dispositivo militar” governista, general Argemiro de Assis Brasil, não conseguiu colocar em prática um plano que teria a função de impedir um possível golpe. Os partidos de sustentação do governo ficaram aguardando a evolução dos acontecimentos. O presidente, de Brasília, seguiu para Porto Alegre e se refugiou numa estância de sua propriedade, e depois rumou para o Uruguai, no dia 4 de abril de 1964. Porém, o presidente do Senado Federal declarou vaga a presidência e a vice-presidência da república no dia 2 de abril de 1964, com Goulart em território nacional, e empossou o presidente da Câmara dos Deputados, Ranieri Mazzilli, na presidência da república. No dia 2 de abril ocorre a Marcha da Vitória, na cidade do Rio de Janeiro, garantindo apoio popular à deposição do presidente João Goulart.
Blindados, viaturas e carros de combate ocuparam as ruas das principais cidades brasileiras. Sedes de partidos políticos, associações, sindicatos e movimentos que apoiavam reformas do governo foram destruídas e tomadas por soldados fortemente armados. À época, estudantes, artistas, intelectuais, operários se organizavam para defender as reformas de base. A sede da União Nacional dos Estudantes (UNE) foi incendiada.

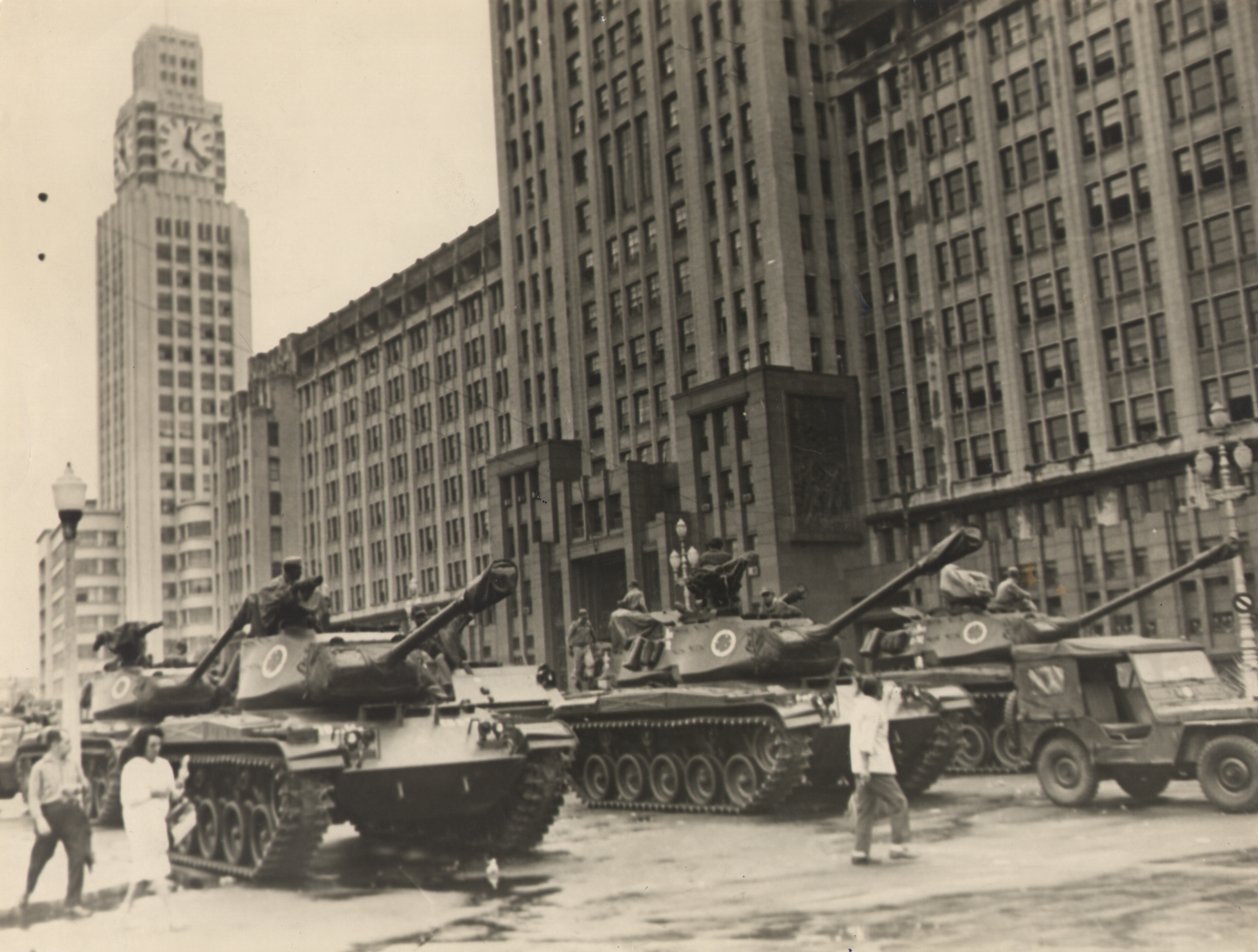
Tanques na Avenida Presidente Vargas, no Rio de Janeiro, em 2 de abril de 1964

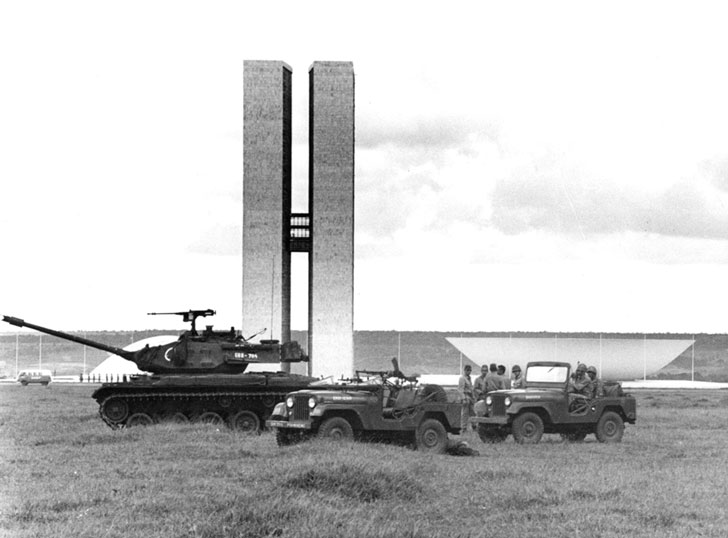
Tanque M41 e dois jipes do Exército Brasileiro na Esplanada dos Ministérios, próximo ao Congresso Nacional (fundo) em Brasília, após o golpe militar de 1964

Segundo a Fundação Getúlio Vargas, "o golpe militar foi saudado por importantes setores da sociedade brasileira. Grande parte do empresariado, da imprensa, dos proprietários rurais, vários governadores de estados importantes (como Carlos Lacerda, da Guanabara, Magalhães Pinto, de Minas Gerais, e Adhemar de Barros, de São Paulo), além de setores da classe média, pediram e estimularam a intervenção militar, como forma de pôr fim à ameaça de esquerdização do governo e de controlar a crise econômica".
Os Estados Unidos, que já vinham patrocinando organizações e movimentos contrários ao presidente e à esquerda no Brasil durante o governo de João Goulart, participaram da tomada de poder, principalmente através de seu embaixador no Brasil, Lincoln Gordon, e do adido militar, Vernon Walters, e haviam decidido dar apoio armado e logístico aos militares golpistas, caso estes enfrentassem uma resistência armada por parte de forças leais a Jango: em Washington, o vice-diretor de operações navais, John Chew, ordenou o deslocamento para a costa brasileira (entre Santos e Rio de Janeiro) de uma força-tarefa da Marinha Americana (incluindo o porta-aviões Forrestal, seis contratorpedeiros, um porta-helicóptero e quatro petroleiros), operação que ficou conhecida como "Brother Sam".
Após a deposição de João Goulart, vieram os Atos Institucionais (AI), mecanismos jurídicos autoritários criados para dar legitimidade a ações políticas contrárias à Constituição Brasileira de 1946 que consolidaram o regime militar implantado.
O presidente João Goulart permaneceu em território brasileiro até o dia 2 de abril. Nesse dia, em um golpe parlamentar, o Congresso Nacional, pela voz do senador Auro de Moura Andrade, declarou que a Presidência da República estava vaga e deu posse ao Presidente da Câmara dos Deputados, Ranieri Mazzilli, que permaneceu no cargo até 15 de abril de 1964, embora representasse um papel meramente decorativo: o governo era exercido pelos ministros militares.
Em uma inversão constitucional — os militares passando de defensores da Constituição a subversivos dela e causadores de uma crise política — acabou predominando a força das armas e o Presidente da República foi deposto. Goulart partiu para o exílio no Uruguai, morrendo na Argentina, em 1976.

### Governo Castelo Branco (1964-1967)

Humberto de Alencar Castelo Branco, o primeiro presidente de facto do regime militar

O Congresso Nacional ratificou a indicação do comando militar e, em eleição no dia 11 de abril de 1964, elegeu Presidente da República o marechal Castelo Branco, então Chefe do Estado-Maior do Exército. Como Vice, foi eleito o deputado pelo PSD José Maria Alkimim, secretário de finanças do governo de Minas Gerais. O governador desse estado, Magalhães Pinto, havia participado do golpe. A posse de Castelo Branco ocorreu em 15 de abril de 1964, tendo permanecido na presidência até março de 1967.
O presidente Castelo Branco iniciou o governo militar. Compôs o seu governo com predominância de políticos da UDN. Dizia que a intervenção tinha caráter corretivo e era temporária. Porém, as Forças Armadas, lideradas pelo general Costa e Silva, não tinham interesse no papel de moderador, mas sim em "estabelecer a Linha Dura" de repreensão às atividades políticas de esquerda consideradas pelos militares golpistas como "terroristas".
Castelo Branco morreu, logo após deixar o poder, em um acidente aéreo, mal explicado nos inquéritos militares, ocorrido em 18 de julho de 1967. Um caça T-33 da FAB atingiu a cauda do Piper Aztec PA 23, no qual Castelo Branco viajava, fazendo com que o PA-23 caísse deixando apenas um sobrevivente. No processo sucessório, Castelo foi pressionado a passar a faixa presidencial para o general da linha dura Artur da Costa e Silva mas estava organizando com o Senador Daniel Krieger um movimento contra o endurecimento do regime.
Castelo Branco, apesar das promessas de retorno ao regime democrático, inaugurou a adoção de Atos Institucionais como instrumentos de repressão aos opositores. Com isso, fechou associações civis, proibiu greves, interveio em sindicatos e cassou mandatos de políticos por dez anos, inclusive o do ex-presidente Juscelino Kubitschek.
Em novembro de 1965, foi mandado cumprir o Ato Complementar Número 4, que institucionalizou o sistema bipartidário no Brasil. Foram criados dois partidos, um situacionista e um oposicionista, sendo que o segundo jamais poderia ter quórum superior ao primeiro. O partido situacionista, formado por integrantes dos extintos PSD e UDN e chamado de Aliança Renovadora Nacional, ARENA, dava sustentação ao governo, portanto era obrigatório que tivesse maioria. O partido oposicionista foi nominado Movimento Democrático Brasileiro, MDB. A população da época tinha um trocadilho para se referir aos dois partidos, …um era o partido do "não", o MDB que era contra tudo que o regime militar e seus presidentes faziam, e o outro, era o partido do "sim senhor", a ARENA que aprovava tudo que o governo fazia.

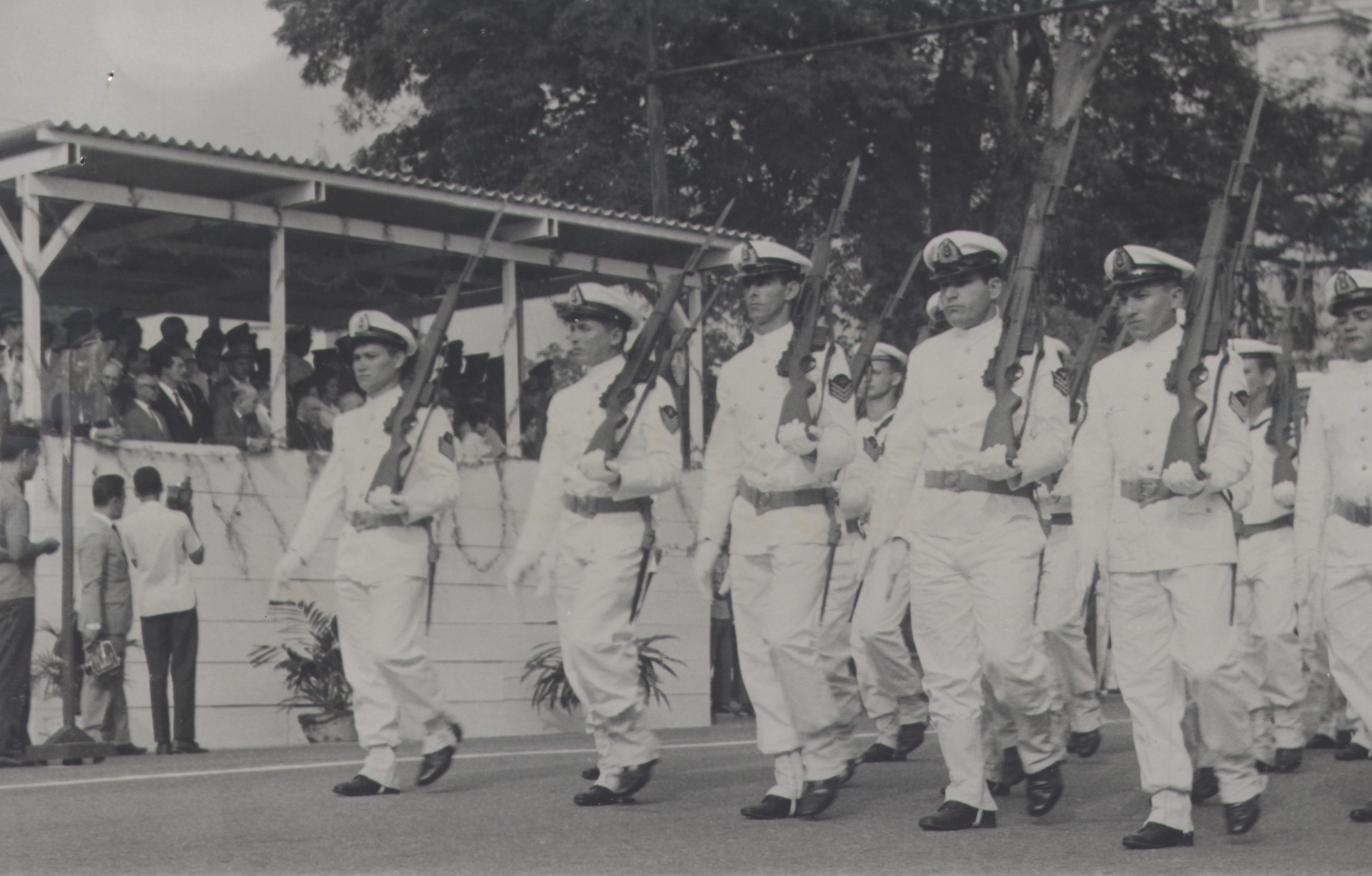
Desfile do primeiro aniversário do Golpe de 1964 em 1 de abril de 1965

Entre os membros do MDB, incluíam comunistas do PCB abrigados no MDB que não aceitavam a luta armada como alternativa de oposição ao regime militar e se intitulavam "Resistência Democrática". Sob justificativa do crescimento dos movimentos de esquerda e pela influência da propaganda pelos movimentos chamados de subversivos (veja o artigo: A esquerda armada no Brasil), observando ainda que a população brasileira mais humilde iniciava um movimento em direção à esquerda, a elite brasileira e a classe média começaram a temer o rápido avanço do chamado, pelos anticomunistas de "perigo vermelho" ou "perigo comunista". Segundo relatos publicados pelo Departamento de Documentação Histórica da Fundação Getúlio Vargas: "Os militares envolvidos no golpe de 1964 justificaram sua ação afirmando que o objetivo era restaurar a disciplina e a hierarquia nas Forças Armadas e deter a "ameaça comunista" que, segundo eles, pairava sobre o Brasil".
Em 17 de julho, sob a justificativa de que a reforma política e econômica planejada pelo governo militar poderia não ser concluída até 31 de janeiro de 1966, quando terminaria o mandato presidencial inaugurado em 1961, o Congresso aprovou a prorrogação do seu mandato até 15 de março de 1967, adiando as eleições presidenciais para 3 de outubro de 1966. Esta mudança fez com que alguns políticos que apoiaram o movimento passassem a criticar o governo, a exemplo de Carlos Lacerda, que teve sua pré-candidatura homologada pela União Democrática Nacional (UDN) ainda em 8 de novembro de 1964. Na esteira dos Atos Institucionais, foram expedidos Atos Complementares.
Nas eleições, realizadas em outubro de 1965, o governo venceu na maioria dos estados mas foi derrotado nos dois mais importantes, Guanabara e Minas Gerais, onde foram eleitos, respectivamente, Francisco Negrão de Lima e Israel Pinheiro, apoiados pela coligação PSD/PTB. Em consequência disto, o presidente Castelo Branco editou, em 27 de outubro de 1965, o Ato Institucional nº 2, AI-2, que, entre outras medidas, extinguia os partidos políticos, estabelecia eleições indiretas para a presidência da República, facilitava a intervenção federal nos estados e autorizava o presidente da República a cassar mandatos parlamentares e suspender os direitos políticos. O que era um movimento militar passou a se constituir num regime, evoluindo para uma linha dura no comando do marechal Artur da Costa e Silva (1967-1969).
No âmbito social e econômico, algumas instituições, leis e projetos desse governo, ainda em ativa hoje, são: Estatuto da Terra (1964), Banco Central do Brasil (1964), Código Eleitoral Brasileiro (1965), Código Tributário Nacional (1966), Banco da Amazônia (1966), FGTS (1966), SUDAM (1966), Código de Mineração (1967) e Zona Franca de Manaus (1967).

### Governo Costa e Silva: início dos Anos de Chumbo (1967-1969)

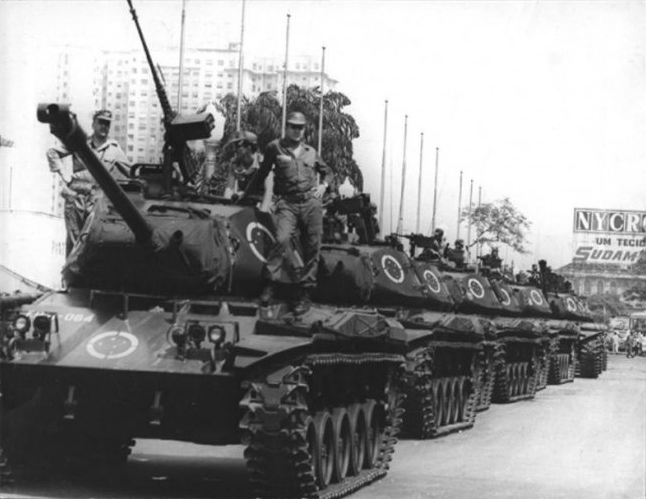
Blindados ocupam a Avenida Presidente Vargas em abril de 1968, durante a ditadura militar

Ex-ministro da Guerra, o marechal Costa e Silva teve o seu nome indicado pelas Forças Armadas e referendado pelo Congresso Nacional. No dia 15 de março de 1967, o marechal Artur Costa e Silva é empossado no cargo de Presidente da República, tendo Pedro Aleixo como Vice-presidente. Com sua posse começa a vigorar a Constituição de 1967. O Presidente deixa o cargo no dia 31 de agosto de 1969. Com predominância de ministros militares e civis — o paulista Antônio Delfim Netto era o ministro da Fazenda — o presidente empossado organizou o seu ministério. As taxas de inflação caíram nos primeiros anos de governo reaquecendo a economia e aumentando a presença de investimento estrangeiro no país.
No campo político, porém, não havia sinal de retorno à democracia plena. Os militares defendiam um endurecimento maior do regime, a chamada "linha dura". Vieram as perseguições políticas, em missões organizadas pelos órgãos de segurança do governo. Uma onda de protestos surgiu em todo o país, com enfrentamento direto entre as forças de segurança contra os manifestantes pró-comunismo, militantes de esquerda e estudantes cooptado por organizações subversivas, crescendo para grandes manifestações reivindicatórias e de contestação ao regime e a intolerância e as desavenças eram comuns, as patrulhas ideológicas organizadas pelos comunistas agiam nas escolas, clubes e sindicatos.

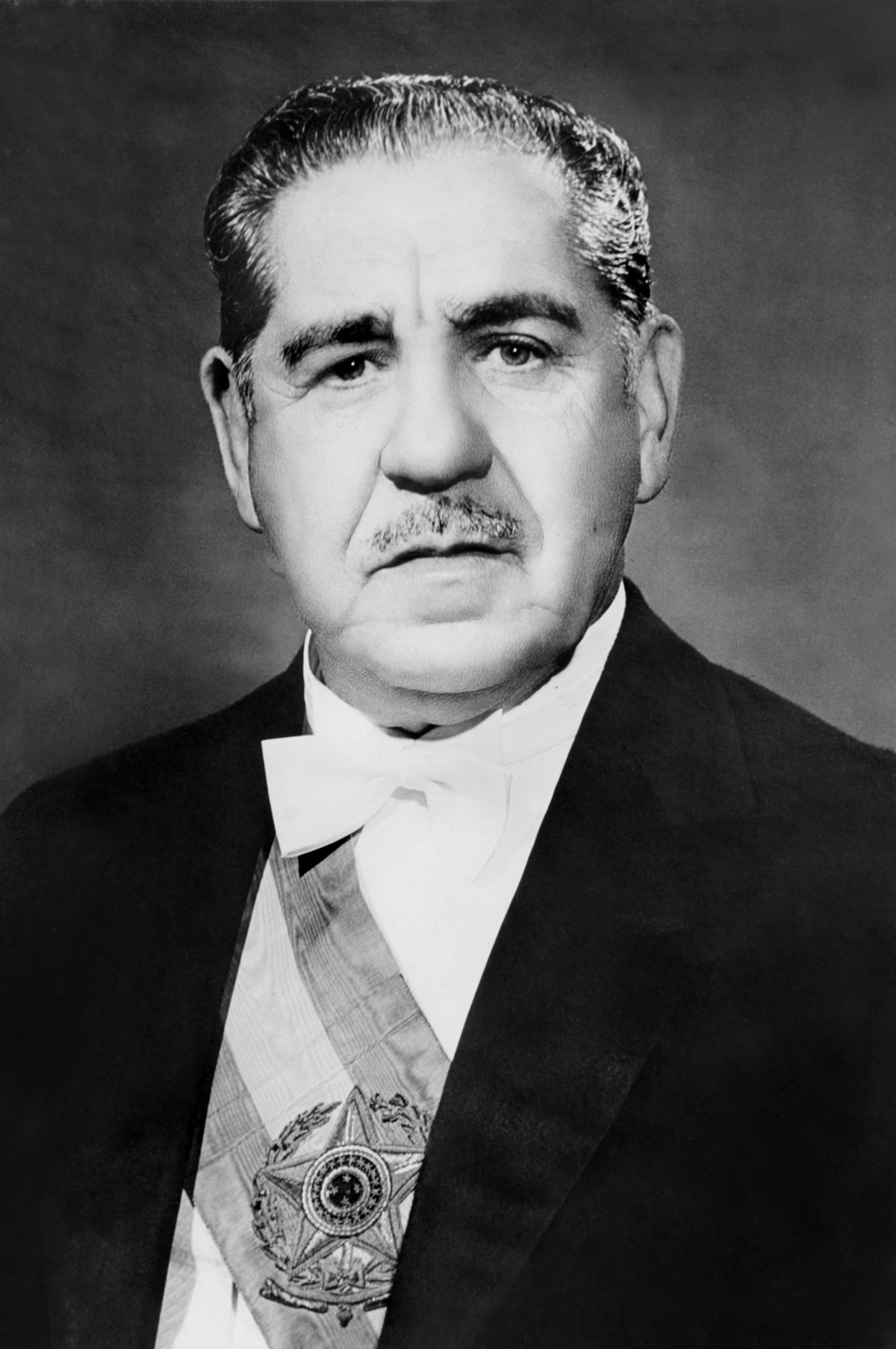
Marechal Costa e Silva

Na esteira dos acontecimentos, os que apoiaram o golpe militar, como Carlos Lacerda, se sentiram excluídos do processo e passaram a se opor ao governo. Lacerda tentou se unir a Juscelino e Jango, que se encontravam exilados, num movimento que ficou conhecido como Frente Ampla.
No início de seu governo os protestos estavam disseminados por todo o Brasil, o que provocou o recrudescimento do Estado. Na mesma proporção, a oposição, que em muitos casos já estava na clandestinidade havia algum tempo, começou a radicalizar suas ações com assaltos a bancos, ataques a soldados para roubo de armas e sequestros de líderes militares. A violência da ditadura militar começa a fazer suas vítimas, sobretudo contra o lado opositor ao regime—guerrilheiros, comunistas, estudantes e liberais. Os confrontos entre grupos antagônicos se intensificam, com revoltosos de um lado e apoiadores do regime de outro.

#### Reações e protestos

Artistas protestam contra a ditadura militar em fevereiro de 1968. Na imagem, Tônia Carrero, Eva Wilma, Odete Lara, Norma Bengell e Cacilda Becker

Manifestantes carregam um jovem ferido nos protestos de 21 de junho de 1968, que ficaram conhecidos como "sexta-feira sangrenta"

Vladimir Palmeira, o líder do movimento civil, discursando durante a Passeata dos Cem Mil contra a ditadura, em 1968

As manifestações e protestos ganham as ruas em quase todas as principais cidades do Brasil nos primeiros anos após o golpe militar. Os estudantes começam também a radicalizar suas ações. Com a chegada do general Artur da Costa e Silva ao poder, as greves dos operários tomaram corpo, na mesma proporção em que a linha dura já fazia suas vítimas.
Em 28 de março de 1968, quando da preparação de uma passeata de protesto que se realizaria em função do mau funcionamento do restaurante do Calabouço, no Rio de Janeiro, cujas obras ainda não haviam terminado, havendo ratos, baratas e falta de higiene, para o fornecimento de alimentação aos adolescentes estudantes do científico (segundo grau), o estabelecimento foi invadido pela Polícia Militar.
Segundo oficialmente noticiado, a causa da invasão daquele estabelecimento pela Polícia Militar era a reunião de comunistas que estariam armando um golpe violento para desestabilizar o regime. A invasão resultou na repressão violenta de seiscentos alunos e na morte do estudante Edson Luís de Lima Souto, assassinado com um tiro no coração, com uma pistola calibre 0.45, pelo tenente Alcindo Costa, que comandava o Batalhão Motorizado da PM.
Quando o restaurante estudantil Calabouço foi invadido pela Polícia Militar, e Edson, de 18 anos de idade, assassinado, a violência policial continuou. Outros estudantes, curiosos e transeuntes foram feridos por estilhaços de granadas, intoxicados por bombas de gás lacrimogêneo, gás fumígeno, atingidos por balas de fuzis e metralhadoras disparadas a esmo.
Os confrontos entre a polícia e estudantes recrudesceram: os policiais utilizavam fuzis 0.30, metralhadoras automáticas INA 0.45, escopetas calibre 12, pistolas de grosso calibre Colt 45, granadas estilhaçantes reais, granadas de gás lacrimogêneo, granadas de efeito moral, cavalaria hipo e autopropulsada com metralhadoras ponto cinquenta; os estudantes usavam como armas paus, pedras, bombas caseiras, feitas com álcool e óleo de cozinha, e bolinhas de gude para derrubar as montarias.
Segundo a imprensa (apesar da censura ferrenha) e registros nos hospitais locais, os feridos foram 200 civis, a maioria por espancamento, cento e três gravemente feridos, 85 por tiros de armas de fogo e estilhaços de artefatos explosivos, e quatro militares com ferimentos leves. O tenente autor do tiro foi preso e, após responder inquérito, foi liberado impune.
Em 29 de março de 1968, houve um protesto de 50 mil pessoas no centro do Rio de Janeiro. Em junho, uma multidão calculada em 100 mil pessoas realizou durante mais de sete horas uma passeata de mães, padres, estudantes, artistas e intelectuais pela liberdade dos presos, episódio que se tornou conhecido como Passeata dos Cem Mil. Foram 100 mil cidadãos, membros do movimento estudantil, setores da Igreja Católica e grupos de senhoras a protestar, que anteriormente haviam incentivado a Marcha da Família com Deus pela Liberdade e a Marcha da Vitória, promoveram em passeata a segunda maior mobilização do período contra o regime ditatorial até então, perdendo somente para o comício da Praça da Sé, em São Paulo.
Segundo a imprensa, o movimento não registrou qualquer distúrbio. Começou com uma concentração na Cinelândia, às dez horas e trinta minutos, seguiu pelo Largo da Candelária às 15 horas onde se deteve por 45 minutos para um comício, em seguida, rumou pela rua Uruguaiana até à estátua de Tiradentes, na Praça XV de Novembro, onde encerrou às 17 horas. Agentes do DOPS e do SNI acompanharam todo o movimento, filmando e fotografando a maior quantidade possível de manifestantes, principalmente os líderes. O DOPS prendeu cinco estudantes que distribuíam panfletos, um policial que incitava o apedrejamento do prédio do Conselho de Segurança Nacional também foi preso e solto logo em seguida, ao ser constatada a sua função.

#### AI-5

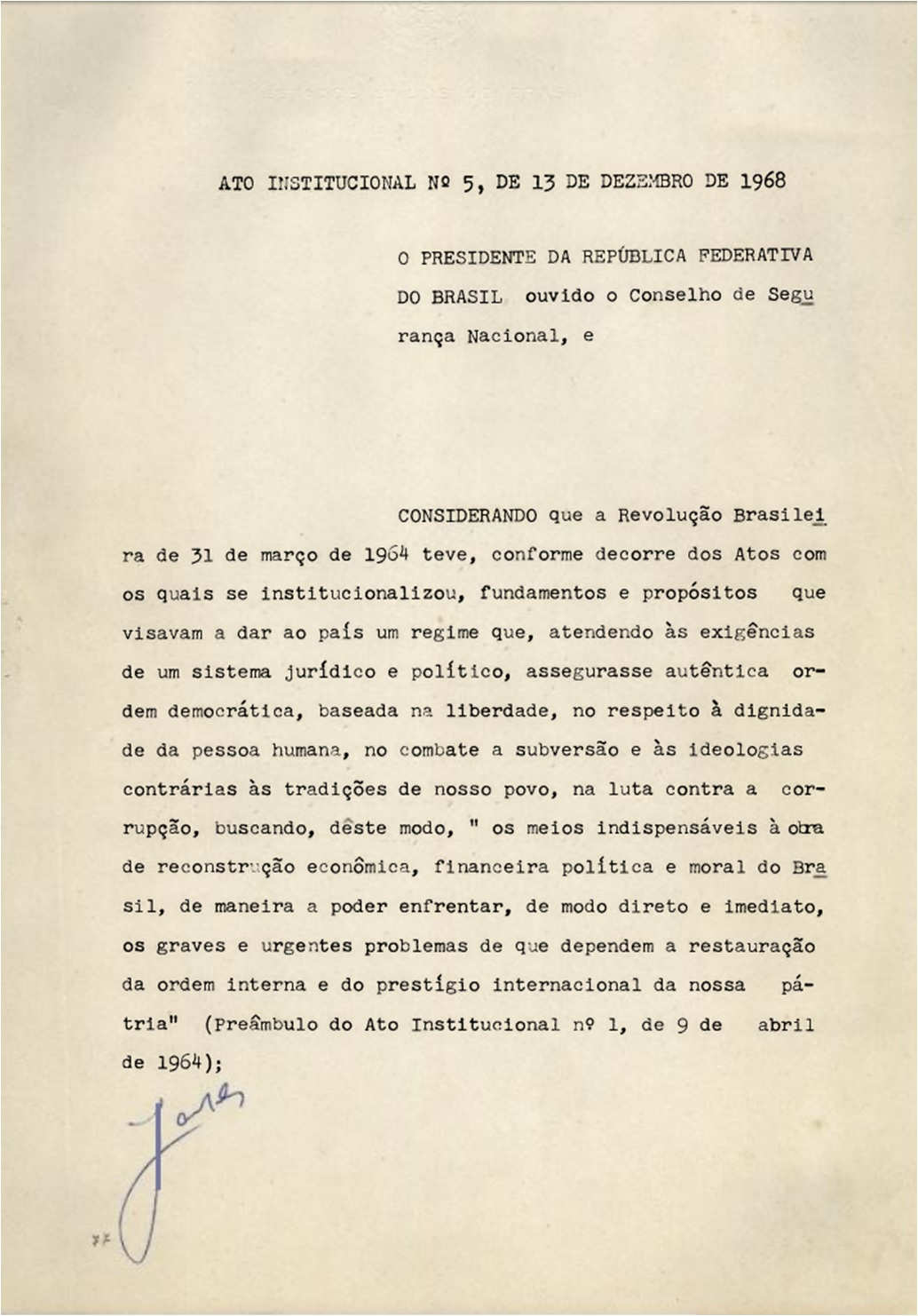
Primeira página do AI-5. Documento sob a guarda do Arquivo Nacional

No governo estavam oficiais da linha dura, e as ruas eram dominadas pelas greves dos operários e movimentos estudantis, organizações essas lideradas por membros de esquerda. Neste clima, iniciou-se a controvertida batalha entre o Estado e manifestantes que reivindicavam o fim do regime. Como consequência, as liberdades individuais foram suprimidas e o país definitivamente entrou em um processo de radicalização entre os militares e a oposição, que gerou o gradual fechamento do regime, até culminar com a promulgação do Ato Institucional n.º 5 (AI-5). O prazo de vigência do AI-5, diferentemente dos atos institucionais anteriores, era indeterminado. O ato dava ao presidente, entre outras prerrogativas extraordinárias, o poder de cassar mandatos de políticos, de fechar o Congresso, suspender o instituto do habeas corpus, impor censura prévia à imprensa, às artes e espetáculos, aposentar compulsoriamente professores universitários e prender dissidentes, enfim tudo o que fosse necessário para apagar qualquer vestígio de oposição ao governo. Como definiria a crônica política, o AI-5 foi o golpe dentro do golpe — o início dos chamados Anos de Chumbo.
No dia 28 de agosto de 1969, o presidente Costa e Silva é acometido por trombose grave. Devido à doença, no dia 31 de agosto de 1969 uma junta militar substituiu o Presidente da República e se confirmou no poder, para evitar que o Vice-Presidente Pedro Aleixo assumisse, pois esse se opusera à implantação do AI-5, sendo o único voto contrário, na reunião do Conselho de Segurança Nacional que decidiu pela promulgação do AI-5.
A Junta Militar era composta pelos ministros do Exército (Aurélio de Lira Tavares), Força Aérea (Márcio de Sousa e Melo) e Marinha (Augusto Hamann Rademaker Grünewald). No dia 1 de setembro de 1969, o AI-12, foi baixado informando à nação brasileira o afastamento do presidente e o controle do governo do Brasil pelos ministros militares.

### Governo Emílio Médici (1969-1974)

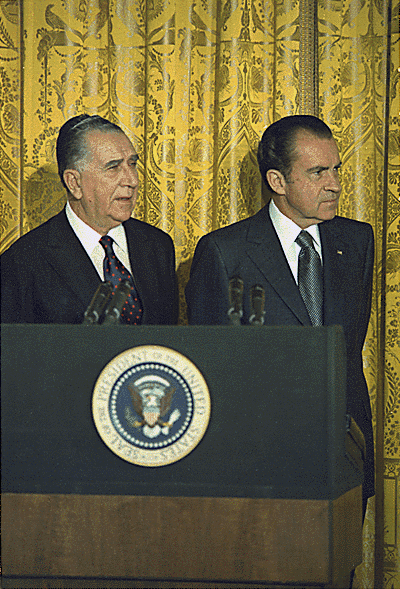
Emílio Garrastazu Médici (à esquerda) com o então presidente dos Estados Unidos Richard Nixon, em dezembro de 1971

No dia 30 de outubro de 1969, o general Emílio Garrastazu Médici assumiu a Presidência da República, sendo o terceiro general a ocupar o cargo; inicialmente consolidou a comunidade de informações, interligando todos os escritórios ligados ao SNI. Segundo a imprensa, o combate às esquerdas se intensificou com o início da guerra suja. A repressão aos movimentos de esquerda se intensificou, todos os aparelhos de estado estavam interligados e funcionando a plena potência, os sistemas de vigilância também estavam coordenados e liderados por profissionais treinados nos Estados Unidos.
Logo no início do governo começou a propagação da propaganda institucional visando à elevação do moral da população. Slôganes eram fartamente distribuídos e divulgados a todo instante em todos os meios de comunicação. Músicas de apelo cívico eram divulgadas diariamente; a que mais se fixou no inconsciente coletivo foi a música intitulada Este é um país que vai pra frente. Frases de efeito também eram divulgadas e decalques distribuídos em todas as escolas infantis. Ao mesmo tempo se iniciou uma campanha de aprisionamento, tortura e morte institucionalizada nos porões da ditadura, onde pessoas eram torturadas e mortas pela repressão, ao mesmo tempo em que se intensificaram os atentados e os sequestros praticados pelas guerrilhas.
Entre alguns programas de desenvolvimento social que surgiram neste governo, estão: Programa de Redistribuição de Terras e de Estímulo à Agroindústria do Norte e Nordeste - PROTERRA (1971); Programa Especial para o Vale do São Francisco - PROVALE (1972); Programa de Polos Agropecuários e Agrominerais da Amazônia - POLAMAZÔNIA (1974); Programa de Desenvolvimento de Áreas Integradas do Nordeste - POLONORDESTE (1974).

#### Milagre econômico
O presidente Médici, mesmo dispondo do AI-5, não cassou mandato de nenhum político, nos seus 4 anos e meio de mandato. O I Plano Nacional de Desenvolvimento (PND - 1972-1974), definiu as prioridades do governo Médici: crescer e desenvolver aproveitando a conjuntura internacional favorável. Nesse período o Brasil cresceu mais depressa que os demais mercados latino-americanos. Foram atingidos altos índices de desenvolvimento econômico sob a ideia do surto de progresso que o país estaria vivendo. O governo anunciava à população o "milagre econômico", ou "milagre brasileiro", projeto conduzido pelo então Ministro da Fazenda, Delfim Neto. Com a abertura do país ao capital estrangeiro, dezenas de empresas multinacionais se instalaram no Brasil e os grandes fazendeiros passaram a produzir para exportação. A política salarial do governo também prejudicou a alimentação da população. Estudos mostram que, entre 1963 e 1975, a desnutrição passou de ⅓ para ⅔ da população brasileira, e a "desnutrição absoluta" chegou a atingir 13 milhões, aproximadamente 1⁄7 da população. Em resposta a esse problema, o governo baniu a palavra "fome" da mídia.

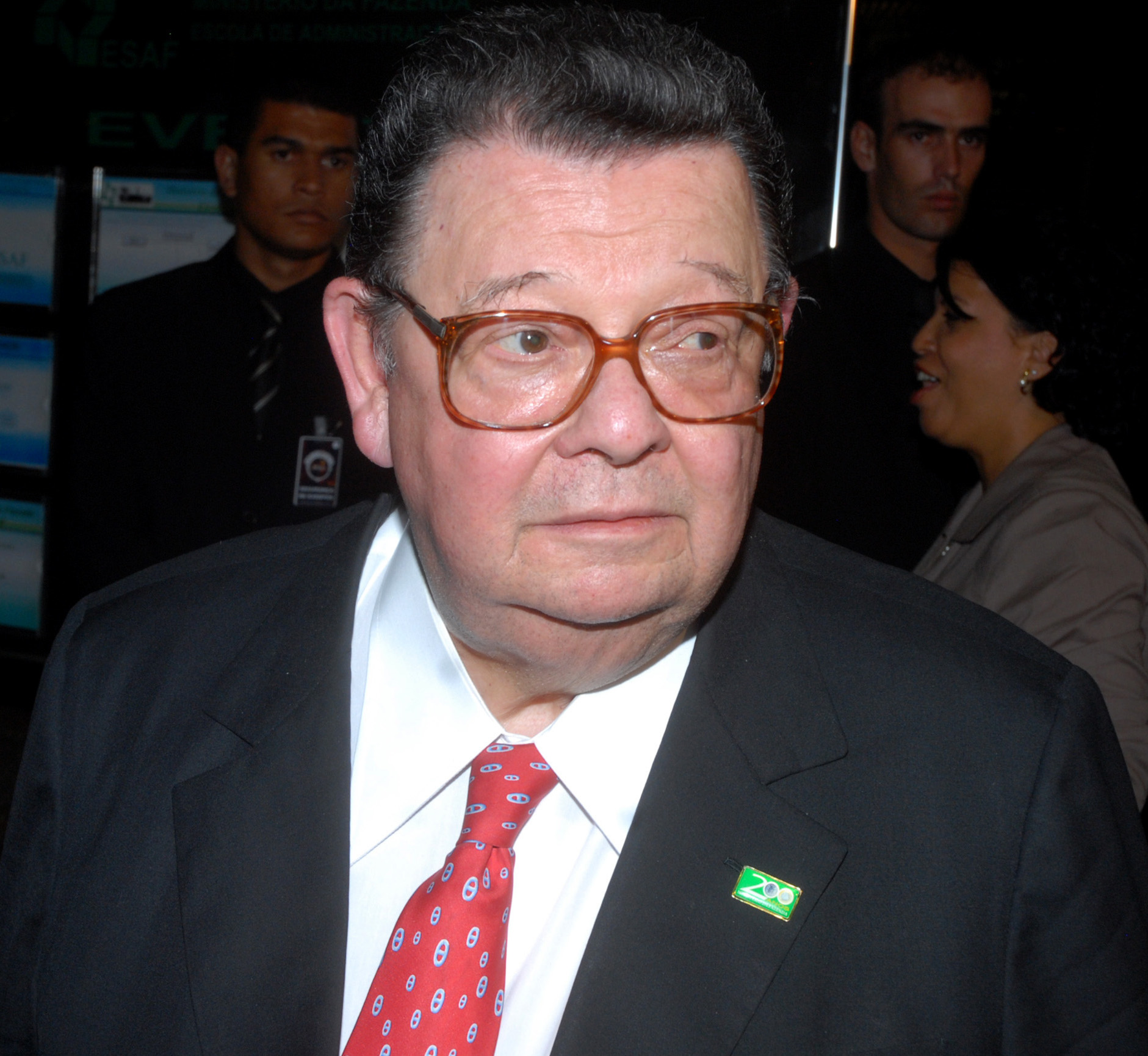
Delfim Netto

Sobre o momento do "milagre brasileiro", Celso Furtado afirmou:
Em síntese, nesse período, não obstante um considerável aumento do produto interno, não se assinala, na economia brasileira, nenhum ganho de autonomia na capacidade de auto-transformação, nem tampouco qualquer reforço da aptidão da sociedade para auto-financiar o desenvolvimento.— 
O Ministro da Fazenda de Médici, Delfim Neto, justificava a distribuição de renda: "Não se pode colocar a distribuição de renda na frente da produção. Se o fizermos, acabaremos distribuindo o que não existe". Delfim Neto defendia com esta frase a necessidade de investimento prévio em infraestrutura como as usinas hidrelétricas sem as quais não haveria aumento da produção nacional. O grande beneficiado do "milagre" foi o capital estrangeiro e as empresas estatais que se expandiram muito durante o regime militar, especialmente a Petrobrás, a Vale do Rio Doce e a Telebrás. Sufocada a economia nacional privada, pequenas e médias empresas, perdiam espaço e o endividamento externo crescia. Os trabalhadores, por sua vez, tinham seus salários aviltados, porém estando a inflação baixa até à crise do petróleo de 1973. O maior crítico desse período foi o empresário Kurt Rudolf Mirror que escreveu o livro "A ditadura dos cartéis", que chegou a ser censurado.
O "milagre econômico" (1968-1973) era justificado pelo crescimento do produto interno bruto (PIB) e, entre outros aspectos sociais e econômicos, pelo surgimento de uma nova classe média. Médici utilizou a propaganda institucional maciça para promover o regime. Estabeleceu o senador Filinto Müller, conhecido internacionalmente como "O carrasco que servia a Getúlio Vargas", como presidente do Congresso Nacional e como chefe do partido situacionista, a ARENA. A principal realização do governo Médici foi terminar com os movimentos guerrilheiros e subversivos existentes no Brasil, combate este que ficou a cargo do ministro do exército Orlando Geisel. A maior guerrilha brasileira, a Guerrilha do Araguaia, foi finalmente derrotada, abrindo espaço para que o sucessor de Médici, Ernesto Geisel, iniciasse a abertura política.

### Governo Geisel e abertura política (1974-1979)

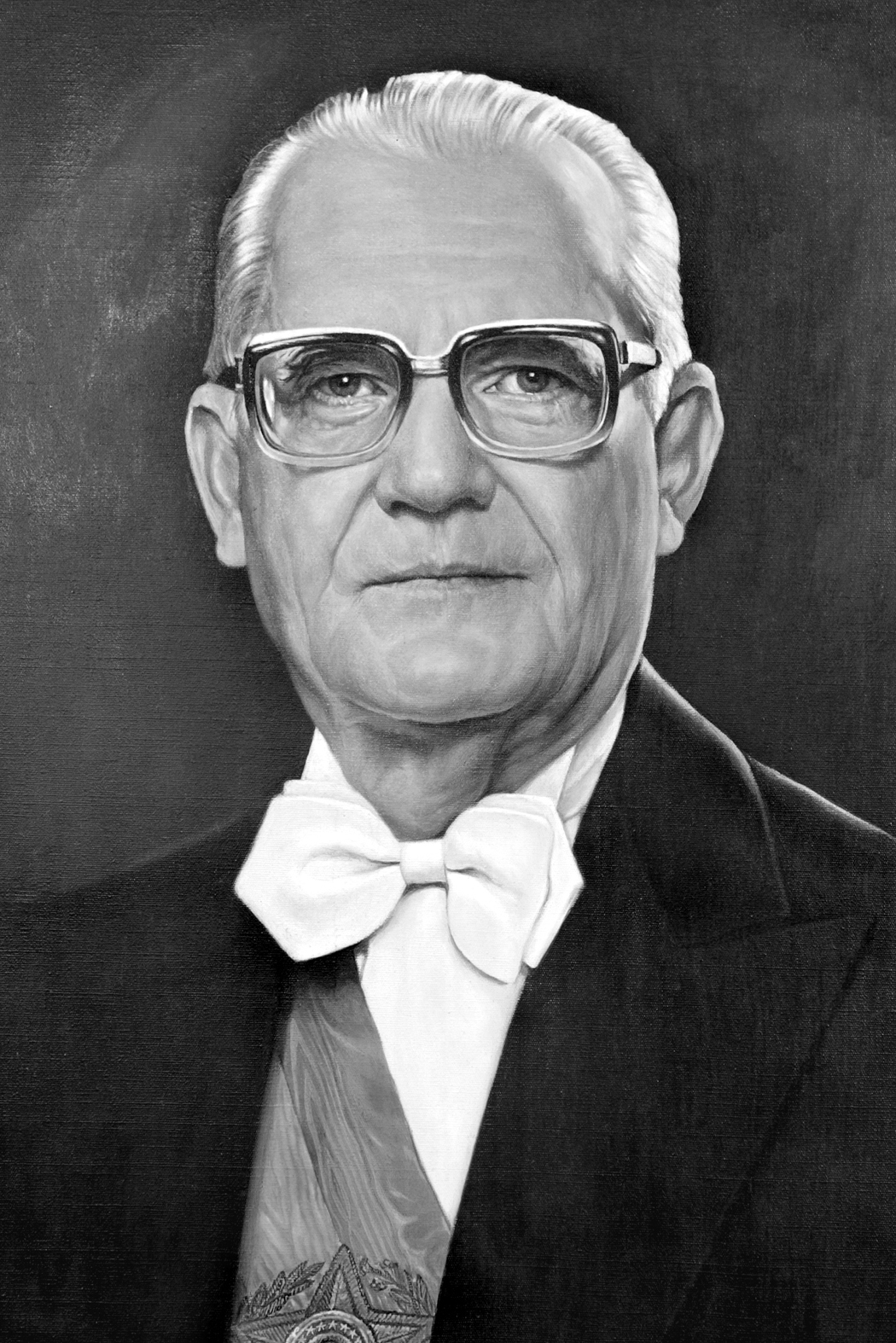
General Ernesto Geisel

Geisel assumiu o governo (1974-1979) em um período de ajustamento e redefinição de prioridades, grave endividamento externo, flutuações de desempenho, dificuldades inflacionárias, e, mais tarde, a recessão: o milagre econômico chegava ao fim. Segundo analistas econômicos, o crescimento da dívida externa, mais a alta dos juros internacionais, associados à alta dos preços do petróleo após a Guerra do Yom Kipur no Oriente Médio, somaram-se e desequilibraram o balanço de pagamentos brasileiro. Consequentemente houve o aumento da inflação e da dívida interna.
Com estes fatores, o crescimento econômico que era baseado no endividamento externo, começou a ficar cada vez mais caro para a Nação brasileira. Apesar dos sinais de crise, o ciclo de expansão econômica iniciado em meados de 1969 não foi interrompido. Os incentivos a projetos e programas oficiais permaneceram, as grandes obras continuaram alimentadas pelo crescimento do endividamento, como a Ponte Rio-Niterói, necessária para a fusão dos estados do Rio de Janeiro e da Guanabara que se deu em 1975, a Transamazônica e as grandes hidrelétricas (Tucuruí, Itaipu, etc.). Também é de Ernesto Geisel o projeto de lei que cria o estado de Mato Grosso do Sul, entre 1977 e 1979.
A chegada de Jimmy Carter à Casa Branca em 1977 também dificultou a sustentabilidade político-econômica do governo golpista, visto que Carter foi o primeiro presidente desde o assassinato de John Kennedy em 1963 que não deu pleno apoio norte-americano a regimes anticomunistas autoritários na América Latina. Durante o governo Geisel, o Brasil foi um dos primeiros países a reconhecer a independência de Angola e Moçambique que se tornaram, logo após a independência, países socialistas.

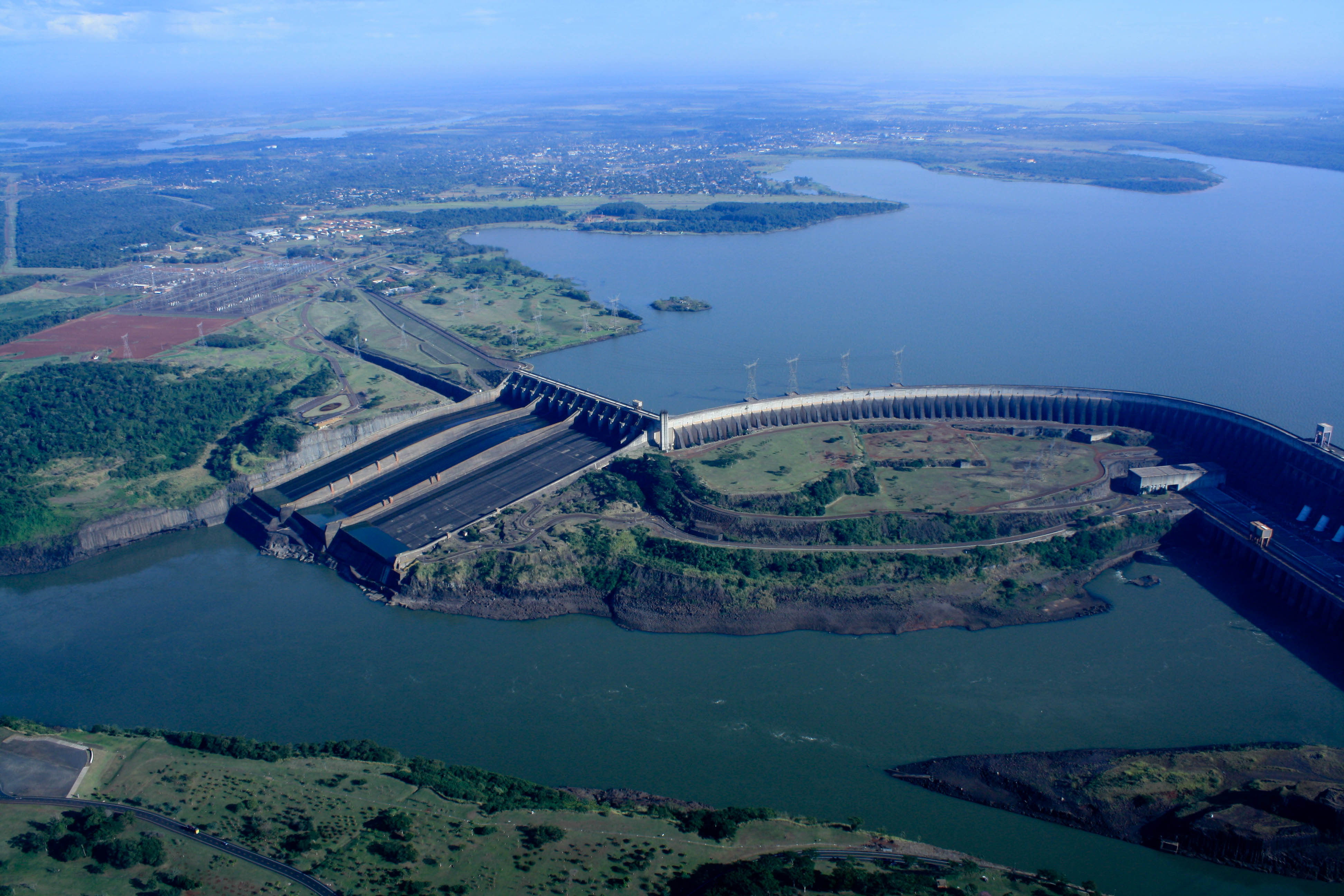
A Usina Hidrelétrica de Itaipu foi construída entre 1975 a 1982

Uma das estratégias do governo para enfrentar o momento de crise era constituir um meio de ir abrandando alguns aspectos da ditadura. A esse movimento deu-se o nome de "distensão". Gradual e vagarosamente iniciava-se um processo de transição para a democracia plena sem "acerto de contas" com o passado: sem questionamentos quanto às medidas adotadas pelo governo em relação à economia e, principalmente, em relação à condução política. Geisel chamava a esta distensão de: "abertura lenta, gradual e segura", a fim de não criar atritos com militares da linha-dura que não queriam a abertura política.
Com a crise econômica veio a crise política, nas fábricas, comércio e repartições públicas o povo começou um lento e gradual descontentamento. Iniciou-se uma crise silenciosa onde todos reclamavam do governo (em voz baixa) e de suas atitudes. Apesar da censura e das manipulações executadas pela máquina estatal numa tentativa de manter o moral da população, a onda de descontentamento crescia inclusive dentro dos quadros das próprias Forças Armadas, pois os militares de baixo escalão sentiam na mesa de suas casas a alta da inflação.
Com o tempo, vendo que o país estava indo para uma inflação desencadeada pela falta de incentivos aos insumos básicos, os militares, liderados por Geisel, resolveram iniciar um movimento de distensão para abertura política institucional, lenta, gradual e segura, segundo suas próprias palavras. Este movimento acabaria por reconduzir o país de volta à normalidade democrática.

### Governo Figueiredo e declínio (1979-1985)

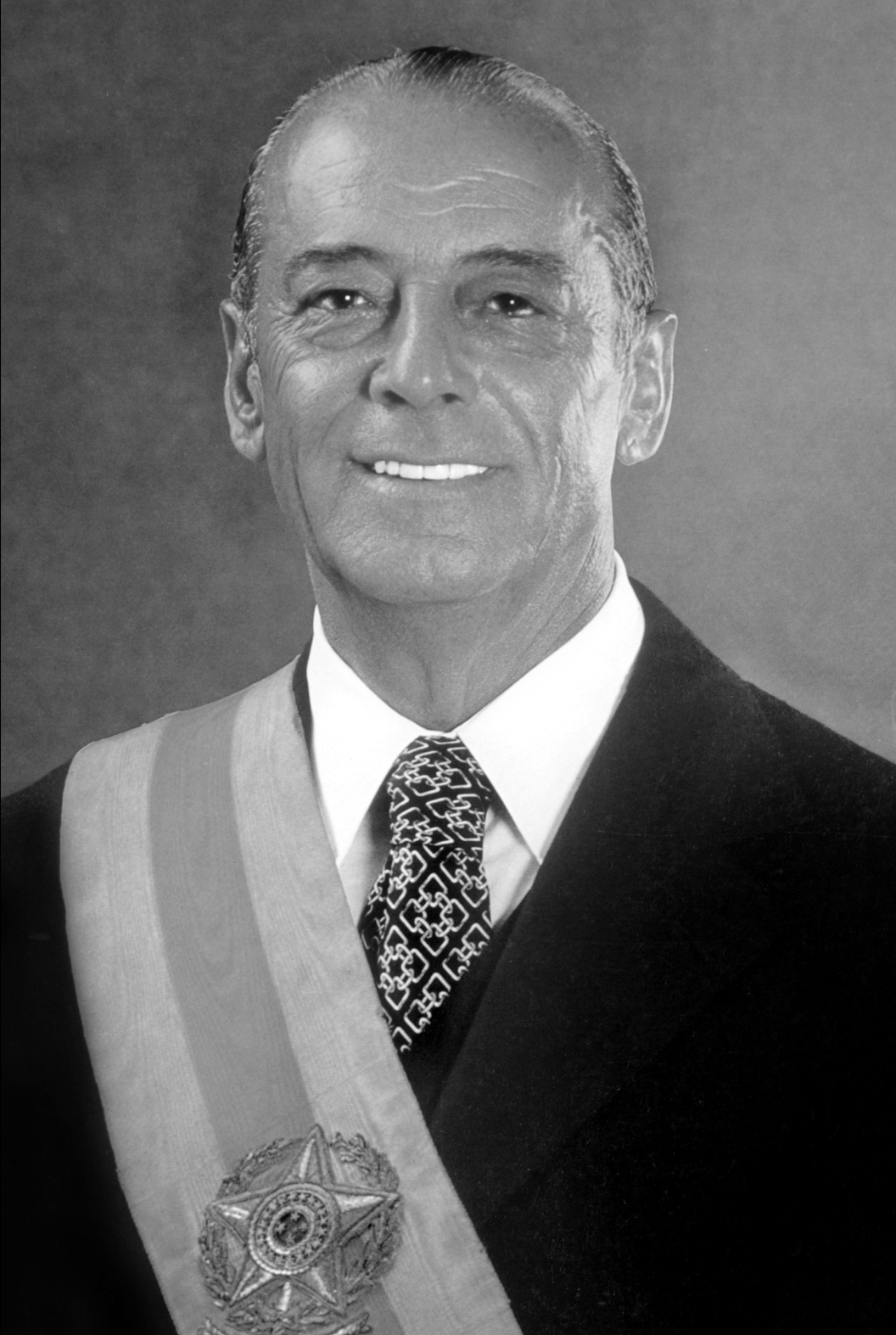
General Figueiredo

Sílvio Frota general da chamada "linha dura" é expurgado do governo com a sua exoneração do Ministério do Exército, pois estava articulando manobras contra a distensão. A demissão de Frota do cargo de Ministro do Exército por Geisel simbolizou o retorno da autoridade do Presidente da República sobre os ministros militares, em especial do Exército. Esta lógica esteve invertida desde o golpe de 64 com diversos ministros militares definindo questões centrais do país tais como a sucessão presidencial. Foi um passo importante no processo de abertura política com posterior redemocratização plena do país e retorno dos civis ao poder.
Em 1978, novas regras são impostas à sociedade brasileira. Novamente é aumentado o arrocho contra as liberdades individuais e coletivas da população, alguns setores produtivos são postos sob a "Lei de Segurança Nacional", sob a razão de serem de importância estratégica para o país. São proibidas as greves nos setores petrolífero, energético e de telecomunicações. A sociedade responde com mais descontentamento ainda.
Em 23 de agosto o MDB indica o General Euler Bentes Monteiro e o senador Paulo Brossard como candidatos a presidente e vice. No dia 15 de outubro, o Colégio Eleitoral elege o general João Batista de Oliveira Figueiredo, candidato apoiado pelo então presidente Geisel, para presidente, com 355 votos, contra 266 do general Euler Bentes. Em 17 de outubro de 1978, a Emenda Constitucional n.º 11 revogou o AI 5. Em 1979, lança a "Anistia", caminho direto à redemocratização e à reforma partidária, que pôs fim ao bipartidarismo. Essa reforma permitiria a divisão da oposição e como resultado, a divisão das ideias divergentes que não permitiam a ascensão do MDB.

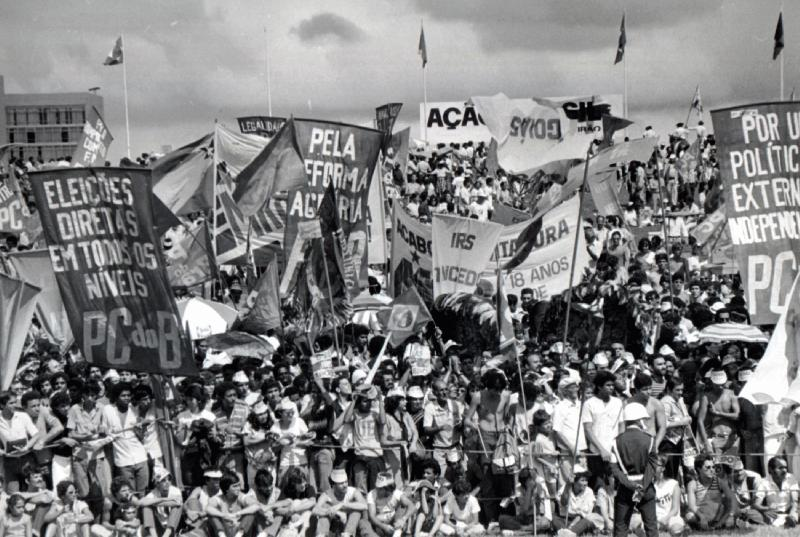
Manifestação das Diretas Já em Brasília, diante do Congresso Nacional

Com uma nova estrutura política em 1982 no país, os militares encontram dificuldades para manter-se no poder, já que as eleições diretas para governadores elegem dez da oposição, incluindo os de SP, RJ e MG, os mais fortes na disputa política.
Com a posse de João Baptista de Oliveira Figueiredo e a crise econômica mundial aumentando aceleradamente, a quebra da economia de muitos países, inclusive do Brasil se iniciou. As famosas medidas "ortodoxas" impostas por Delfim Netto e pelo banqueiro ministro Mário Henrique Simonsen na economia, vieram a agravar ainda mais a situação monetária do país, fazendo o PIB despencar 2,5% em 1983. Durante esse período ocorreu no Brasil um fenômeno inédito na história da economia mundial conhecido como estagflação.
Durante o período entre 1983 e 1984, um movimento civil de reivindicação por eleições presidenciais diretas no Brasil que ficou conhecido como Diretas Já. A possibilidade de eleições diretas para a Presidência da República no Brasil se concretizou com a votação da proposta de Emenda Constitucional Dante de Oliveira pelo Congresso. Entretanto, a Proposta de Emenda Constitucional foi rejeitada, frustrando a sociedade brasileira. Ainda assim, os adeptos do movimento conquistaram uma vitória parcial em janeiro do ano seguinte quando Tancredo Neves foi eleito presidente pelo Colégio Eleitoral.

#### Colapso do regime

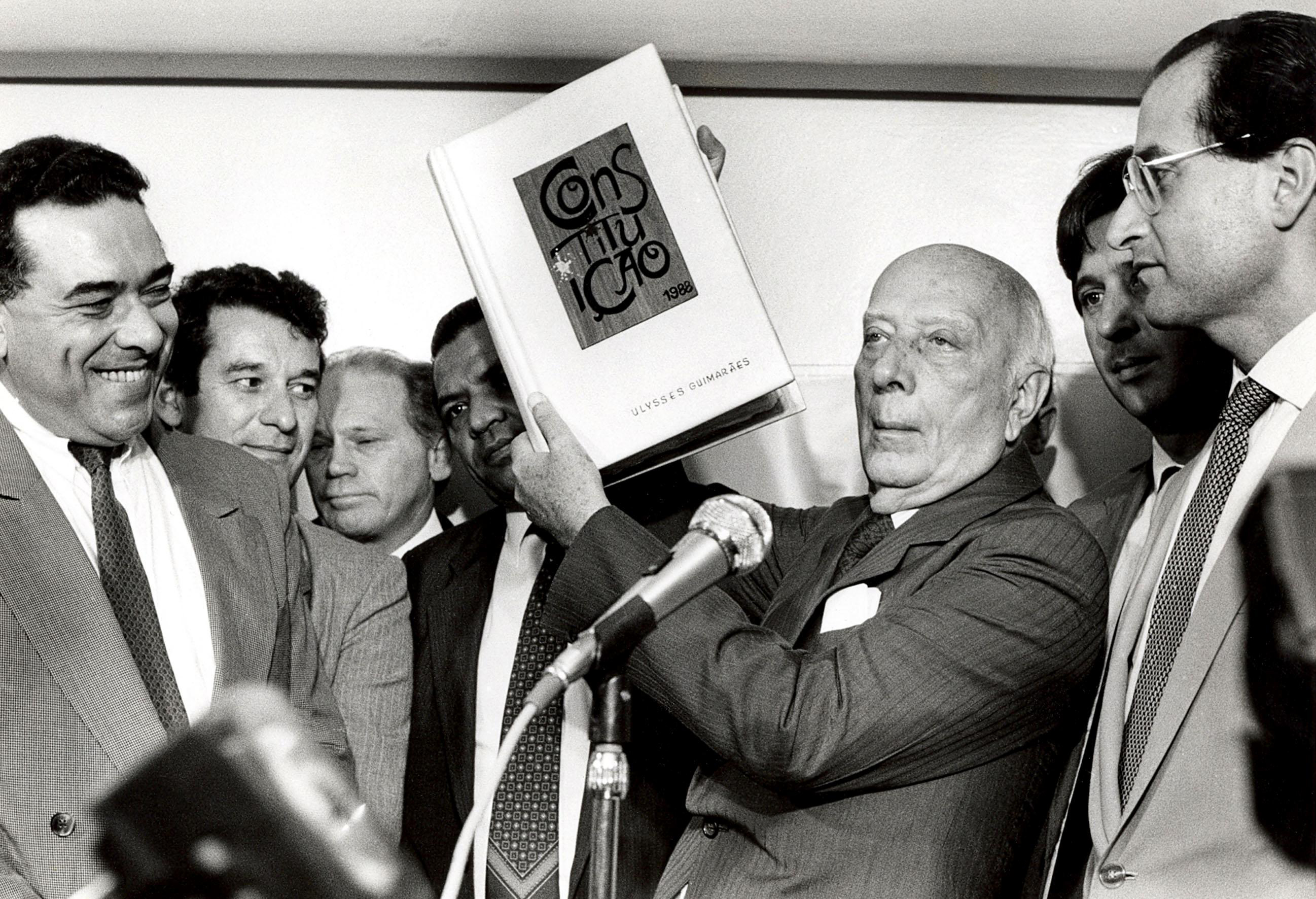
Ulysses Guimarães segurando a Constituição de 1988 nas mãos

O final do governo militar de 1964 culminou com a hiperinflação, e grande parte das obras paralisadas pelos sertões do Brasil. Devido ao sistema de medição e pagamento estatal, as empreiteiras abandonaram as construções, máquinas, equipamentos e edificações.
Em 8 de maio de 1985, o congresso nacional aprovou emenda constitucional que acabava com alguns vestígios da ditadura. Algumas das medidas aprovadas: por 458 votos na câmara e 62 no senado foi aprovada a eleição direta para presidente (mas em dois turnos); com apenas 32 votos contra na câmara e 2 no senado, foi aprovado o direito ao voto para os analfabetos; os partidos comunistas deixaram de ser proibidos; os prefeitos de capitais, estâncias hidrominerais e municípios considerados de segurança nacional voltariam a ser eleitos diretamente; o Distrito Federal passou a ser representado no Congresso Nacional por três senadores e oito deputados federais e acabou com a fidelidade partidária.
Finalmente em 28 de julho, Sarney enviou a emenda constitucional que convocava a Assembleia Nacional constituinte, que foi aprovada em 22 de novembro (Emenda Constitucional 26). Na verdade, por uma conveniência política, a Constituinte seria composta pelos mesmos deputados legisladores.
Eleita em 15 de novembro de 1986 e empossada em 1 de fevereiro de 1987, a constituinte funcionou até 5 de outubro de 1988 quando foi promulgada a Constituição.

## Estado policial

### Atos Institucionais
No dia 7 de abril, os ministros militares ignoraram o "Ato Constitucional" dos líderes parlamentares, que limitavam o expurgo no serviço público em todos os níveis, e deram início à série de "Atos Institucionais". Foram decretados dezessete atos institucionais, e cento e quatro complementares a eles, durante o governo militar, que pela própria redação eram mandados cumprir, diminuindo assim algumas liberdades do cidadão.

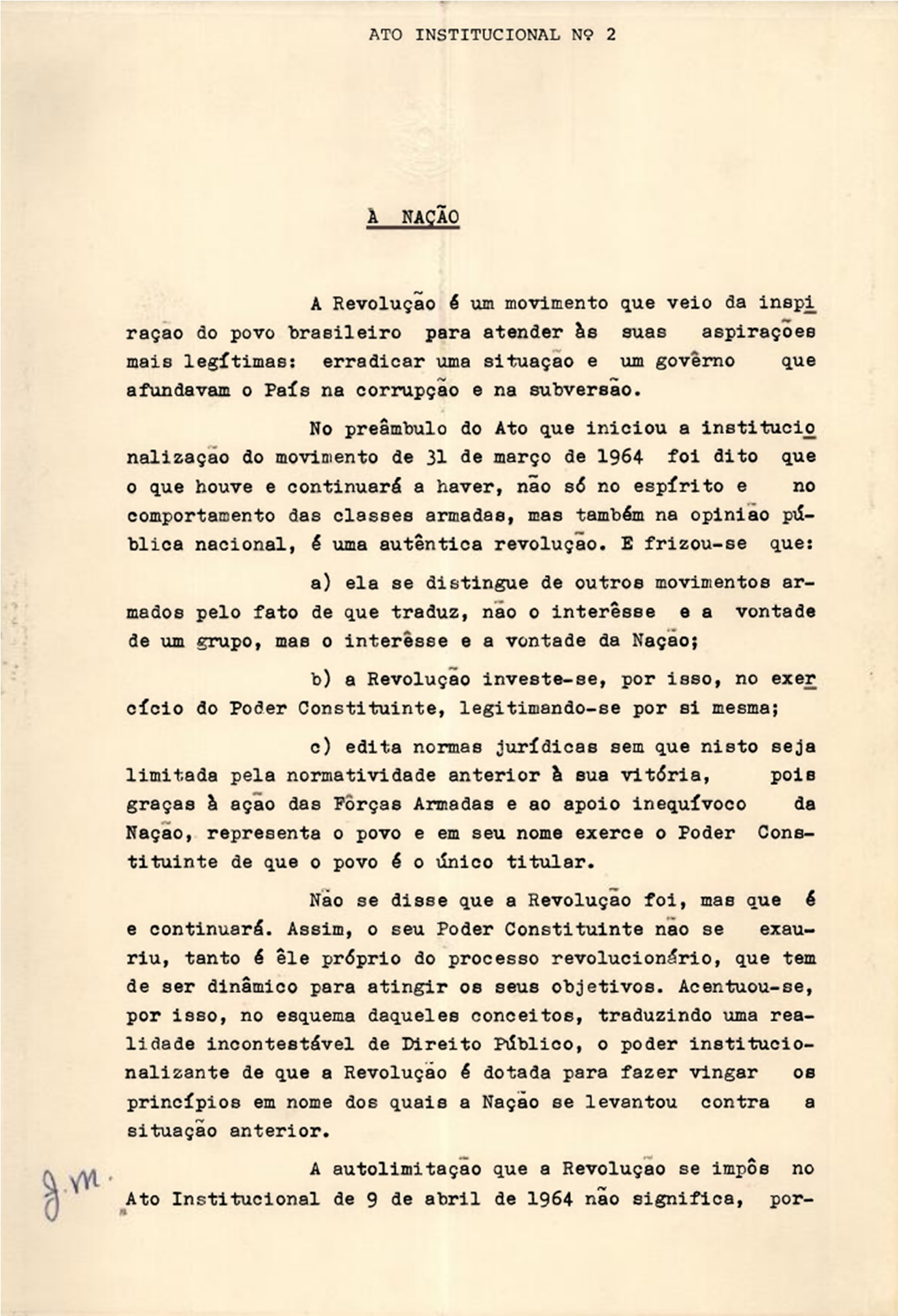
Primeira página do AI-2. Documento sob a guarda do Arquivo Nacional

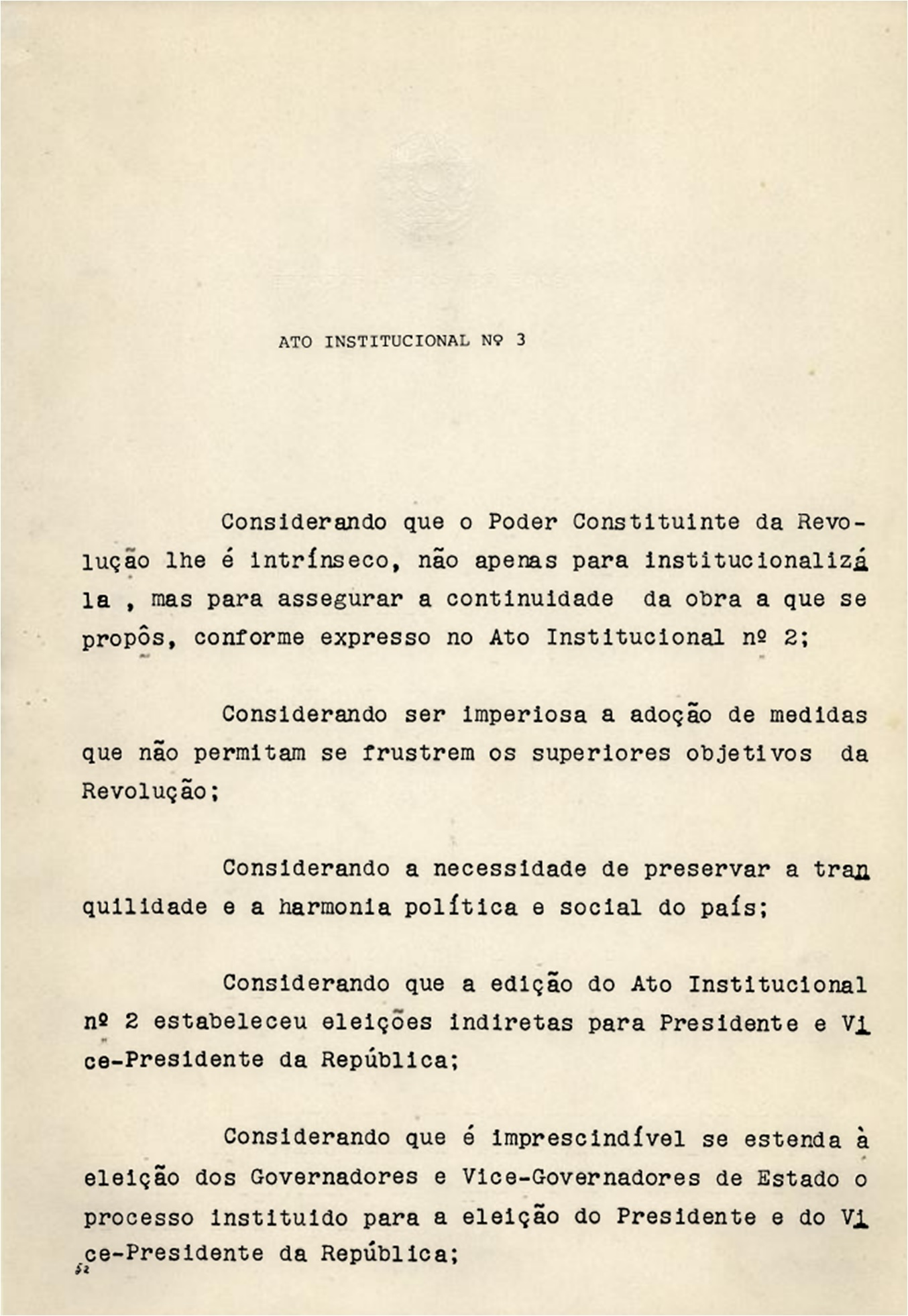
Primeira página do AI-3. Documento sob a guarda do Arquivo Nacional

Em seus primeiros quatro anos, o governo militar foi consolidando o regime. O período compreendido entre 1968 e 1975 ficou conhecido na crônica política como Anos de Chumbo. Os Atos Institucionais restringiram os direitos dos eleitores brasileiros, que cancelavam a validade de alguns pontos da Constituição Brasileira, criando um Estado de exceção e suspendendo a democracia plena. Foram cassados os direitos políticos de praticamente todos os políticos e militares tidos como simpatizantes do comunismo, ou que se suspeitava receber apoio dos comunistas.
Ao longo dos governos dos generais Humberto de Alencar Castelo Branco (1964-1967) e Artur da Costa e Silva (1967-1969), os Atos Institucionais foram promulgados e emendaram a Constituição durante todo o período da ditadura. Foi o fim do Estado de direito e das instituições democráticas. A partir de 1 de abril, na prática uma junta militar governava o Brasil, porém formalmente foi declarado vago o cargo de presidente da república, pelo senador Auro de Moura Andrade, presidente do Senado Federal, que empossou o presidente da Câmara dos Deputados, Ranieri Mazzilli na presidência, e com a eleição de Humberto de Alencar Castelo Branco presidente da república pelo Congresso Nacional em 11 de abril, este toma posse na presidência em 15 de abril de 1964 para completar o mandato de Jânio Quadros, que iria de 31 de janeiro de 1961 até 31 de janeiro de 1966.
Em 9 de abril, foi baixado o "Ato Institucional", redigido por Francisco Campos, e que era para ser o único ato institucionalizador da "revolução de 1964". Porém, depois da edição do AI-2, o "Ato Adicional" inicial foi numerado como AI-1. O "Ato Institucional" transferia poderes excepcionais para o executivo, ao mesmo tempo em que subtraia a autonomia do legislativo. O AI-1 marcava eleições presidenciais para outubro de 1965 e concedia à Junta, entre outros tantos, o poder de cassar mandatos parlamentares. Dois dias depois, o marechal Castelo Branco — chefe do Estado-Maior e coordenador do golpe contra Jango — foi eleito presidente pelo Congresso. Houve uma razão lógica para a decretação do Ato, que foi uma medida mais estratégica do que o diálogo. Os políticos, em sua maioria, estavam reticentes quanto aos caminhos que seriam tomados pelo governo de então. Naquela altura, a conversa, o convencimento pela razão e pelos argumentos seriam inócuos e demandariam muito tempo, o que daria espaço e fôlego aos depostos ou à oposição de se reorganizar. Os militares acreditavam na necessidade urgente de legitimar o golpe "por si mesmo".
Novas medidas vieram, com o enrijecimento ainda maior da ditadura: revogação da nacionalização das refinarias de petróleo; revogação dos decretos de desapropriação de terras; cassação e suspensão de direitos políticos; demissão de funcionários públicos; instauração de inquéritos; e o rompimento de relações diplomáticas com Cuba. O governo da ditadura difundiu a ideia de que a intervenção militar impediu a implantação de um regime comunista no Brasil e utilizou-se desse argumento para justificar as suas ações arbitrárias e violentas, sendo que o jornalista Luís Mir, em seu livro "A Revolução Impossível", detalha o apoio de Cuba e da China comunista à revolução armada no Brasil pelos vários grupos esquerdistas existentes. Os comunistas do antigo Partido Comunista Brasileiro (PCB), pró-soviético, optou por ingressarem seus membros como Alberto Goldman e Roberto Freire no Movimento Democrático Brasileiro (MDB).
Assim, os Atos Institucionais e seus complementares se sucederam até o número dezessete. Em 13 de dezembro de 1968, o presidente Costa e Silva decretou, mandou publicar e cumprir o Ato Institucional Número 5, AI-5, cancelando todos os dispositivos da Constituição de 1967 que porventura ainda pudessem ser utilizados pela oposição.
A cassação de direitos políticos, agora descentralizada, poderia ser decretada com extrema rapidez e sem burocracia; o direito de defesa ampla ao acusado foi eliminado; suspeitos poderiam ter sua prisão decretada imediatamente, sem necessidade de ordem judicial; os direitos políticos do cidadão comum foram cancelados e os direitos individuais foram eliminados pela instituição do crime de desacato à autoridade. Os militares assumiram definitivamente que não estavam dispostos a ser um poder moderador e sim uma ditadura, colocaram a engrenagem para rodar as teses da Escola Superior de Guerra (ESG), o desenvolvimentismo imposto à sociedade.

### Expurgos

Leitura do Ato Institucional nº 1 por Siseno Sarmento

No texto de abertura do Ato Institucional (depois chamado de Ato Institucional n° 1) de 9 de abril de 1964, o movimento de 1964 (referido como "revolução vitoriosa" que "se legitima por si mesma" e "se investe no exercício do Poder Constituinte", "na sua forma mais expressiva e mais radical") é definido como "civil e militar":

À NAÇÃO

É indispensável fixar o conceito do movimento civil e militar que acaba de abrir ao Brasil uma nova perspectiva sobre o seu futuro. O que houve e continuará a haver neste momento, não só no espírito e no comportamento das classes armadas, como na opinião pública nacional, é uma autêntica revolução.
A revolução se distingue de outros movimentos armados pelo fato de que nela se traduz, não o interesse e a vontade de um grupo, mas o interesse e a vontade da Nação.
A revolução vitoriosa se investe no exercício do Poder Constituinte. Este se manifesta pela eleição popular ou pela revolução. Esta é a forma mais expressiva e mais radical do Poder Constituinte. Assim, a revolução vitoriosa, como Poder Constituinte, se legitima por si mesma. Ela destitui o governo anterior e tem a capacidade de constituir o novo governo. Nela se contém a força normativa, inerente ao Poder Constituinte. Ela edita normas jurídicas sem que nisto seja limitada pela normatividade anterior à sua vitória. Os Chefes da revolução vitoriosa, graças à ação das Forças Armadas e ao apoio inequívoco da Nação, representam o Povo e em seu nome exercem o Poder Constituinte, de que o Povo é o único titular (…)— 
O Ato Institucional foi redigido por Francisco Campos e baixado pela junta militar (oficialmente, Comando Supremo da Revolução), constituída pelos Comandantes-em-Chefe do Exército (General de Exército Arthur da Costa e Silva), da Marinha (Vice-Almirante Augusto Hamann Rademaker Grunewald) e da Aeronáutica (Tenente-Brigadeiro Francisco de Assis Correia de Mello), que também eram ministros de Ranieri Mazzilli, e que de fato exerciam o poder durante o segundo período de Ranieri na presidência.

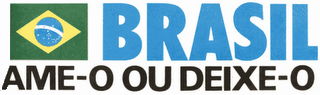
Slogan Brasil, ame-o ou deixe-o, onde "amar" é sinônimo de aceitar as leis constitucionais, e "deixe-o" um termo figurativo para aqueles que não concordavam com o regime militar

No dia 10 de abril de 1964, o chamado Comando Supremo da Revolução divulgou o "Ato do Comando Supremo da Revolução nº 1", que, "nos termos do artigo 10 do Ato Institucional, de 9 de abril de 1964", suspendia, pelo prazo de dez anos, os direitos políticos de cem cidadãos, dentre os quais o presidente deposto, João Goulart, o ex-presidente Jânio Quadros, o secretário-geral do proscrito Partido Comunista Brasileiro (PCB) Luís Carlos Prestes, os governadores Miguel Arraes, de Pernambuco, o deputado federal e ex-governador do Rio Grande do Sul Leonel Brizola, o deputado federal por Roraima e ex-governador do Amazonas Gilberto Mestrinho, o desembargador Osni Duarte Pereira, o economista Celso Furtado, o embaixador Josué de Castro, o ministro da Justiça do governo deposto, Abelardo de Araújo Jurema, os ex-ministros Almino Afonso, do Trabalho, e Paulo de Tarso, da Educação, o presidente da Superintendência da Política Agrária (Supra) do governo deposto, João Pinheiro Neto, o reitor da Universidade de Brasília, Darcy Ribeiro, o assessor de imprensa de Goulart, Raul Riff, o jornalista Samuel Wainer e o marechal Osvino Ferreira Alves, presidente da Petrobrás. A lista ainda incluía 29 líderes sindicais, como o presidente do então extinto Comando Geral dos Trabalhadores (CGT), Clodesmidt Riani, além de Hércules Correia, Dante Pellacani vice-presidente da CNTI e do CGT, Osvaldo Pacheco secretário-geral do CGT e Roberto Morena.
No mesmo dia, foi publicado "Ato do Comando Supremo da Revolução nº 2", cassando o mandato de 40 membros do Congresso Nacional, que já haviam sido incluídos no ato de suspensão dos direitos políticos.

Jânio Quadros, ex-presidente, um dos expurgados da vida política pelo golpe militar de 1964

No dia seguinte, 11 de abril, é baixado o Ato do Comando Supremo nº 3, que transferiu para a reserva cento e vinte e dois oficiais das três Forças Armadas (77 do Exército, 14 da Marinha e 31 da Aeronáutica). Na sequência, o Ato do Comando Supremo n° 4, do dia 13 de abril, suspende, por dez anos, os direitos políticos de 62 pessoas — dentre as quais, 36 oficiais já atingidos pelo Ato n° 3. Muitos outros — civis e militares — ainda seriam atingidos por atos semelhantes, baixados nos dias que se seguiram.
Em 1966 foram ainda cassados seis parlamentares, com o Ato Institucional número 5 foram cassados 105 congressistas. O Supremo Tribunal Federal foi inicialmente aumentado de onze para dezesseis assentos, para diluir o poder dos ministros indicados por João Goulart e Juscelino Kubitschek. Com o AI-5 foram expurgados três ministros e seu presidente e o substituto pediram demissão; com a saída destes cinco, Médici retornou o Tribunal ao tamanho original.
Em abril de 1969 foram expurgados 65 professores, entre eles João Batista Vilanova Artigas, Fernando Henrique Cardoso, Eulália Maria Lahmeyer Lobo e Caio Prado Júnior.

### Lei Falcão
Em 1974, Ernesto Geisel afirma em discurso sua intenção de modificar a política ditatorial, ao passo que estabelece os limites de uma nova estrutura política no país. Alessandra Carvalho cita (do próprio discurso de Geisel) esses limites como um “gradual mais seguro aperfeiçoamento democrático”.
Geisel acreditava que seu objetivo seria reafirmado pela população nas eleições legislativas, que apoiariam a manutenção do regime. Para isso a disputa entre ARENA e MDB deveria existir de maneira mais eficaz, por este motivo, foi permitida a propaganda eleitoral em rede nacional e o estímulo a participação popular. No entanto, a oposição aumenta sua participação política na Câmara de 16% para 44% sua bancada. Vendo o desenvolvimento do partido, o MDB utiliza a estratégia militar para crescer e se fortalecer. Esse resultado refletia o apoio da população aos programas que defendiam respeito aos direitos humanos; revogação do AI-5 e do decreto-lei 477; anistia; fim das prisões, das torturas, dos desaparecimentos e dos assassinatos de presos políticos.
Para evitar que este fato acontecesse novamente, Ernesto Geisel promulga a “Lei Falcão” em 1976, derivada do sobrenome do Ministro da Justiça, Armando Falcão, que tinha o objetivo principal de impedir a politização das eleições, impondo limitações a propaganda eleitoral nos meios de comunicação. Os candidatos não podiam defender suas plataformas de campanha, ou criticar o governo. Na televisão, era permitido aparecer a foto do candidato na tela e a leitura, por um locutor, de um pequeno currículo sobre a sua vida. Além dessa medida, Geisel cassa o mandato de diversos parlamentares por não cumprirem com o “gradualismo” demandado pelos militares.

### Pacote de Abril
Apesar da distensão, o governo continuava perseguindo a oposição. Em outubro de 1975, o jornalista Vladimir Herzog foi assassinado no II Exército, em São Paulo. Três meses depois, também no II Exército, foi assassinado o operário Manoel Fiel Filho. Geisel reagiu, demitindo o comandante do II Exército, atual Comando Militar do Sudeste, o general de exército Ednardo D'Ávila Mello.
As manifestações colocavam-se abertamente contra a ditadura: jornais independentes, estudantes, sindicalistas, intelectuais e profissionais liberais, reunidos, questionavam os rumos da distensão imposta por Geisel. Quanto mais a oposição crescia, mais o governo reagia. Em 1 de abril de 1977, para assegurar a manutenção do regime e vitória da ARENA, decreta um recesso temporário do Congresso e lança o "Pacote de Abril".
As novas regras determinavam que um terço dos senadores seriam eleitos indiretamente; a Constituição poderia ser alterada somente com a maioria absoluta, não mais com os dois terços antes exigidos; os governadores de estado seriam eleitos indiretamente (1978); limitou o acesso à rádio e à televisão e a bancada de deputados federais passou a ser calculada pela totalização da população, não mais pelo número de eleitores. Como resposta, instituições como a OAB e a Associação Brasileira de Imprensa (ABI), além de setores da Igreja Católica, atacam a atuação dos militares, denunciando crimes aos direitos humanos.

### Lei de Segurança Nacional

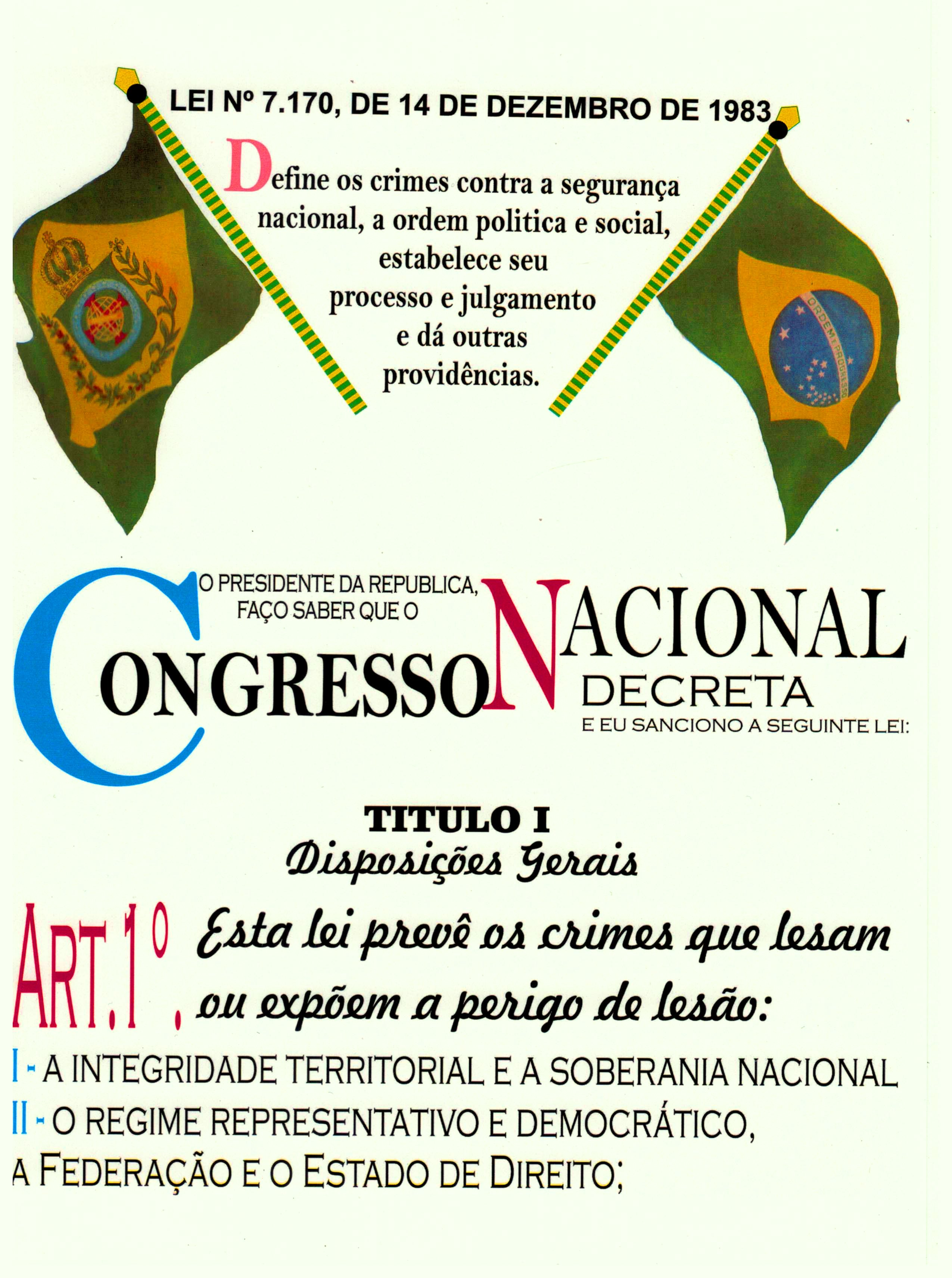
Parte preambular da Lei Brasileira de Segurança Nacional

No dia 3 de Março de 1967 é mandada cumprir a primeira Lei de Segurança Nacional do regime militar. O crime de opinião, o crime político, o crime de subversão, o enquadramento de qualquer cidadão à Lei de Segurança Nacional, sua expulsão do Brasil e a vigilância de seus familiares, bem como a indisponibilidade dos seus bens, estavam agora institucionalizados e eram legais.
Com a nova constituição promulgada em 24 de janeiro de 1967, Castello Branco faz a ditadura militar ser legalizada e a implantação do estado de exceção passa a ser constitucional. Em 29 de dezembro de 1978, é sancionada a nova lei de segurança nacional, que prevê penas mais brandas, possibilitando a redução das penas dos condenados pelo regime militar. Decreto possibilita o retorno de banidos pelo regime.

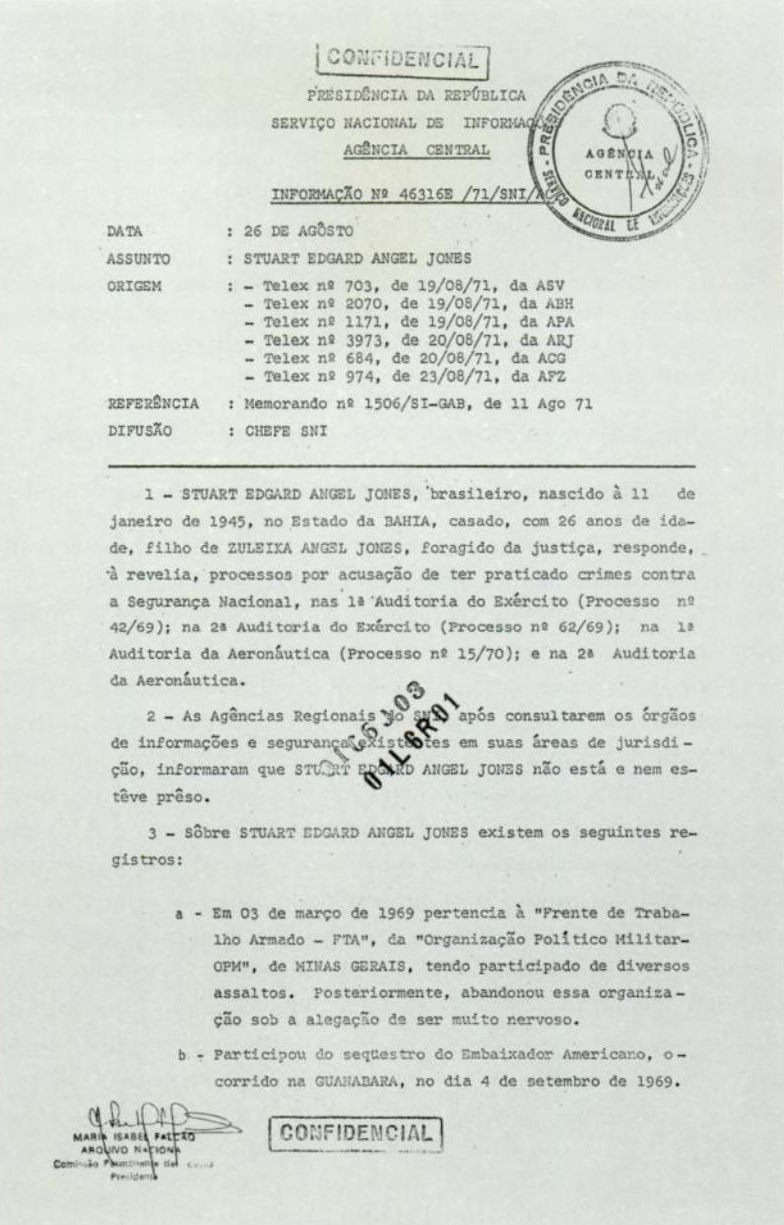
Documento do SNI sobre Stuart Angel Jones, 1971

Em função dos acontecimentos que começaram a se radicalizar, aumentando os casos de sequestro, assaltos a bancos para financiar o combate a ditadura, assassinatos de recrutas das Forças Armadas para roubo de armas e munições, no dia 18 de setembro de 1969 os ministros militares e ministros civis que assumiram ao governo mandam aprovar nova Lei de Segurança Nacional, que institucionalizou a pena de morte e a prisão perpétua em território brasileiro, contudo por engano de interpretação, já que a pena de morte já era prevista na Constituição vigente e também continuou prevista na Constituição Cidadã de 1988, nos casos de crimes militares cometidos em tempo de guerra e conflito armado.

### Serviço Nacional de Informações
Logo após a eclosão do golpe, no dia 13 de junho de 1964, foi criado o Serviço Nacional de Informações (SNI), onde eram catalogados e fichados aqueles que eram considerados inimigos do Estado. Dirigentes do SNI, caso achassem oportuno, expediam ordens de vigilância, quebra de sigilo postal e telefônico daqueles suspeitos que eram considerados perigosos à Segurança Nacional.
O SNI substituiu o Departamento Nacional de Propaganda (DNI), que por sua vez havia substituído o Departamento de Imprensa e Propaganda (DIP), que substituiu o Departamento de Propaganda e Difusão Cultural (DPDC) que em 1934 havia substituído o Departamento Oficial de Propaganda, DOP. Logo, seu acervo era gigantesco, pois, detinha informações de milhares cidadãos brasileiros.
O Instituto de Pesquisas e Estudos Sociais (IPES), uma entidade fundada em 2 de fevereiro de 1962, cujo financiamento foi procedido por empresas brasileiras e estrangeiras, forneceu milhares de dossiês, gravações de grampos telefônicos e documentos ao SNI, pois seu comandante, o general Golbery do Couto e Silva era diretor do instituto.
O SNI coordenava e catalogava todas as informações que poderiam ser relevantes: cidadãos e suas ações eram rastreados, grampeados, fotografados. O principal foco no rastreamento e na interceptação de informações eram os movimentos de esquerda. O serviço foi mantido durante o governo do Presidente José Sarney (1985-1990) com uma estrutura denominada de "comunidade de informações" que contava com 248 órgãos integrantes do sistema do SNI.

## Repressão

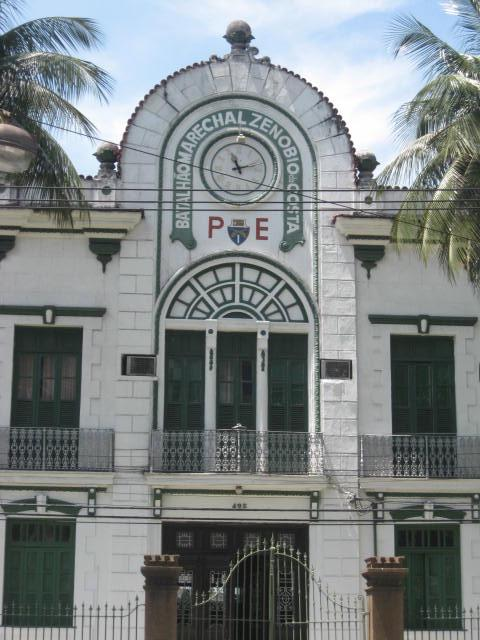
Quartel do 1º B.P.E. sede do DOI-CODI Rio de Janeiro, usado como centro de tortura durante a ditadura militar

Imagem do jornalista Vladimir Herzog morto no DOI-CODI de São Paulo

A repressão se instalou imediatamente após o golpe de Estado antes do começo da luta armada. As associações civis contrárias ao regime eram consideradas inimigas do Estado, portanto passíveis de serem enquadradas. Militares contrários ao regime também passaram a ser sistematicamente presos, perseguidos ou torturados — de acordo com dados compilados pela Comissão Nacional da Verdade (CNV), em mais de duas décadas de ditadura no Brasil, o regime perseguiu, prendeu ou torturou 6591 militares das próprias Forças Armadas.
Muitas instituições foram reprimidas e fechadas, seus dirigentes presos e enquadrados, suas famílias vigiadas. Na mesma época se formou dentro do governo um grupo que depois seria chamado de comunidade de informações. As greves de trabalhadores e estudantes foram proibidas e passaram a ser consideradas crime; os sindicatos sofreram intervenção federal, os líderes sindicais que se mostravam contrários eram enquadrados na Lei de Segurança Nacional como subversivos. Muitos cidadãos que se manifestaram contrários ao regime foram indiciados em Inquéritos Policiais Militares (IPM). Aqueles cujo inquérito concluísse culpados, eram presos. Políticos de oposição tiveram seus mandatos cassados, suas famílias postas sob vigilância. Muitos foram processados e expulsos do Brasil e tiveram seus bens indisponíveis.
No dia 25 de julho de 1966 explode uma bomba no aeroporto Internacional dos Guararapes, em Recife, Pernambuco. Várias pessoas ficam feridas, três morreram. O fato foi interpretado como atentado contra Costa e Silva.
Havia dezenas de organizações de guerrilhas de esquerda que combatiam o regime ditatorial dos militares, cada uma seguindo uma diferente orientação do movimento comunista. De acordo com uma lista divulgada por clubes militares, 126 pessoas morreram por conta de ataques de guerrilheiros, mas essa contagem foi criticada por conter nomes de pessoas ainda vivas e por incluir mortes ocorridas por enganos ou por acidente.
Por volta de 1967, vários grupos esquerdistas optaram pela luta armada porque, segundo as ideias esquerdistas daquela época, os setores civis e militares que haviam derrubado o presidente João Goulart e que implantaram uma ditadura no Brasil eram parte da burguesia responsável pelo atraso econômico e social do país. Carlos Marighella rompe com a estratégia do PCB de se abrigar no MDB, e, em 17 de agosto de 1967, Marighella enviou uma carta ao Comitê Central do PCB, rompendo definitivamente com o partido.
Em seguida, deu total apoio e solidariedade às resoluções adotadas pela OLAS. Nesse documento ele escrevia:
No Brasil há forças revolucionárias convencidas de que o dever de todo o revolucionário é fazer a revolução. São estas forças que se preparam em meu país e que jamais me condenariam como faz o Comitê Central só porque empreendi uma viagem a Cuba e me solidarizei com a OLAS e com a revolução cubana. A experiência da revolução cubana ensinou, comprovando o acerto da teoria marxista-leninista, que a única maneira de resolver os problemas do povo é a conquista do poder pela violência das massas, a destruição do aparelho burocrático e militar do Estado a serviço das classes dominantes e do imperialismo e a sua substituição pelo povo armado!— Carlos Marighela

Missa em homenagem a Vladimir Herzog reuniu 8 mil pessoas na Praça da Sé, em São Paulo, no dia 31 de outubro de 1975

A população era massificada pela propaganda institucional e pela propaganda nos meios de comunicação, que ou eram amordaçados pela censura ou patrocinavam a ditadura com programas de televisão como: Amaral Neto, o Repórter; Flávio Cavalcanti, entre outros, com audiência de até dez milhões de telespectadores em horário nobre, número muito expressivo para a época. Havia muitos programas locais com farta publicidade também de cunho institucional, as maravilhas e a grandeza do país eram enaltecidas, slogans eram distribuídos fartamente em todos os meios de comunicação. Nesta época, foram liberados milhões de dólares a juros baixos para a montagem de centenas de canais de televisão e ampliação das grandes redes de alcance nacional. O Ministério das Comunicações e o Departamento Nacional de Telecomunicações, liberaram milhares de canais de rádio e de televisão, a fim de possibilitar a formação de uma rede nacional de telecomunicações de alcance continental.
A censura aos meios de comunicação era executada pelo CONTEL, comandado pelo Serviço Nacional de Informações (SNI) e pelo DOPS, proibiu toda e qualquer exibição em território nacional de filmes, reportagens, fotos, transmissão de rádio e televisão, que mostrassem tumultos em que se envolvessem estudantes. As apresentações na televisão exibiam um certificado contendo os dados da empresa de comunicações responsável rubricado pelos censores de plantão.

### Violações aos direitos humanos

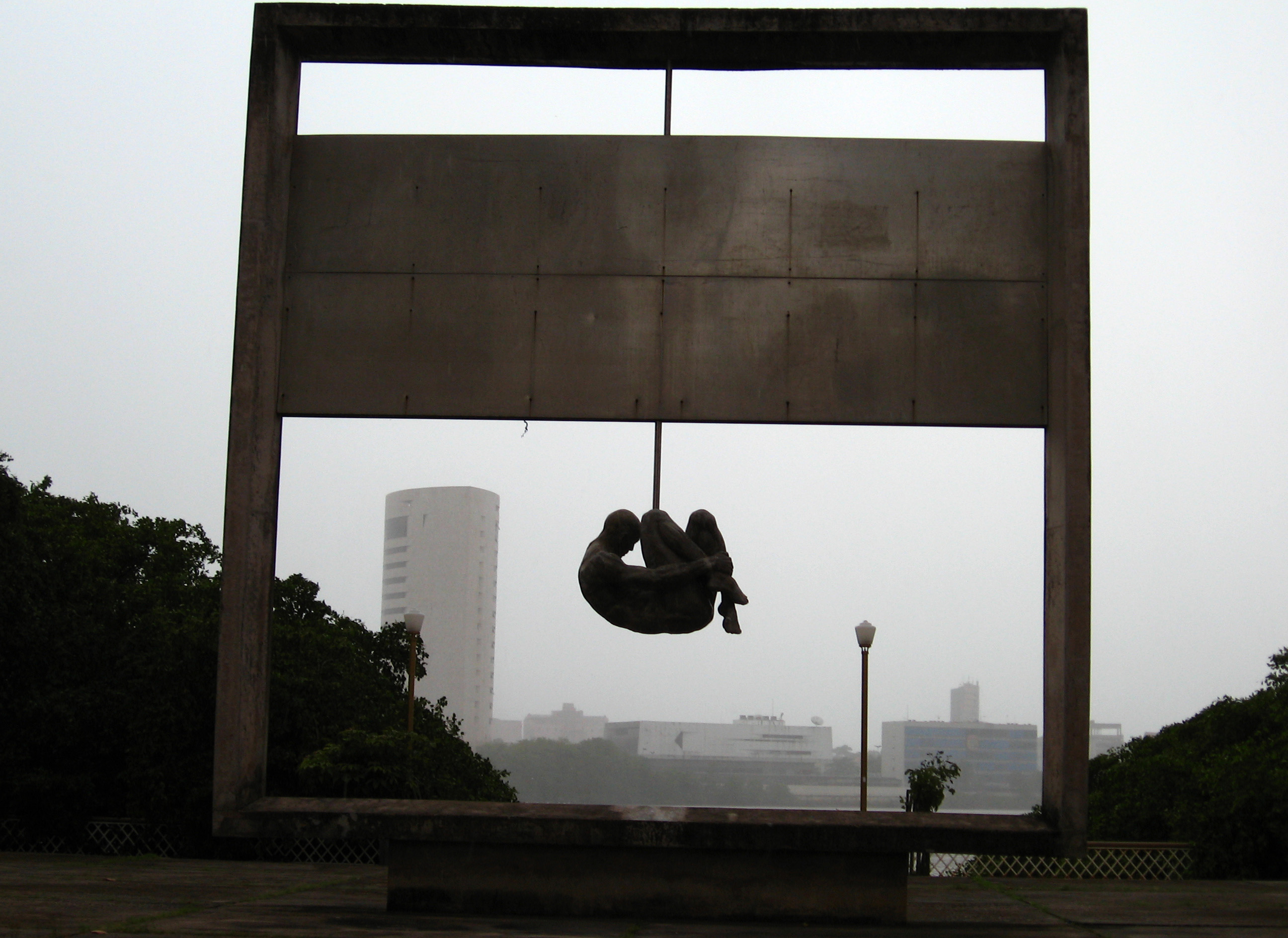
Monumento Tortura Nunca Mais, no Recife

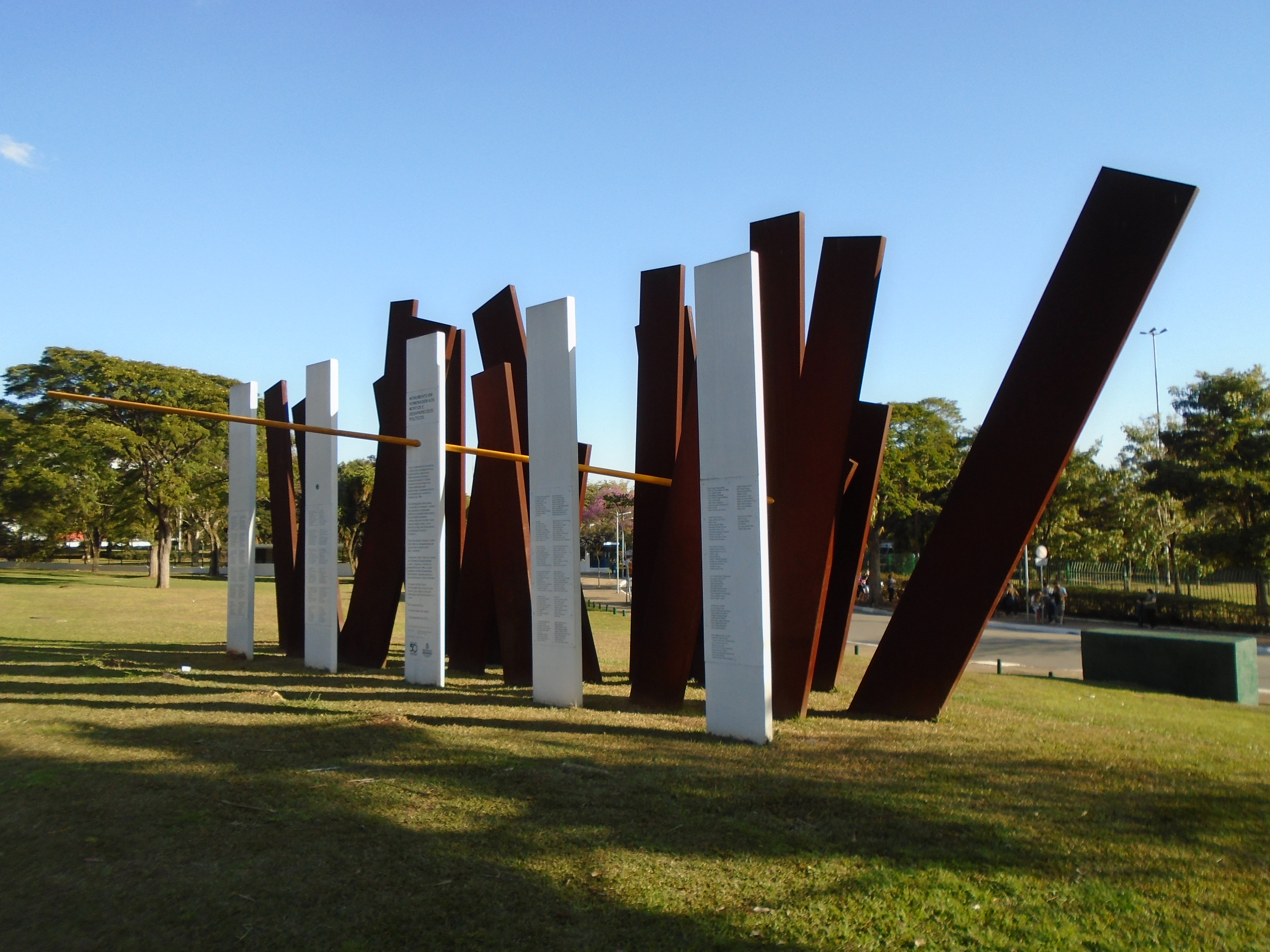
Monumento em Homenagem aos Mortos e Desaparecidos Políticos no Parque Ibirapuera, em São Paulo

A ditadura militar foi instituída pela violação dos direitos políticos de todos os cidadãos brasileiros, pois depôs um governo democraticamente eleito, e pela supressão de direitos e garantias individuais pelos sucessivos Atos Institucionais (AI) e leis decretados pelos chefes do regime. Entre 1968 e 1978, sob vigência do AI-5 e da Lei de Segurança Nacional de 1969, ocorreram os chamados Anos de Chumbo, caracterizados por um estado de exceção total e permanente, controle sobre a mídia e a educação e sistemática censura, prisão, tortura, assassinato e desaparecimento forçado de opositores do regime. A prisão arbitrária por tempo indeterminado (suspensão do habeas corpus) e a censura prévia foram especialmente importantes para a prática e acobertamento da tortura. A legalidade democrática, porém, só foi estabelecida a partir de 1988, com a Assembleia Nacional Constituinte e as eleições diretas para o poder legislativo e o poder executivo em nível municipal, estadual e federal.
"Decisão do presidente brasileiro Ernesto Geisel de continuar a execução sumária de subversivos perigosos sob certas condições"— William Colby, Diretor da CIA se referindo à perseguição no governo Geisel.
Para ampliar a repressão com mais eficiência, no dia 1 de julho de 1969, o governador de São Paulo, Abreu Sodré, criou a Operação Bandeirante (OBAN), para reprimir e perseguir no estado todos aqueles que se opõem à ditadura. No dia 25 de janeiro de 1969, Carlos Lamarca, capitão do Exército Brasileiro, foge do quarto Regimento de Infantaria, levando consigo dez metralhadoras INA ponto quarenta e cinco, e sessenta e três fuzis automáticos leves FN FAL. A deserção de Lamarca, além do sequestro do Embaixador poucos meses antes, levaram os militares às últimas consequências para acabar de uma vez por todas com a resistência armada no Brasil. Os comunistas e delatores de excessos e arbitrariedades do exército passaram a ser perseguidos e mortos implacavelmente pelos esquadrões da morte em todo o país e no exterior pelo Comissão do Exército Brasileiro em Washington (CEEW). De acordo com reportagem do portal UOL, famílias inteiras eram torturadas e até crianças filhas de militantes comunistas eram sequestradas. Nas prisões do Exército, os detentos eram torturados: choques elétricos, afogamentos, "suicídios" e agressões de toda ordem se constituíam em práticas rotineiras. O jovem estudante Stuart Angel foi preso, torturado e teve a boca atada ao escapamento de um jipe militar que o arrastou pelo pátio do quartel onde estava detido. Angel morreu na primeira volta.
A partir de 1975, o regime civil-militar brasileiro aliou-se secretamente aos regimes semelhantes na Ditadura de Pinochet, Regime militar paraguaio, Regime militar uruguaio, e, a partir de 1976, Regime militar argentino, para a implementação da Operação Condor. Consistia em um plano secreto de extermínio da oposição política aos regimes de extrema-direita do Cone Sul e na Europa, cujos resultados foram, no mínimo, 85 mil mortos e desaparecidos e 400 mil torturados além de mais de mil estrangeiros expulsos do Brasil. O regime militar brasileiro foi considerado o líder da Operação Condor.
Paulo Evaristo Arns e Hélder Câmara, fundadores da Conferência Nacional dos Bispos do Brasil, que lutaram pelos direitos humanos nos tempos do integralismo, no governo de Getúlio Vargas, também passaram a contestar o regime militar. A CNBB, que inicialmente havia celebrado o golpe com agradecimentos a Nossa Senhora Aparecida, também acabou por se constituir em força de resistência ao regime.
Investigações e estimativas

Enterro de vítima da ditadura militar em 14 de dezembro de 1964

A lei que instituiu a Comissão Nacional da Verdade (CNV), que investigou as violações de direitos humanos ocorridas entre 18 de setembro de 1946 e 5 de outubro de 1988 no Brasil por agentes do estado, foi sancionada pela presidente Dilma Rousseff em 18 de novembro de 2011 e a comissão foi instalada oficialmente em 16 de maio de 2012. Conforme levantamento da CNV, no primeiro ano do regime militar imposto pelo golpe de 1964, pelo menos 50 mil pessoas foram presas no Brasil e cerca de 30 formas diferentes de tortura foram usadas pelos militares contra civis durante a ditadura. Em 10 de dezembro de 2014 a Comissão Nacional da Verdade entregou seu relatório final a Rousseff.
A Comissão de Anistia, desde 2001, recebeu 70 mil requerimentos de compensação por perseguições sofridas durante o governo militar. Estima-se que, no mínimo, 50 mil pessoas foram presas, no mínimo 20 mil torturadas, e outros milhares foram exilados e cassados. Expulsões das universidades e do serviço público eram outros instrumentos de repressão política.

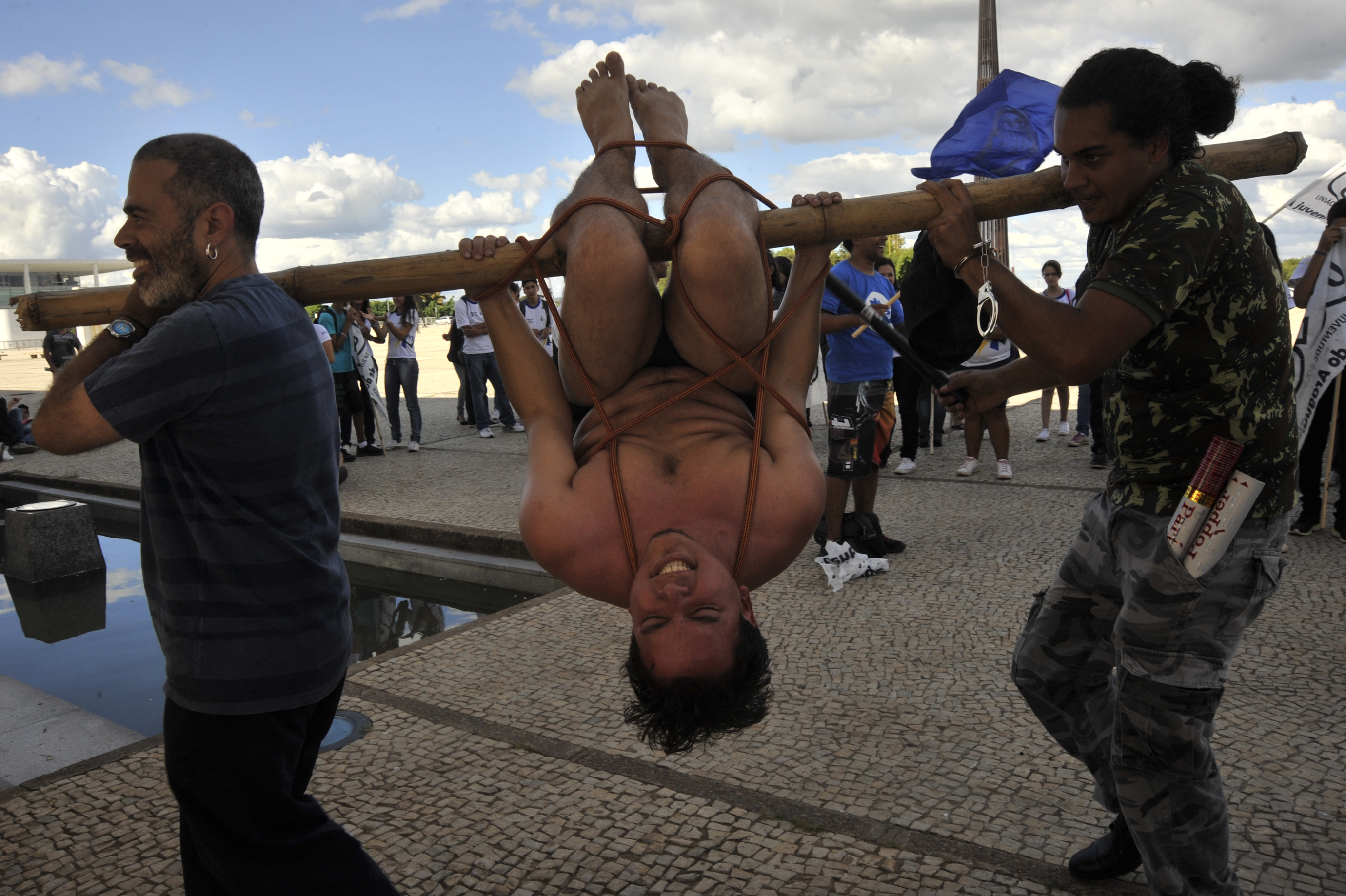
Manifestantes simulam o método de tortura conhecido como pau de arara em Brasília

Em 9 de junho de 2013, o presidente da Comissão Estadual da Verdade do Rio de Janeiro e da Comissão Nacional de Direitos Humanos da Ordem dos Advogados do Brasil (OAB), Wadih Damous, pediu à Agência Brasileira de Inteligência (Abin) que demita o seu diretor-geral adjunto, Ronaldo Martins Belham, por este ser filho do general da reserva remunerada José Antonio Nogueira Belham, chefe do DOI-Codi do Rio de Janeiro na época em que ex-deputado federal Rubens Paiva foi cruelmente morto, em 1971, após ter sido preso no Rio de Janeiro. A Presidenta Dilma Rousseff, apesar de ser vítima das torturas no regime militar (1964-1984), mantém simpatizantes do período autoritário em cargos comissionados relevantes da Administração Federal, a exemplo do referido diretor da Abin.
Segundo a Comissão de Mortos e Desaparecidos e a Comissão de Anistia, 457 pessoas foram assassinadas ou desaparecidas pela repressão política governamental, e mais 370 serão incluídos na listagem oficial, a partir de um estudo que identificou mais de 1196 vítimas da repressão política no campo e no exterior, até então excluídas da lista. As 457 vítimas identificadas pela Comissão de Mortos e Desaparecidos e pela Comissão de Anistia e as outras 858 vítimas identificadas pelo Retrato da repressão política no campo não incluem os massacres em hospitais, diversas ações da Comissão do Exército Brasileiro em Washington (CEBW) e genocídios indígenas em campos de concentração, embora o governo tenha usado indígenas na repressão.
O brasilianista Anthony Pereira, do King's College London, afirma que o número de mortos e desaparecidos é menor na ditadura militar brasileira devido ao governo militar ter feito do Poder Judiciário um braço da repressão, ao aplicar a Lei de Segurança Nacional em processos políticos, o que não ocorreu na ditadura militar de Augusto Pinochet no Chile e na ditadura militar argentina, onde as mortes e desaparecimentos forçados ocorreram de forma clandestina e extrajudicial. Segundo Pereira, o fato de o Poder Judiciário não ter sido ignorado pelo regime militar brasileiro garantiu que parte significativa dos presos políticos tivessem seu paradeiro rastreado e algum espaço para a defesa, ainda que limitada. Segundo o brasilianista, no Brasil, ocorreram cerca de 7.400 processos políticos, enquanto na Argentina, apenas 350 processos.

### Censura e controle social

Prédio da Faculdade de Filosofia, Ciências e Letras (FFCL) da Universidade de São Paulo (USP) após princípio de incêndio durante a chamada "Batalha da Maria Antônia". É possível ver menções ao Comando de Caça aos Comunistas (CCC) nas paredes do edifício

O apoio da imprensa ao regime ditatorial, que fez vistas grossas à deposição sem amparo legal do governo democraticamente eleito de Goulart, se torna em desilusão com a atuação do governo militar e passa a criticar as ações arbitrárias da Junta Militar e, depois, de Castelo Branco. A Revista Civilização Brasileira em seu primeiro número (março de 1965), no artigo "terrorismo cultural", diz que "(…) não se limitará a um nacionalismo sentimentalista e estreito, nem se deixará envolver pelo projeto geopolítico ou o planejamento estratégico continental que o Departamento de Estado e o Pentágono promovem e que alguns dos nossos políticos colocam em ação".
A ditadura determinou censura aos órgãos de imprensa e sua Assessoria Especial de Relações Públicas (AERP) funcionava como uma espécie de agência de propaganda. O material de propaganda era reproduzido nos jornais, rádios, cinemas e principalmente na televisão. A AERP produzia ainda músicas que enalteciam as realizações da ditadura: muitas eram cantadas obrigatoriamente nas escolas. Em 22 de novembro de 1968, foi criado o Conselho Superior de Censura, baseado no modelo norte-americano de 1939, Lei da Censura (5.536, 21 de novembro de 1968). O motivo oficialmente propalado era a infiltração de agentes comunistas nos meios de comunicações, lançando notícias falsas de tortura e desmandos do poder constituído. A hipotética função era centralizar e coordenar as ações dos escritórios de censura espalhados pelo país. Também foram criados tribunais de censura, com a finalidade de julgar rapidamente órgãos de comunicações que burlassem a ordem estabelecida, com seu fechamento e lacramento imediato em caso de necessidade institucional.
O regime não se restringia ao campo político, reuniões ou manifestações públicas. Músicas, peças teatrais, filmes e livros eram censurados. Na imprensa, nenhuma notícia que criticasse o governo ou revelasse suas práticas era veiculada. Censurado diariamente, o jornal O Estado de S. Paulo, depois, resolveu utilizar os espaços com trechos de Os Lusíadas, de Luís Vaz de Camões, clássico da literatura portuguesa do século XVI.

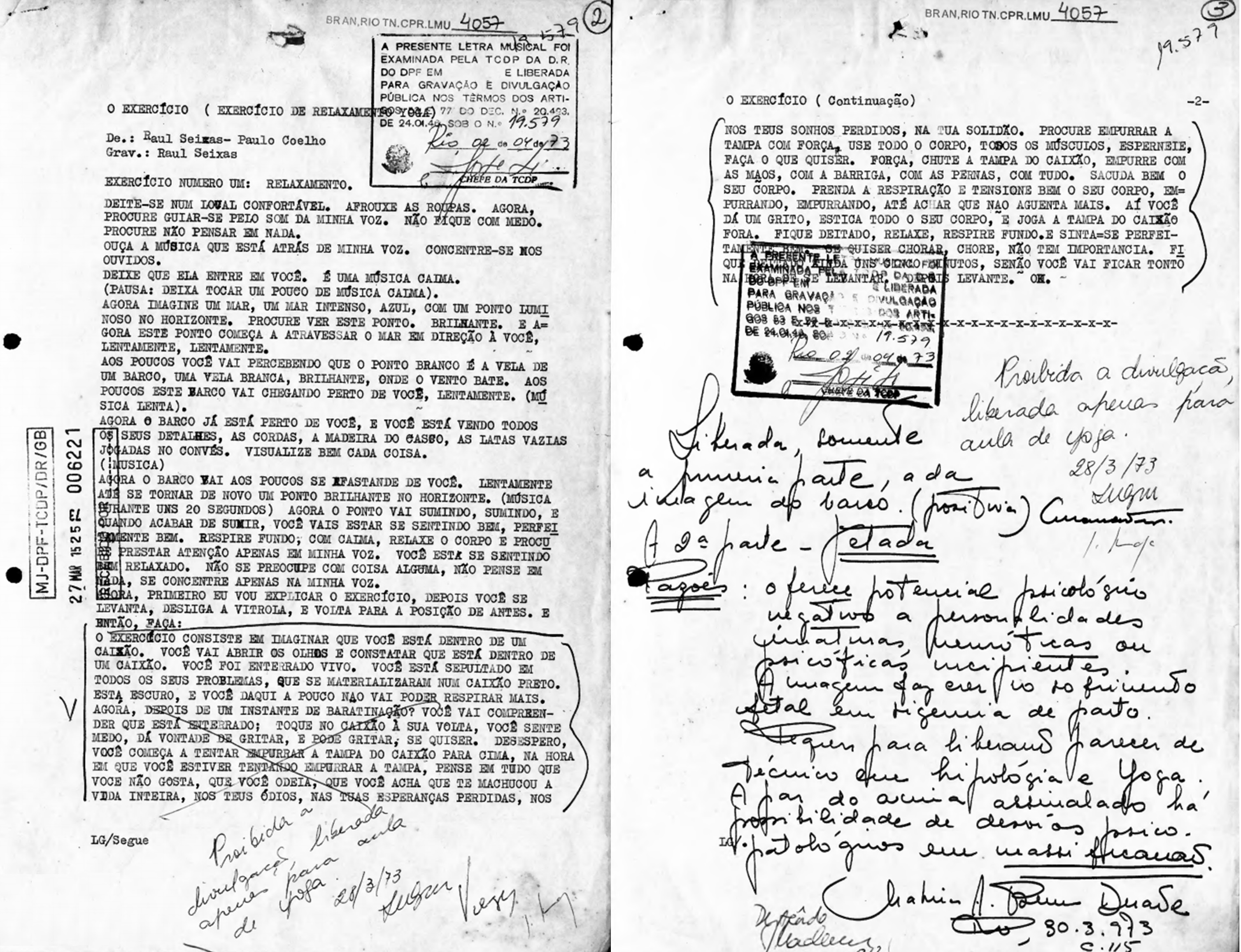
Documento da Censura avaliando a música “O Exercício”, de Raul Seixas, 1973

Sede do Jornal do Brasil no dia do Golpe de 1964

No dia 18 de julho de 1968 integrantes do Comando de Caça aos Comunistas (CCC), grupo de extrema-direita, invadem o Teatro Ruth Escobar, em São Paulo, espancam o elenco da peça Roda Viva, ferindo todos os integrantes, alguns com certa gravidade; a polícia, embora chamada, nada fez além de um boletim de ocorrência. A ditadura acabou por asfixiar a cultura nacional. Muitos artistas buscaram espaço para suas produções. Caetano Veloso, Gilberto Gil, Geraldo Vandré, Chico Buarque, entre tantos outros, deixaram o Brasil.
Os cantores e compositores Gilberto Gil e Caetano Veloso, após protestarem publicamente contra a ditadura, foram presos no Rio de Janeiro no dia 22 de dezembro de 1968. Segundo os censores e os órgãos de informação oficial, o motivo da prisão foi "tentativa da quebra do direito e da ordem institucional", com mensagens "objetivas e subjetivas à população" para subverter o "Estado Democrático Brasileiro" estabelecido pela "revolução". Em função da notoriedade dos artistas, foram aconselhados a se exilarem do país. No jornal O Estado de S. Paulo, embaixo do título da notícia, aparece uma receita de torta de abacaxi recheada com pepino.
As universidades brasileiras públicas viviam sob forte vigilância: professores foram aposentados compulsoriamente, alunos expulsos, livros censurados. A censura, executada pelo extinto Conselho Nacional de Telecomunicações - CONTEL, comandado pelo SNI e pelo DOPS, proibiu toda e qualquer exibição em território nacional de filmes, reportagens, fotos, transmissão de rádio e televisão, que mostrassem tumultos em que se envolvessem estudantes. Livrarias, bibliotecas e casas de intelectuais foram "visitadas". Todos os livros que falassem sobre comunismo, socialismo ou reforma agrária eram apreendidos. Nessa época chegou-se a apreender livros sobre qualquer assunto pelo simples fato de se ter a capa vermelha ou nome de autores russos. Em 30 de agosto, a Universidade Federal de Minas foi fechada e a Universidade de Brasília invadida pela polícia. O AI-5 aumentou a censura e o controle da sociedade. Como consequência direta do Ato, foram presos jornalistas e políticos que haviam em algum momento se manifestado contra a ditadura militar, entre eles o ex-presidente Juscelino Kubitschek, e ex-governador Carlos Lacerda, além de deputados estaduais e federais do MDB e mesmo da ARENA. Lacerda foi preso e conduzido ao Regimento Marechal Caetano de Farias, da Polícia Militar do Estado da Guanabara, sendo libertado por estar com a saúde debilitada, após uma semana de greve de fome.
Em 2013, as Organizações Globo reconheceram e desculparam-se publicamente, através de um editorial publicado no jornal O Globo, por terem apoiado a ditadura militar instaurada no país depois do golpe militar de 1964. No texto do editorial, o jornal afirma: "À luz da História, contudo, não há por que não reconhecer, hoje, explicitamente, que o apoio [ao golpe de 1964] foi um erro, assim como equivocadas foram outras decisões editoriais do período que decorreram desse desacerto original. A democracia é um valor absoluto. E, quando em risco, ela só pode ser salva por si mesma".

### Perseguição ao ativismo estudantil

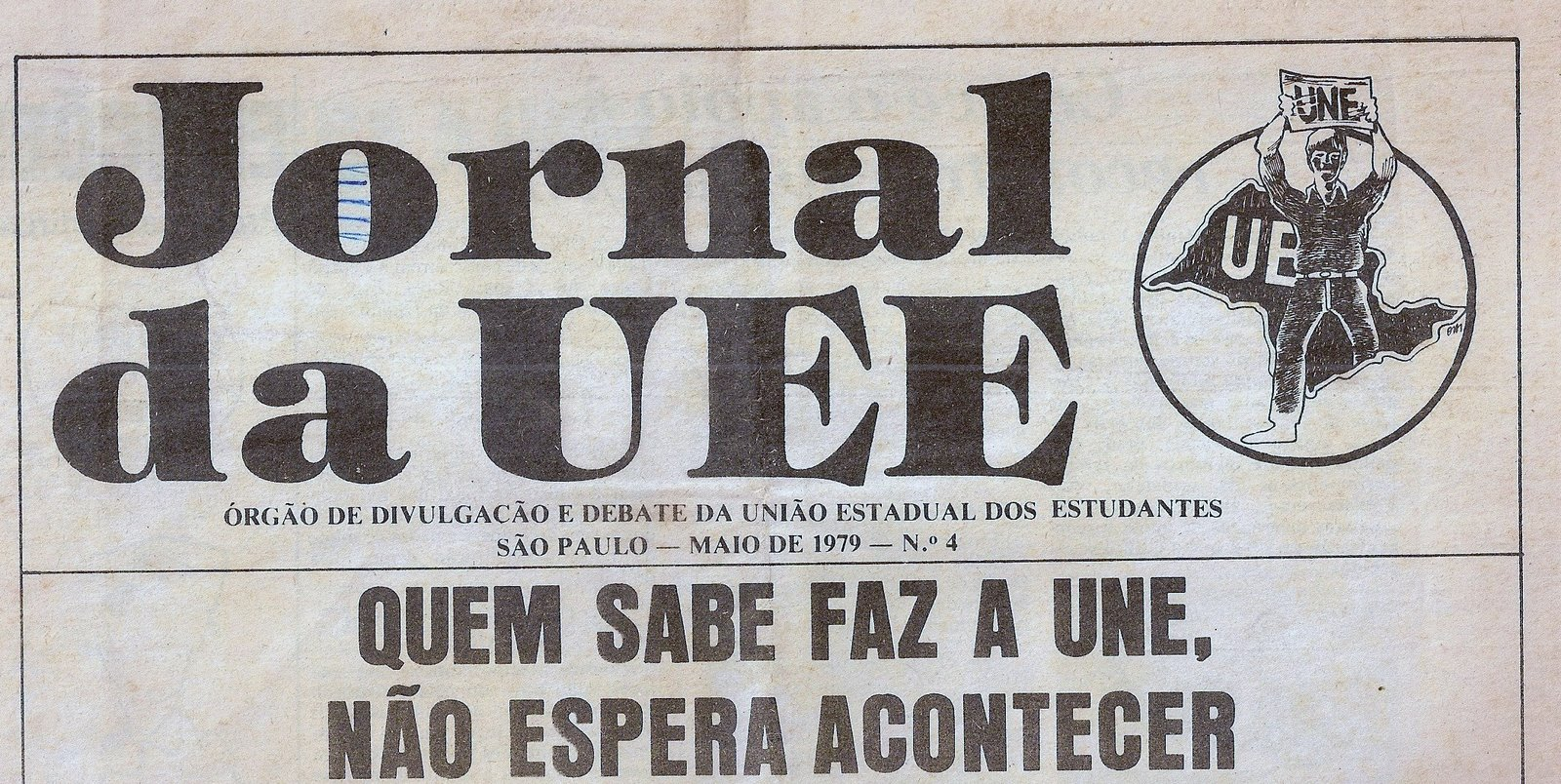
Publicação da União Estadual dos Estudantes de São Paulo (UEE-SP) em 1979

No dia 27 de outubro de 1964, o Congresso Nacional extingue a União Nacional dos Estudantes (UNE) e todas as uniões de estudantes estaduais, aprovando a Lei Suplicy. O governo militar torna obrigatório o ensino do idioma inglês em todas as escolas públicas e privadas do Brasil, como resultado de negociações entre o Governo Federal e o governo dos Estados Unidos chamado na época de Acordo MEC-Usaid. Os EUA, maiores aliados da ditadura de direita no Brasil, passava a influenciar e infiltrar-se ainda mais a cultura no Brasil, com ações mútuas dos governos neste sentido.

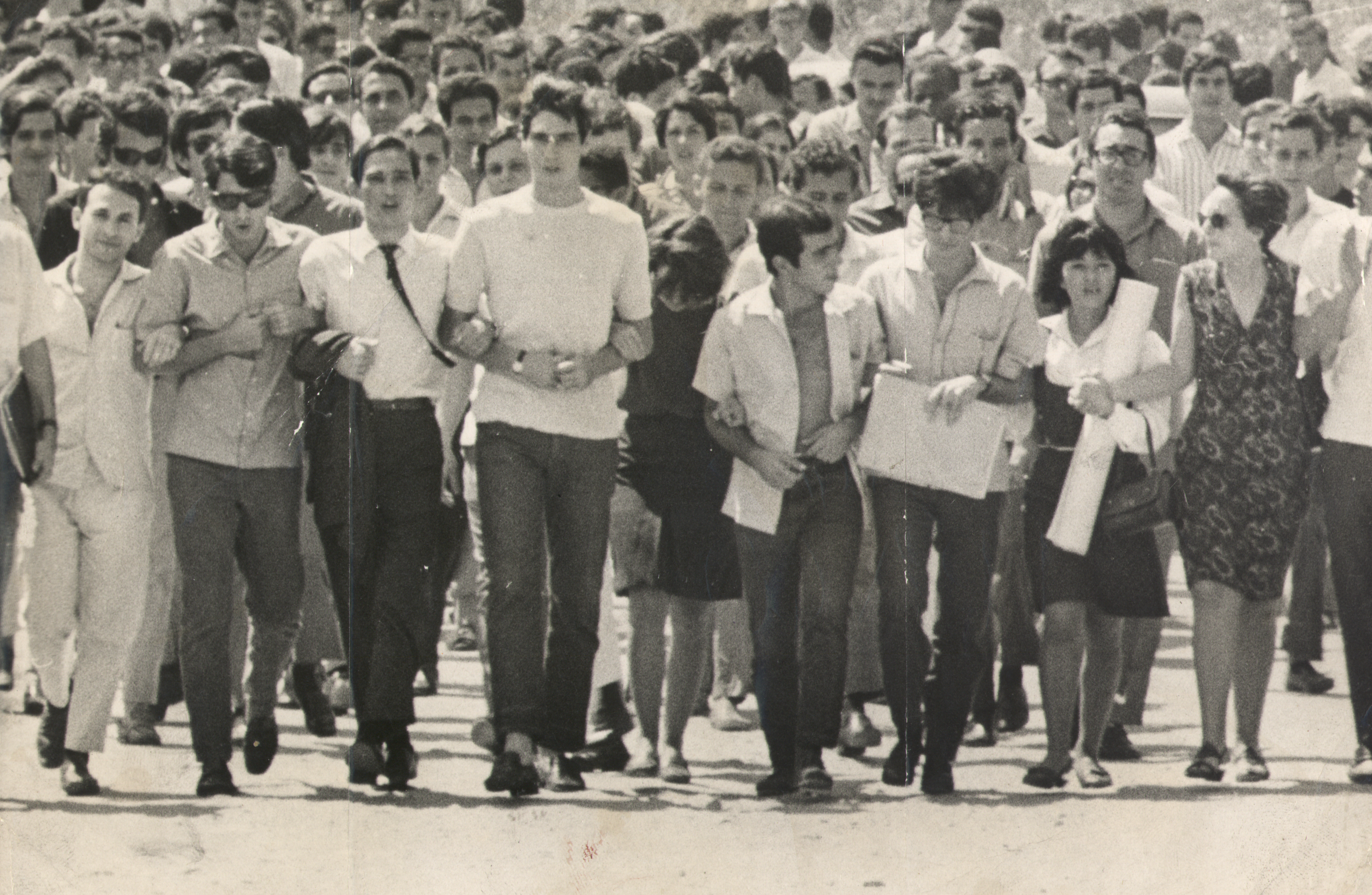
Manifestação estudantil contra a Ditadura Militar, Rio de Janeiro, setembro de 1966 (Arquivo Nacional)

Apesar do desmonte do Estado de Direito, a ditadura queria passar a ideia de que estava protegendo a democracia dos seus inimigos: os "comunistas". Organizados em entidades como a UNE e a UEE, os estudantes eram — aos olhos dos militares — um dos setores mais identificados com a esquerda e com o comunismo. Eram qualificados de subversivos e desordeiros, numa pretensão clara de justificar a violenta perseguição que se seguiu. Os estudantes reagiam à Lei Suplicy de Lacerda, que proibia os estudantes de organizarem suas entidades e realizarem atividades políticas, com manifestações públicas cada vez mais concorridas contra a privatização e a ditadura militar.
O SNI, criado com o objetivo principal de reunir e analisar as informações relativas à segurança nacional, tornou-se um poder político paralelo ao Executivo atuando como "polícia política". Cada vez mais repressor, o governo da ditadura fechou a Universidade de Brasília no dia 11 de outubro de 1965, e transferiu para a justiça militar o julgamento dos civis acusados de "criminosos políticos". O campus da UNB é invadido por tropas e pela polícia. Professores e funcionários são expulsos da Universidade e demitidos, muitos por reagirem acabam presos por desacato à autoridade. Alunos foram presos, espancados e torturados, alguns com certa gravidade, sob alegação de cometerem crime de subversão.

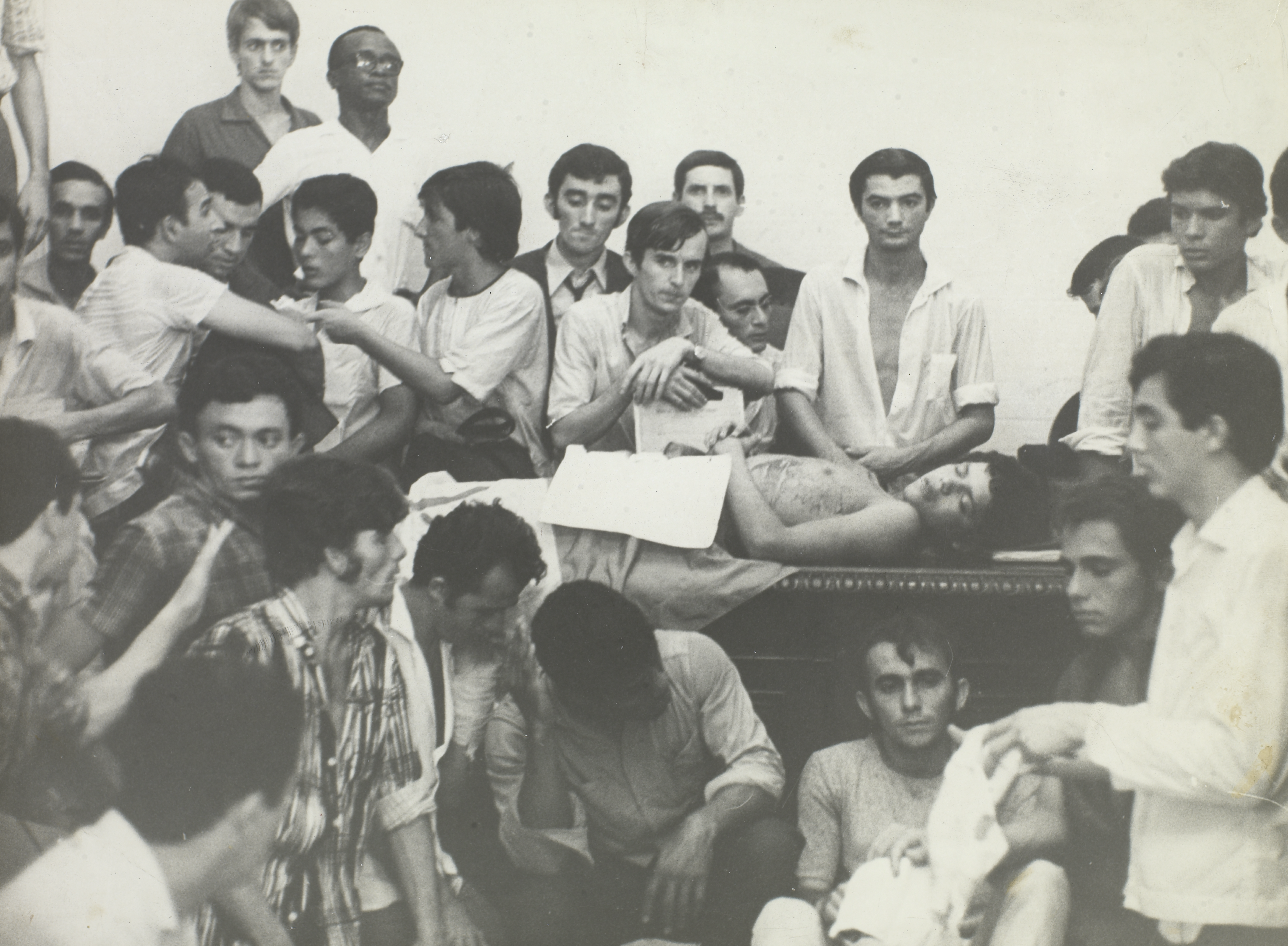
Corpo de Edson Luís de Lima Souto, 1968 (Arquivo Nacional)

Além da luta específica, pela ampliação de vagas nas universidades públicas e por melhores condições de ensino, as manifestações estudantis acabaram se transformando em palco da sociedade desejosa do restabelecimento da democracia. O ano de 1968 foi marcado pela luta contra a ditadura, que atraia cada vez mais participantes: profissionais liberais, artistas, religiosos, operários, donas de casa. O movimento contra a direita e o estabelecimento do sistema foi mundial naquele ano, com movimentos no mundo todo, tanto nos países do Bloco capitalista quanto o Bloco comunista assim como nos países não alinhados.
No Brasil as manifestações públicas eram cada vez mais reprimidas pela polícia. A direita mais agressiva formou o Comando de Caça aos Comunistas (CCC) que, entre outros atos, metralhou a casa de Dom Hélder Câmara, em Recife. Uma manifestação contra a má qualidade do ensino, no restaurante estudantil Calabouço, no Rio de Janeiro, sofreu violenta repressão pela polícia e resultou na morte do estudante Edson Luís de Lima Souto. A reação dos estudantes foi imediata. A eles se aliaram setores progressistas da Igreja Católica e da sociedade civil, culminando em um dos maiores atos públicos contra a repressão, a passeata dos cem mil.

#### Ocupação da Universidade de Brasília
A primeira invasão ocorreu em 9 de abril de 1964, por tropas do exército e por policiais militares que chegaram em 14 ônibus, com três ambulâncias preparadas para confrontos. Invadiam salas de aula, revistavam estudantes, procuravam armas e material de propaganda subversiva. Buscavam 12 professores que deveriam ser presos. Em 8 de Setembro, a Polícia Militar ocupou a Universidade de Brasília novamente. A invasão mais violenta aconteceu em 1968. Os alunos protestavam contra a morte do estudante secundarista Edson Luís de Lima Souto, assassinado por policiais militares no Rio de Janeiro. Cerca de 3 mil alunos reuniram-se na praça localizada entre a Faculdade de Educação e a quadra de basquete. Esse foi o estopim para o decreto da prisão de sete universitários, entre eles, Honestino Guimarães.

#### UNE
Em Ibiúna, São Paulo, 12 de outubro de 1968, durante o 30.º Congresso da UNE, a polícia invadiu a reunião e prende 1240 estudantes, muitos são feridos, alguns gravemente; quando levados para a prisão são torturados e muitas moças abusadas sexualmente pelos policiais. Aqueles que tentam protestar contra a violência são espancados e humilhados publicamente, os familiares que tentam entrar com habeas corpus são fichados pelo SNI e ameaçados pelas forças de segurança. Alguns pais, por serem funcionários de instituições públicas, perdem seus empregos e são perseguidos pelas forças de repressão; alguns repórteres que presenciaram os espancamentos tiveram seus equipamentos destruídos pelos policiais.

### Perseguição política

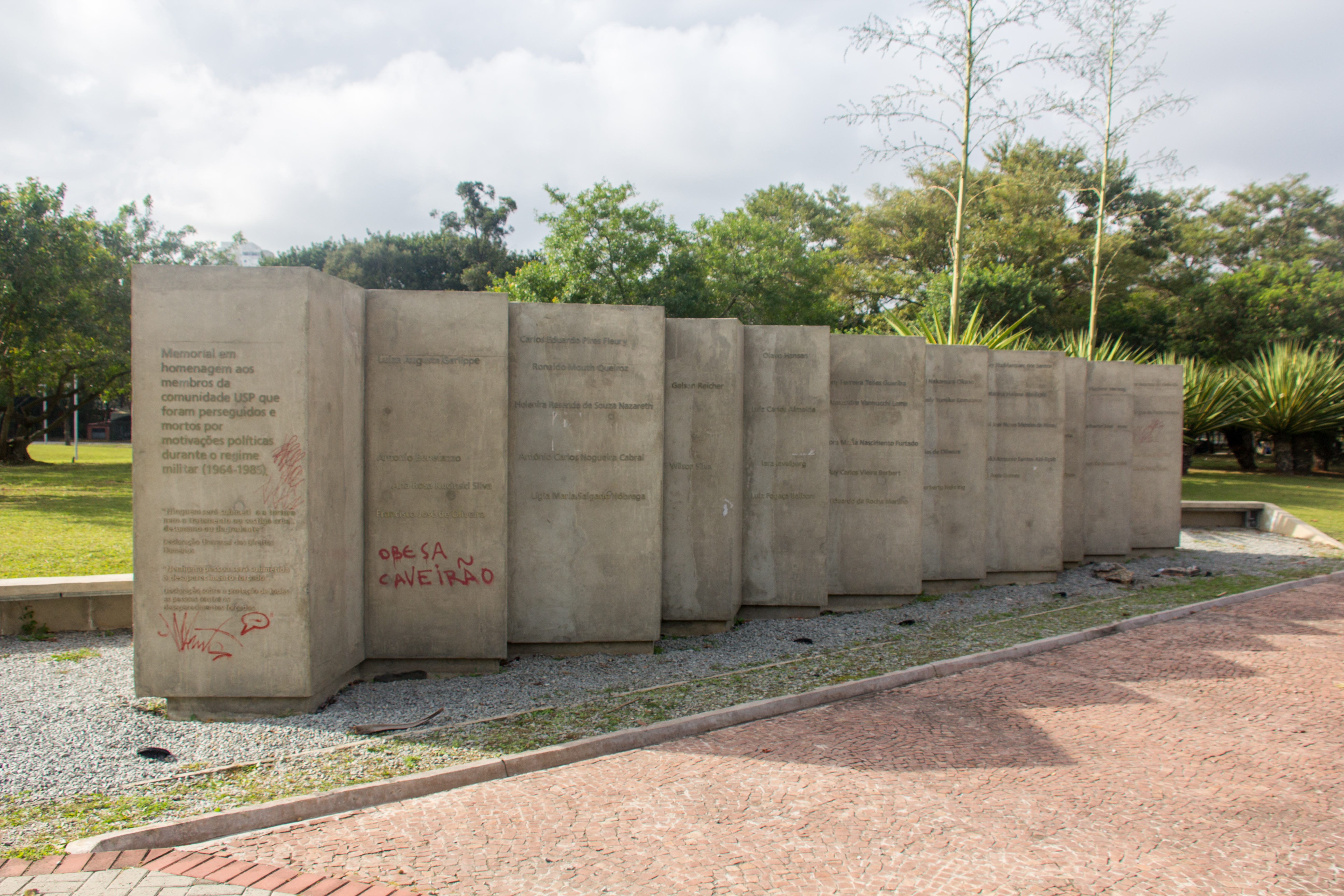
Memorial aos Membros da Comunidade USP

No dia 30 de dezembro de 1968, foi divulgada uma lista de políticos cassados: onze deputados federais, entre os quais Márcio Moreira Alves. Até mesmo Carlos Lacerda, que defendeu um golpe militar nos anos 1950 e 60, teve os direitos políticos suspensos. No dia seguinte, o presidente Costa e Silva falou em rede de rádio e TV, afirmando que o AI-5 havia sido não a melhor, mas a única solução e que havia salvado a democracia e estabelecido a volta às origens do regime. Segundo ele, para "evitar a desagregação do regime", era necessário cercear os direitos políticos dos cidadãos e aumentar em muito os poderes do presidente, mesmo sem o aval popular. Em 16 de janeiro, de 1969 foi divulgada nova lista de quarenta e três cassados, com trinta e cinco deputados, dois senadores e um ministro do STF, Peri Constant Bevilacqua. O Poder Judiciário passou a sofrer intervenções do Poder Executivo quando de seus julgamentos. No dia 16 de janeiro de 1969, são cassados Mário Covas e mais 42 deputados, quando são "estourados" diversos "aparelhos comunistas".
Sem autonomia, o Congresso Nacional continuou aberto apenas para demonstrar aos outros países que havia normalidade política e administrativa e que, apesar do desmonte do Estado de Direito, a ditadura estava protegendo o país dos seus inimigos: os comunistas. Os textos legais eram aprovados sem o voto dos congressistas. O governo impôs o decurso de prazo, manobra utilizada para legalizar o ilegítimo e inviabilizar qualquer propositura de emendas ao orçamento do governo e, ainda, a discussão e votação dos projetos enviados pelo poder executivo. O Congresso, eventualmente, era palco de denúncias de alguns parlamentares da oposição que, na maioria das vezes, não encontravam espaço na imprensa para fazê-las: os anais do Congresso registravam os protestos e o assunto logo caía no esquecimento.

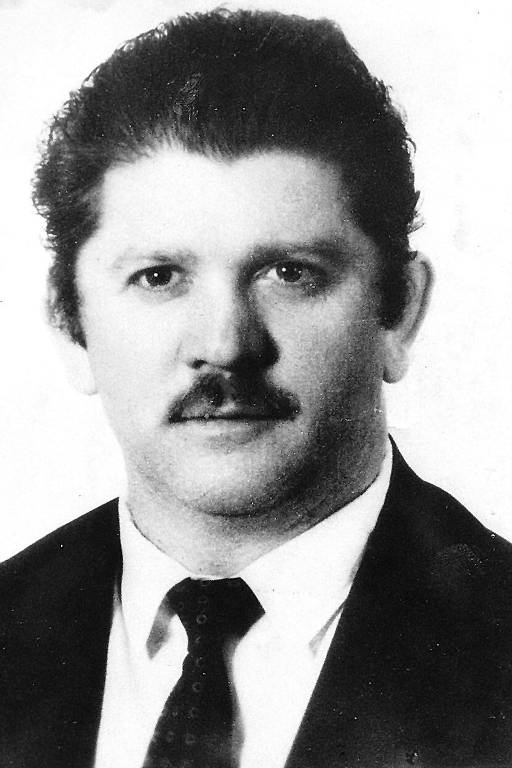
Deputado Rubens Paiva, torturado e assassinado pela ditadura em 1971

Quando se sentia ameaçado, o governo ditatorial cassava os deputados de postura mais oposicionista. Em 1966, a ditadura militar cassou diversos deputados da oposição e fechou o Congresso Nacional. Foram presos os integrantes do partido oposicionista que protestaram em plenário contra o AI-3, sob suspeita de subversão e sabotagem ao espírito da revolução, segundo a imprensa. Muitos políticos acabaram desistindo da vida pública, tal a pressão sofrida e tal o clima de terror institucionalizado, deixando desta forma terreno para o partido situacionista agir livremente. Paralelamente, grandes empresas empreiteiras, financiadoras do golpe de 1964, ganharam as concorrências para o início e execução de grandes obras de engenharia. O Banco do Brasil, recebendo dinheiro do BID, liberou empréstimos para a compra de máquinas, equipamentos e implementos rodoviários para a construção de obras de infraestrutura. Castelo Branco reabriu o Congresso impondo o projeto de uma nova Constituição, sem a instalação de uma Assembleia Constituinte. Sem debates, sem contraditórios, no dia 24 de janeiro de 1967, a Constituição de 1967 foi aprovada.

#### Sindicatos e greves
Entre os maiores adversários políticos que os militares da ditadura percebiam como sendo perigosos, de esquerda e/ou comunistas estavam os sindicatos. Castelo Branco usou a lei trabalhista para eliminar a oposição sindical, interveio em sindicatos e afastou seus líderes. O governo passou a definir a política salarial, reorganizando o Conselho Nacional de Política Salarial de João Goulart. Os ministros Roberto Campos e Octávio Bulhões criaram regras complexas para o cálculo do aumento de salários: reajuste a cada doze meses; aplicação do reajuste com base na média salarial dos últimos dois anos e na produtividade dos últimos doze meses; e, ainda, com base no reajuste da inflação residual do ano seguinte previsto pelo governo. Em pouco mais de um ano, a ditadura impôs intervenção federal em cerca de quinhentos sindicatos: as diretorias foram destituídas e interventores nomeados pelo governo. Os dirigentes sindicais deveriam ter seus nomes aprovados pelo Ministério do Trabalho.

Luiz Inácio Lula da Silva discursando em uma greve de metalúrgicos do ABC Paulista, em maio de 1979

Em julho, ocorreu a primeira greve no período da ditadura militar, em Osasco, liderada por José Ibrahim. A linha dura, representada, entre outros, pelo general de exército Aurélio de Lira Tavares, Ministro do Exército, e pelo general de exército Emílio Garrastazu Médici, chefe do SNI, começou a exigir medidas mais repressivas e combate às ideias consideradas subversivas pelo regime. A política de arrocho salarial, além de diminuir o salário real dos trabalhadores, acabou promovendo uma concentração de rendimentos, considerada uma das "mais escandalosas" em todo o mundo. Em todos os anos da ditadura e renda real (descontada a inflação) média dos trabalhadores caiu. Na luta contra a ditadura, dezenas de líderes sindicais foram presos, outros optaram pelo exílio.
No governo Geisel, apesar da força das medidas de repressão, a oposição continuava crescendo. As greves do ABC Paulista aprofundaram a crise da ditadura. Os trabalhadores exigiam reposição salarial com base nos índices de inflação de 1973. De acordo com o Banco Mundial, os índices foram manipulados pelo governo Médici: o Ministro da Fazenda determinava que a inflação não fosse superior a 15%, mas o Banco Mundial estimara inflação próxima a 25% (1973).

#### Luta armada de movimentos de esquerda

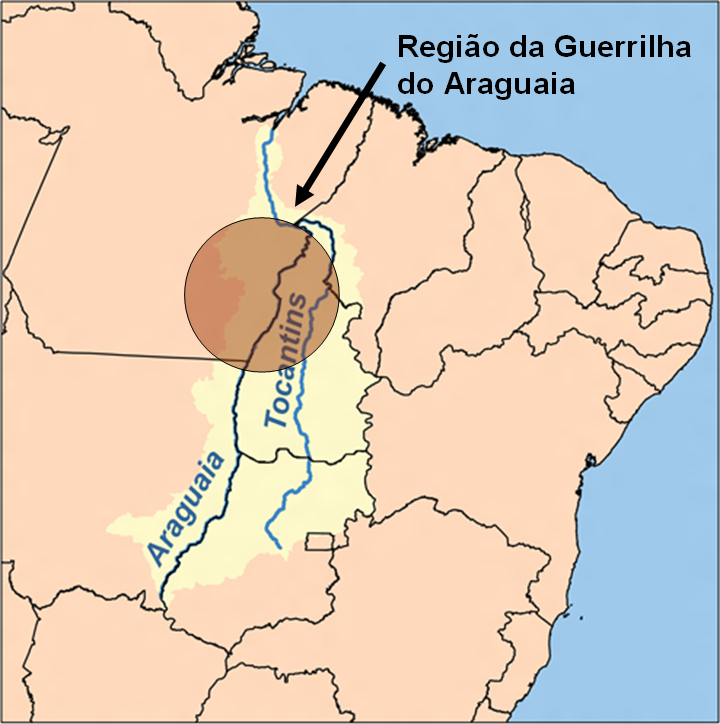
Região da Guerrilha do Araguaia

A esquerda alega ter iniciado as guerrilhas como reação ao AI-5. Outras fontes, porém, afirmam que dezenove brasileiros foram mortos por guerrilheiros antes ter sido baixado o AI-5. Entre eles, estava o soldado Mário Kozel Filho morto em junho de 1968 em ação da VPR, e os mortos do Atentado do Aeroporto dos Guararapes, supostamente por ação da Ação Popular (esquerda cristã), em 1966. Concomitantemente a uma tímida abertura política, no governo Geisel, na mesma época em que a "resistência democrática" do MDB saia vitoriosa nas eleições de 15 de novembro de 1974 fazendo 16 das 21 cadeiras de senador em disputa, as guerrilhas acabaram perdendo força. Isso também se deveu a operações repressivas governamentais que visavam eliminar a oposição (fosse armada, ou não armada que apoiasse a guerrilha), e que ocasionou o fim da Guerrilha do Araguaia, ocorrido entre 1973 e 1974. Em entrevista à revista IstoÉ, concedida no ano de 2004, um general afirmou que, concluiu-se em 1973 que "ou se matava todo mundo ou essas guerrilhas nunca mais teriam fim”.
No entanto, o número de guerrilheiros nessa operação não passava de 80, sendo que mais da metade deles não possuía sequer um fuzil, ao passo que o regime militar deslocou cerca de 3,2 mil homens para a operação de desmantelamento dessa guerrilha, todos armados de fuzis FAL e submetralhadoras. Somente cerca de 20 guerrilheiros sobreviveram, que junto com camponeses acusados de serem aliados dos guerrilheiros, foram torturados e presos.

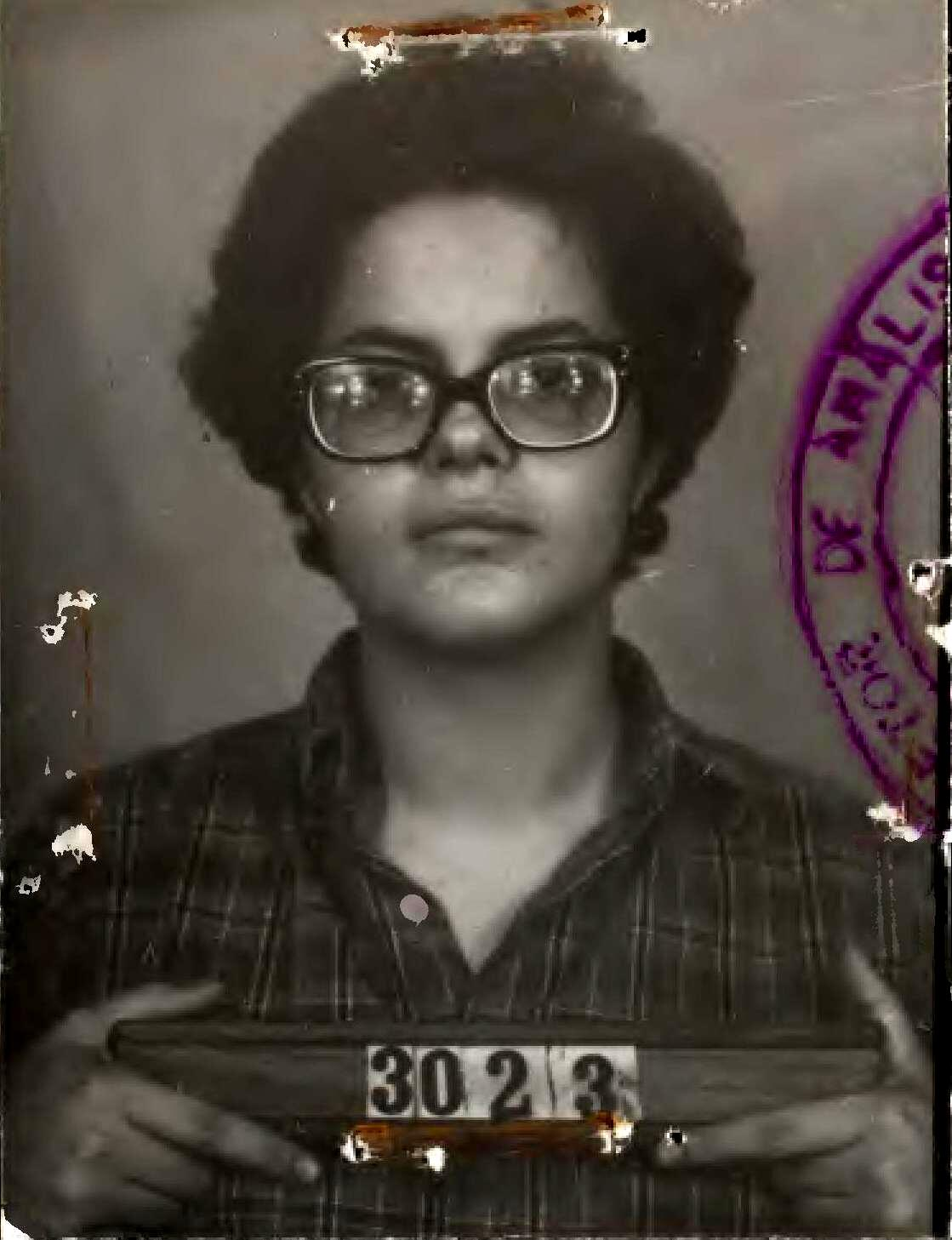
Dilma Rousseff no DOPS de São Paulo, janeiro de 1970

As famílias dos presos, mortos e desaparecidos no período, que foram identificados, foram indenizadas pelo governo brasileiro a partir da década de 1990. De acordo com a Comissão Nacional da Verdade, órgão colegiado instituído pelo Brasil para apurar os crimes na ditadura, cerca de 20 mil pessoas foram torturadas pelo regime, 4 841 representantes eleitos destituídos de seus cargos e ao menos 434 mortos. Dados da Agência Pública afirmam que 3 614 militares ou dependente perseguidos pela ditadura recebem indenização, ao passo que 10 523 civis recebem o benefício. Em 2018, o Ministério do Planejamento pagou R$ 436 milhões em indenizações aos civis, enquanto as Forças Armadas gastaram R$ 558 milhões. Assim, apesar de os militares estarem em menor número, as quantias pagas a eles são proporcionalmente maiores, sendo pagos R$ 41,5 mil por ano em média a cada civil, enquanto cada militar recebe a quantia de R$ 154,5 mil, quase quatro vezes mais.
O processo indenizatório é alvo de críticas, como a de que seria injusto por considerar a renda perdida e não o dano causado pelo Estado que indenizaria pessoas que não fariam jus ao benefício.
Cerca de 119 pessoas foram mortas por guerrilheiros de esquerda no mesmo período, segundo dados do jornalista Reinaldo Azevedo. Algumas vítimas dos guerrilheiros também foram indenizadas. A família do soldado Mário Kozel Filho foi indenizada com pensão mensal de 1 150 reais. Kozel Filho teve seu corpo dilacerado num atentado assumido pelo grupo do guerrilheiro Carlos Lamarca. Orlando Lovecchio, que perdeu a perna em explosão planejada por guerrilheiros de esquerda, recebe uma pensão vitalícia de R$ 571.

##### Principais ações
O Atentado do Aeroporto dos Guararapes, em Recife, em 25 de julho de 1966, visando atingir o candidato a presidente Costa e Silva. Foram mortos o jornalista Edson Regis de Carvalho e o almirante Nelson Gomes Fernandes e mais 14 feridos.
No dia 4 de novembro de 1969, o deputado Carlos Marighella, líder da Aliança Libertadora Nacional (ALN), foi morto a tiros, na Alameda Casa Branca, em São Paulo. Esta operação teve a participação direta do delegado Sérgio Paranhos Fleury, considerado como um dos mais brutais torturadores deste período. Coube ao Delegado Fleury, entre outras operações, a eliminação de Carlos Lamarca, o mesmo que matou o tenente da Polícia Militar do Estado de São Paulo, Alberto Mendes Júnior.

A histórica imagem mostra os 13 presos políticos trocados pelo embaixador estadunidense Charles Burke Elbrick — os últimos dois subiriam a bordo do Hércules C-56 no meio da viagem — na base aérea do Galeão, no Rio de Janeiro, antes de partirem para o exílio no México

Em 24 de janeiro de 1969, é atacado e assaltado o quartel do 4º RI, em Quitaúna São Paulo, com o roubo de grande quantidade de armas e munições, com intuito de fortalecer os armamentos dos guerrilheiros. No dia 4 de setembro de 1969, militantes da Ação Libertadora Nacional (ALN) e o Movimento Revolucionário 8 de Outubro (MR-8), capturaram o embaixador dos Estados Unidos, com intuito de trocá-lo por presos políticos e estudantes que corriam risco de morte. No dia 18 de julho de 1969, guerrilheiros brasileiros roubam o famoso "cofre do Adhemar". De acordo com os revolucionários, esse dinheiro deveria ser empregado na luta contra a ditadura, pois era fruto dos atos de corrupção do ex-governador paulista Adhemar de Barros, conhecido pelo slogan "rouba, mas faz".
Em 11 de março de 1970, revolucionários brasileiros sequestraram o cônsul japonês em São Paulo, Nobuo Okushi, com a intenção de libertar presos políticos. Na noite de 8 de maio de 1970, o tenente da Polícia Militar do Estado de São Paulo Alberto Mendes Júnior, depois de preso por guerrilheiros após confronto armado no Vale da Ribeira, São Paulo, foi executado a golpes de coronhadas no rosto por Yoshitane Fujimori, membro do grupo do ex-capitão desertor do exército Carlos Lamarca. Alberto tinha se entregue como refém em troca da liberação de seus subordinados, que haviam se ferido no confronto com o grupo de Lamarca.
No dia 4 de setembro de 1969, o grupo de resistência armada Movimento Revolucionário 8 de Outubro (MR-8), sequestra o embaixador americano no Brasil, Charles Burke Elbrick. Em 5 de Setembro de 1969, é mandado cumprir o Ato Institucional Número Treze, ou AI-13, que institui o …(sic) banimento do território nacional o brasileiro que, comprovadamente, se tornar inconveniente, nocivo ou perigoso à segurança nacional. Em 7 de setembro de 1969 é liberado o Embaixador americano e os 15 guerrilheiros presos libertados, e em função do AI-13, são banidos para o México. Foram também sequestrados o embaixador alemão Ehrenfried von Holleben e o embaixador suíço Giovanni Bucher.

#### Luta armada de movimentos de direita
Segundo historiadores, também ocorreram movimentos guerrilheiros de direita. Conforme a resistência à ditadura por parte da esquerda continuava, a ala mais radical do regime decidiu tomar algumas medidas.
| “                                            | Oficiais de baixa patente reuniam-se no Centro de Informações do Exército (CIE) e traçaram sua estratégia. “Definimos qual era o campo mais fraco e decidimos que era o setor de teatro”, disse o coronel Luiz Helvécio Silveira Leite, num depoimento de 1985. “A gente invadia, queimava, batia, mas nunca matava ninguém.” Em junho, a Maison de France (teatro) recebia uma montagem de O Burguês Fidalgo, comédia de Molière que satiriza o alpinismo social na França de Luís 14. Embora Molière tenha nascido dois séculos antes de Karl Marx, a extrema-direita julgou o nome comunista e plantou uma bomba no teatro carioca. | ” |
| — Maurício Horta - Revista Superinteressante | |   |

Ocorreram ainda atentados nos teatros Gláucio Gil e Opinião (Rio de Janeiro), nas faculdades de Belas Artes e de Direito da UFRJ, na Faculdade de Ciências Médicas da UERJ, na Associação Brasileira de Imprensa e na Livraria Civilização Brasileira (que possuía um acervo com obras de esquerda).
Uma reportagem da revista Superinteressante afirma: "O brigadeiro João Paulo Moreira Brunier queria mais. Em junho de 1968, planejou instalar bombas na embaixada dos EUA e em empresas americanas, destruir a represa que abastecia o Rio e explodir o gasômetro da cidade. Tudo para culpar a esquerda. O capitão Sérgio de Miranda Carvalho denunciou o plano do brigadeiro, mas tudo acabou abafado pelo ministro da Aeronáutica – que, além do mais, demitiu o delator." O jornal Correio da Manhã afirmou em um de seus editoriais que: “Mais do que indiferença, há, no comportamento do governo, estímulo à violência”. A reportagem completa ainda que: "A conivência do regime permitiu a consolidação de um grupo delinquente e impune, que continuaria a agir na comunidade de segurança da ditadura".

### Atentado do Riocentro
O atentado do Riocentro é o nome pelo qual ficou conhecido um frustrado ataque a bomba ao Centro de Convenções do Riocentro, no Rio de Janeiro, na noite de 30 de abril de 1981, quando ali se realizava um espetáculo comemorativo do Dia do Trabalhador. O atentado, perpetrado por setores do Exército Brasileiro insatisfeitos com a abertura democrática que vinha sendo feita pelo regime, ajudou a apressar a redemocratização do país, completada quatro anos depois, com a primeira eleição presidencial realizada no Brasil em 24 anos.
As bombas, levadas ao complexo num carro esportivo civil Puma GTE, seriam plantadas no pavilhão pelo sargento Guilherme Pereira do Rosário e pelo capitão Wilson Dias Machado. Com o evento já em andamento, uma das bombas explodiu prematuramente dentro do carro onde estavam os dois militares, no estacionamento do Riocentro, matando o sargento e ferindo gravemente o capitão Machado. Uma segunda explosão ocorreu a alguns quilômetros de distância, na miniestação elétrica responsável pelo fornecimento de energia do Riocentro. A bomba foi jogada por cima do muro da miniestação, mas explodiu em seu pátio e a eletricidade do pavilhão não chegou a ser interrompida. Na tentativa de encobrir o fracasso da operação, o Serviço Nacional de Informações (SNI) culpou as organizações de esquerda, na época já extintas, pelo ataque. Essa hipótese já não tinha sustentação na época e anos mais tarde se comprovou, inclusive por confissão, que o ataque frustrado foi uma tentativa de setores mais radicais do governo (principalmente do CIEx e do SNI) de, colocando a culpa na oposição radical pela carnificina prevista a acontecer, convencer os setores mais moderados de que era necessária uma nova onda de repressão de modo a paralisar a lenta abertura política que estava em andamento.
Em 2014, a Comissão Nacional da Verdade apresentou um relatório preliminar sobre o atentado, afirmando que ele fez parte de uma ação articulada do Estado brasileiro.

### Meio ambiente e povos indígenas

#### Genocídio indígena

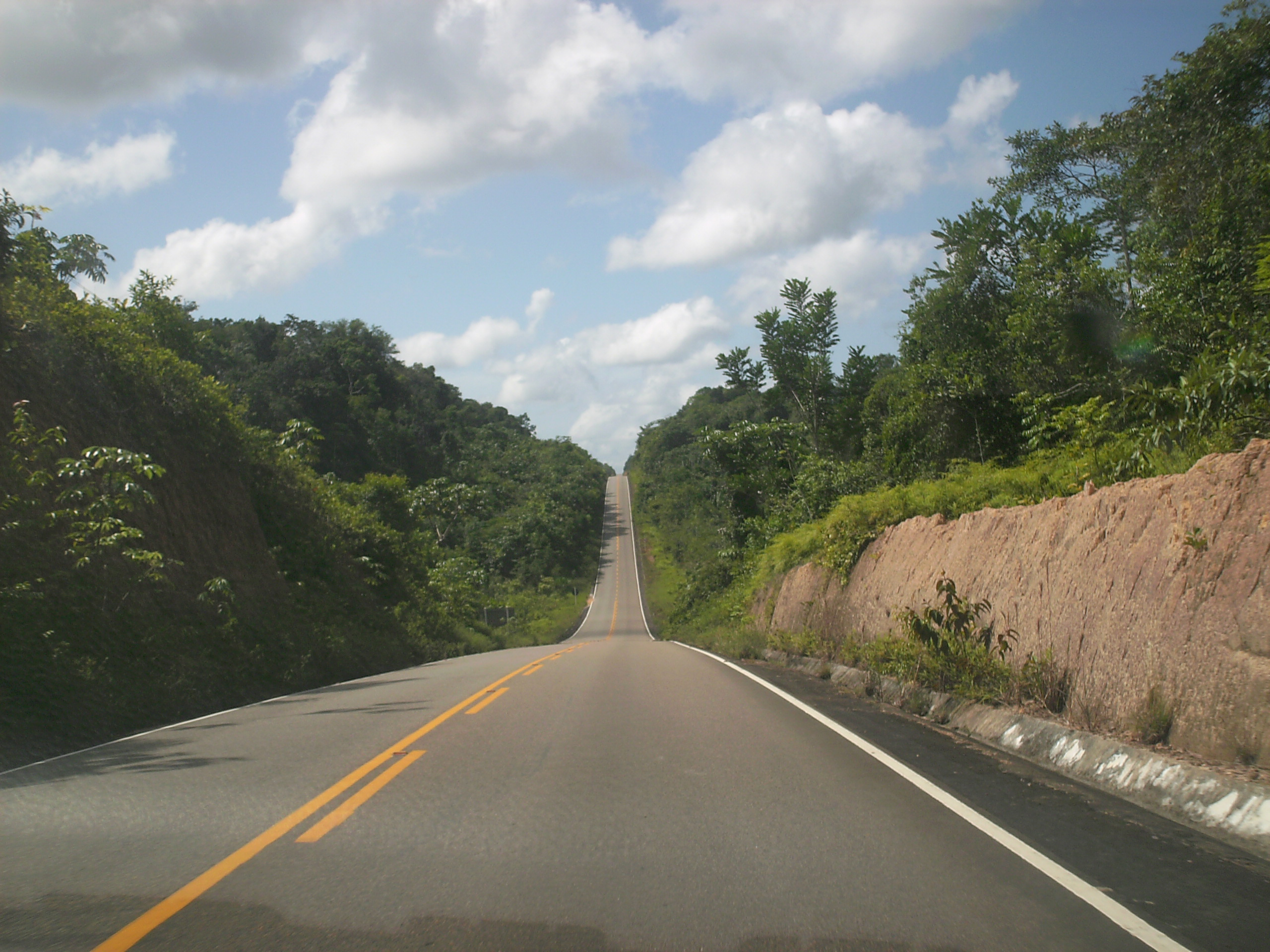
A rodovia BR-174, que corta a terra indígena dos uaimiris-atroaris em Roraima

A Comissão Nacional da Verdade (CNV) incluiu em seu relatório final um número limitado de 10 etnias indígenas entre as vítimas de graves violações de direitos humanos ocorridas no Brasil durante a ditadura militar. Segundo o relatório, no período investigado ao menos 8 350 indígenas foram mortos em massacres, esbulho de suas terras, remoções forçadas de seus territórios, contágio por doenças infectocontagiosas, prisões, torturas e maus tratos. Muitos sofreram tentativas de extermínio.
No capítulo "Violações de direitos humanos dos povos indígenas" consta que entre os índios mortos estão, em maior número 3 500 indígenas cintas-largas (RO), 2 650 uaimiris-atroaris (AM), 1 180 índios tapayunas (MT), 354 ianomâmis (AM/RR), 192 xetás (PR), 176 panarás (MT), 118 parakanãss (PA), 85 xavantes (MT), 72 arawetés (PA) e mais de 14 araras (PA). O relatório afirma que o número real de indígenas mortos no período pode ser maior.

#### Usina de Balbina

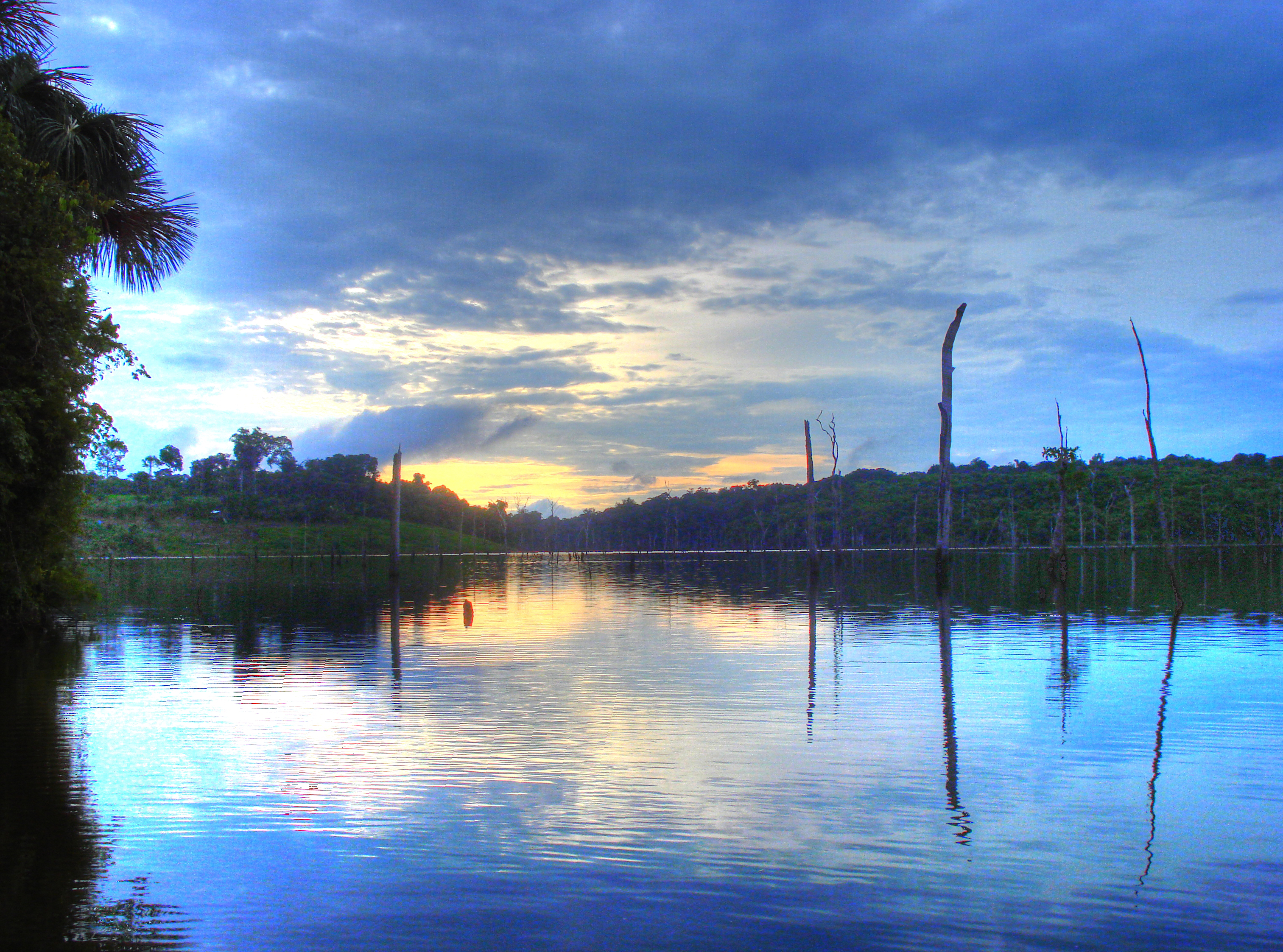
Reservatório da Usina Hidrelétrica de Balbina, considerada um desastre ambiental

Ainda durante sua construção, em 1986, a Usina Hidrelétrica de Balbina já era considerada um grande desastre ambiental. De acordo com pesquisadores da Universidade de East Anglia, no Reino Unido, o alagamento de uma área de 3 129 km², que resultou na criação de 3 546 ilhas, isolou espécies, prejudicou a migração e reprodução de peixes, aumentou os índices de extinção de animais e fragilizou as florestas. A maioria das populações de grandes mamíferos, aves e tartarugas desapareceu no que restou de terras no lago de Balbina e apenas 0,7% de todas as ilhas do reservatório ainda continham uma comunidade diversificada de espécies de animais e aves.
Além disso, a construção o alagamento da floresta aumentou a emissão de gases de efeito estufa, sendo que a liberação de dióxido de carbono e metano é superior à de uma usina térmica de mesmo potencial energético. Além de Balbina, de acordo com o relatório Emissões de Dióxido de Carbono e de Metano pelos Reservatórios Hidrelétricos Brasileiros, do Ministério da Ciência e da Tecnologia, outras duas hidrelétricas brasileiras, Usina Hidrelétrica de Samuel, Rondônia, e Usina Hidrelétrica de Três Marias, em Minas Gerais), têm emissões maiores que termelétricas de mesmo potencial. Apesar do enorme impacto ambiental, produz apenas 10% da demanda energética de Manaus.

#### Usina de Itaipu

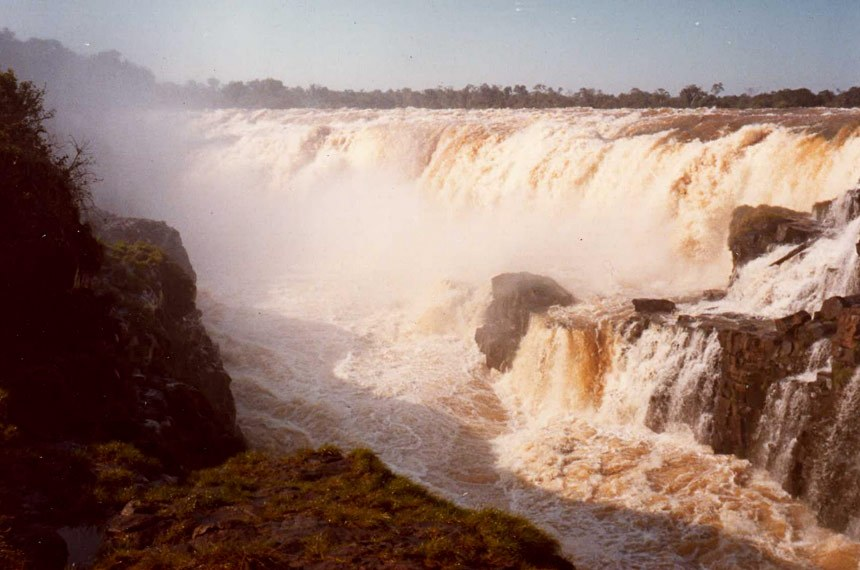
O Salto das Sete Quedas ficou submerso a partir de 1982, com a construção da Usina Hidrelétrica de Itaipu

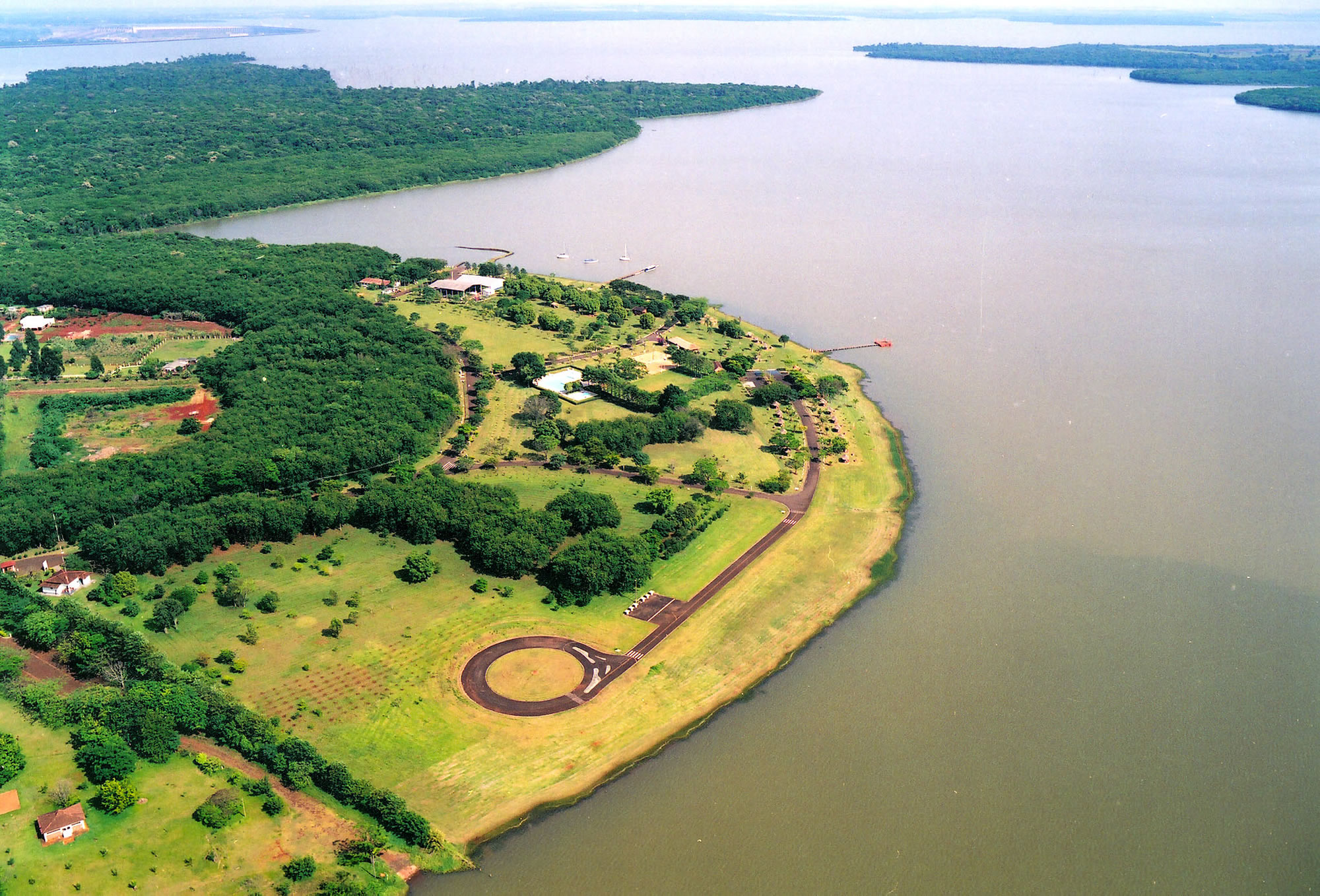
Lago artificial formado pela construção de Itaipu

Com o fechamento das eclusas da barragem da Usina Hidrelétrica de Itaipu, uma área de 1 500 km² de florestas e terras agriculturáveis foi inundada. O Salto de Sete Quedas, uma das mais fascinantes formações naturais do planeta, desapareceu. Semanas antes do preenchimento do reservatório, foi realizada uma operação de salvamento dos animais selvagens, denominada Mymba kuera (que em guarani quer dizer "pega-bicho"). Equipes de voluntários conseguiram capturar mais de 4,5 mil bichos, entre macacos, lagartos, porcos-espinhos, roedores, aranhas, tartarugas e diversas espécies. Esses animais foram levados para as regiões vizinhas protegidas da água. Mais de 35 mil animais que viviam na área a ser inundada pelo lago da usina também foram removidos.
Durante a instalação da Itaipu, foi necessária a desapropriação de 42 444 pessoas, das quais 38 440 eram trabalhadores do campo, o que gerou inúmeros problemas sociais. Parte dessas famílias viviam às margens do Rio Paraná e foram desalojadas, a fim de abrir caminho para a represa. Algumas se refugiaram na cidade de Medianeira, uma cidade não muito longe da confluência dos rios Iguaçu e Paraná. Algumas dessas famílias vieram, eventualmente, a ser membros de um dos maiores movimentos sociais do Brasil, o Movimento dos Trabalhadores Rurais Sem Terra.
Segundo um relatório produzido ao longo de três anos pela Procuradoria Geral da República, a construção da usina hidrelétrica gerou graves violações de direitos dos povos indígenas, com adulteração de procedimentos para subestimar o número de índios que habitavam a região. Para criar o lago artificial, por exemplo, a obra inundou cerca de 135 mil hectares e transferiu 40 mil pessoas entre índios e não índios no Paraná. Na área afetada estavam diversos territórios considerados sagrados pelos índios guaranis, como os Salto de Sete Quedas. O estudo concluiu que apenas uma pequena parcela da comunidade indígena de Ocoy foi reconhecida como indígena pela Funai, na época gerida por um general do Exército, e depois reassentada "em condições piores do que as que enfrentava antes".

#### Usina de Tucuruí
O governo brasileiro no final dos anos 1960 usou herbicidas, como o agente laranja, para desfolhar uma grande parte da floresta amazônica para que a Alcoa pudesse construir a Usina Hidrelétrica de Tucuruí, no Pará, para energizar as operações de mineração. Grandes áreas de floresta tropical foram destruídas, juntamente com as casas e meios de subsistência de milhares de camponeses rurais e tribos indígenas.

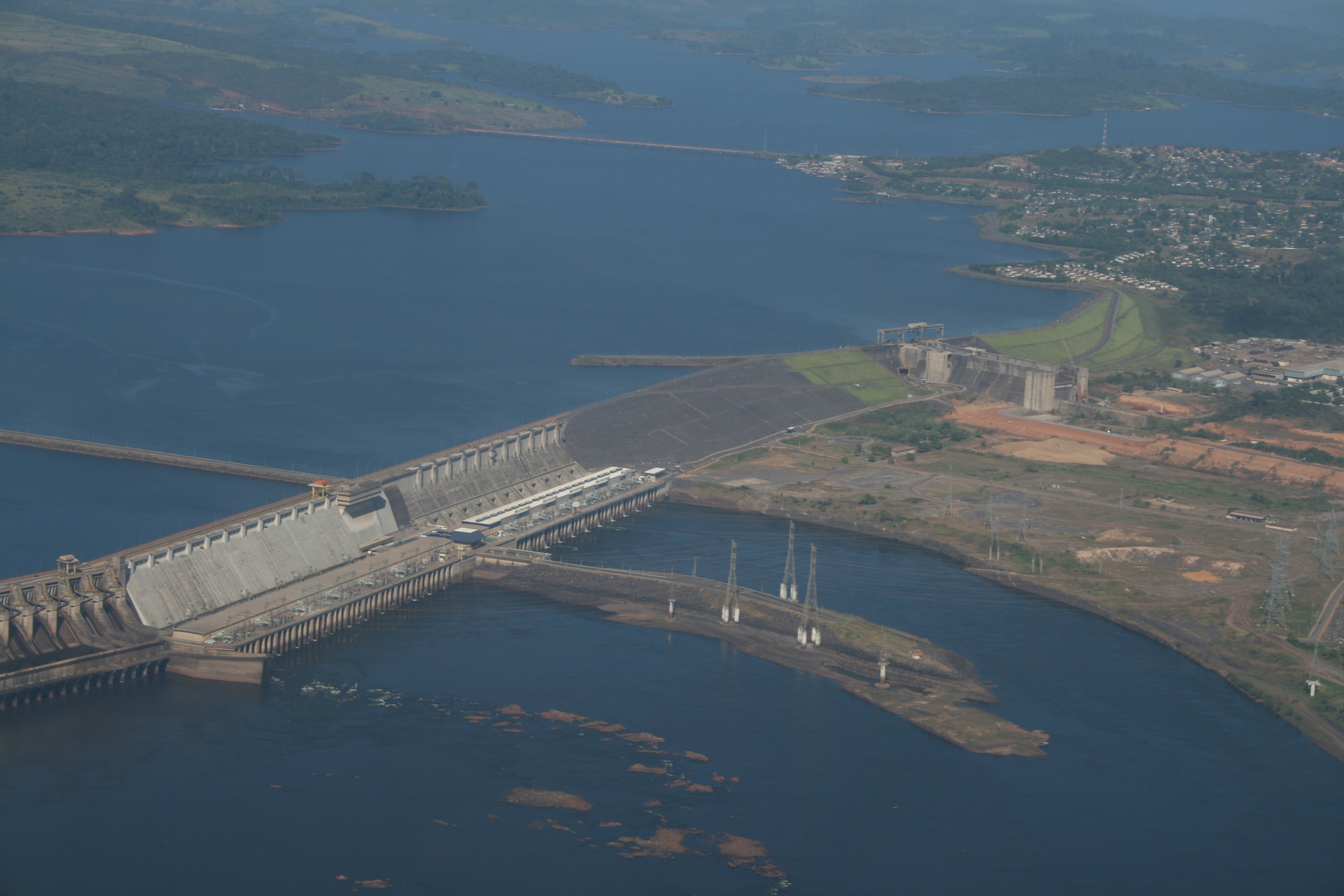
Vista aérea da Usina Hidrelétrica de Tucuruí

Tucuruí foi construída entre 1974 e 1985, durante a ditadura militar, numa época em que havia relativamente pouca preocupação com questões ambientais e desprezo geral por direitos civis. Estima-se que houve alguma perda de biodiversidade, especialmente de espécies de peixes adaptados às corredeiras ou que migravam ao longo do rio. A pesca a jusante diminui de 1 000 para 500 toneladas por ano; porém, na região do reservatório ela aumentou de 300 para mais de 3 000 toneladas por ano, entre 1981 e 1998 Enquanto boa parte da população a montante, incluindo grandes proprietários do vale de Caraipé e as tribos indígenas Parakanã, foi em parte indenizada e contemplada com investimentos em infraestrutura, a tribo Gavião da Montanha e toda a população a jusante, incluindo os índios assurini, não recebeu indenização alguma.
Uma Comissão Parlamentar de Inquérito (CPI), instaurada na década de 1980, apurou vários atos de corrupção envolvendo a Agropecuária Capemi, contratada para extrair e comercializar toda a madeira da área que seria inundada com a construção da Usina Hidrelétrica de Tucuruí. A empresa foi criada apenas três meses antes do lançamento da licitação que previa as atividades de extração e comercialização da madeira. A Agropecuária Capemi faliu, tendo desmatado apenas 10% da área contratada. A represa causou desastre ambiental, causando o fenômeno da eutrofização, que é a liberação do dióxido de carbono e do metano devido à decomposição do material orgânico inundado.